# 琵琶湖
琵琶湖（びわこ）は、滋賀県にある日本最大の面積と貯水量を持つ湖。一級水系「淀川水系」に属する一級河川である。国土交通大臣から委託を受けて滋賀県知事が管理を担う。湖沼水質保全特別措置法指定湖沼で、ラムサール条約登録湿地でもある。
古くは淡海・淡海の海・水海・近江の海・細波・鳰（にお）の海などとも呼ばれ、「びわ湖」「びわこ」と表記されることもあるほか、「Mother Lake」の愛称や「近畿の水瓶」の別称で呼ばれることもある。
約440万年前に形成された古代湖で、現在の三重県伊賀市付近に浅くて狭い湖(大山田湖)ができ、その後、断層運動による地盤の陥没と土砂の堆積を受けて形を変えながら移動し40-100万年ほど前に現在の位置に移動してきた。内湖を含む多様な地形や多数の固有種を含む豊かな生態系をもっているが、近現代の開発により失われたり減少したりした地形や種もある。古くから近畿地方の水運・水利・漁撈における役割を担い、近江八景などをとおして景勝地としても知られ、作品の題材となることも多いほか、環境保全活動も盛んにおこなわれている。

## 地理

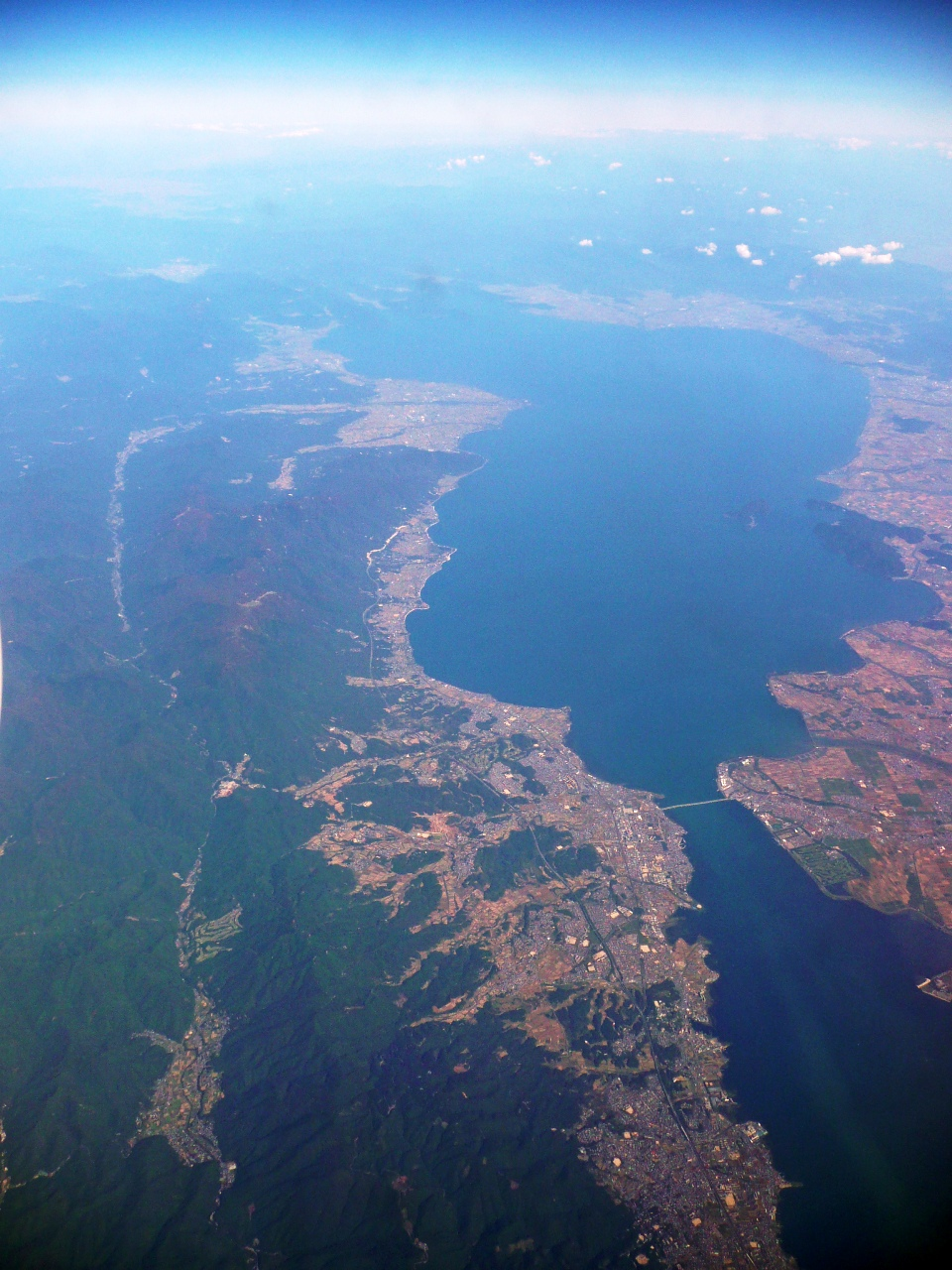
航空写真

琵琶湖は鈴鹿山地・伊吹山地・野坂山地・比良山地・甲賀山地といった山々に囲まれた滋賀県の近江盆地に位置する。面積は669.26平方キロメートルで、滋賀県の面積の6分の1を占め、日本最大である。貯水量は275億㎥で、こちらも日本一である。湖底が最も深い水域は竹生島と安曇川河口の間にあり、2005年には104.1メートルの最大水深が計測された。南北の延長は長浜市西浅井町塩津 – 大津市玉野浦間で63.49キロメートル、最広部は長浜市下坂浜 – 高島市新旭町饗庭間の22.8キロメートル、最狭部は守山市水保町 – 大津市今堅田間の1.35キロメートルである。流域面積は後述するように3848平方キロメートルで、淀川流域の47パーセントに当たる。
最狭部に架かる琵琶湖大橋を挟んだ北側の主湖盆を北湖（太湖）、南側の副湖盆を南湖と呼ぶ。面積58平方キロメートル・平均水深4メートルの南湖に対し、北湖は面積623平方キロメートル・平均水深41メートルであり、湖水の99パーセントは北湖に蓄えられている。
東京湾平均海面（T.P.）基準でプラス84.371メートル、大阪湾最低潮位（O.P.）基準でプラス85.614メートルの高さが琵琶湖基準水位（Biwako Surface Level、B.S.L.）と定められている。B.S.L.は、1874年に鳥居川観測点において「これ以上水位が下がることはない」と判断して定められたものと推測されているが、その後、後述するように瀬田川が改修されたため、さらに水位を下げることが可能となり、2000年ごろまでには満水位を意味するようになった。1992年制定の瀬田川洗堰操作規則では、大津市三保ヶ崎および堅田漁港・高島市大溝漁港・長浜市高月町片山漁港・彦根港における計測水位の平均値が琵琶湖の水位とされている。

### 湖底
琵琶湖の湖底地形は、北湖の北湖盆・中湖盆と南湖（南湖盆）に分けられる。若い地形であり水深70メートルを超す北湖に対し、南湖は湖沼の発達ステージの終末状態に近く、水深5メートル以下である。逆くの字型の平面形態を示す北湖の湖底地形は、北西 - 南東方向の北湖盆（深度80 - 90メートル）と北東 - 南西方向の中湖盆（深度75メートル前後）に分かれており、沖島（後述）北側付近には両者を分ける靴状の湖底地形がある。北湖盆と中湖盆のいずれも、東側は傾斜が緩く、西側は傾斜が急である。北湖岸においては、若いリアス状の地形が湖底へと続く。また、後述の湖中島のほか水没島も存在する。
琵琶湖中央の湖底には、900メートルの土砂が堆積しており、その下には500メートルほどの岩盤がある。南湖の烏丸半島付近にも900メートルの土砂が堆積しているが、琵琶湖全体でみると岩盤や土砂の厚さは一定ではない。

### 湖岸

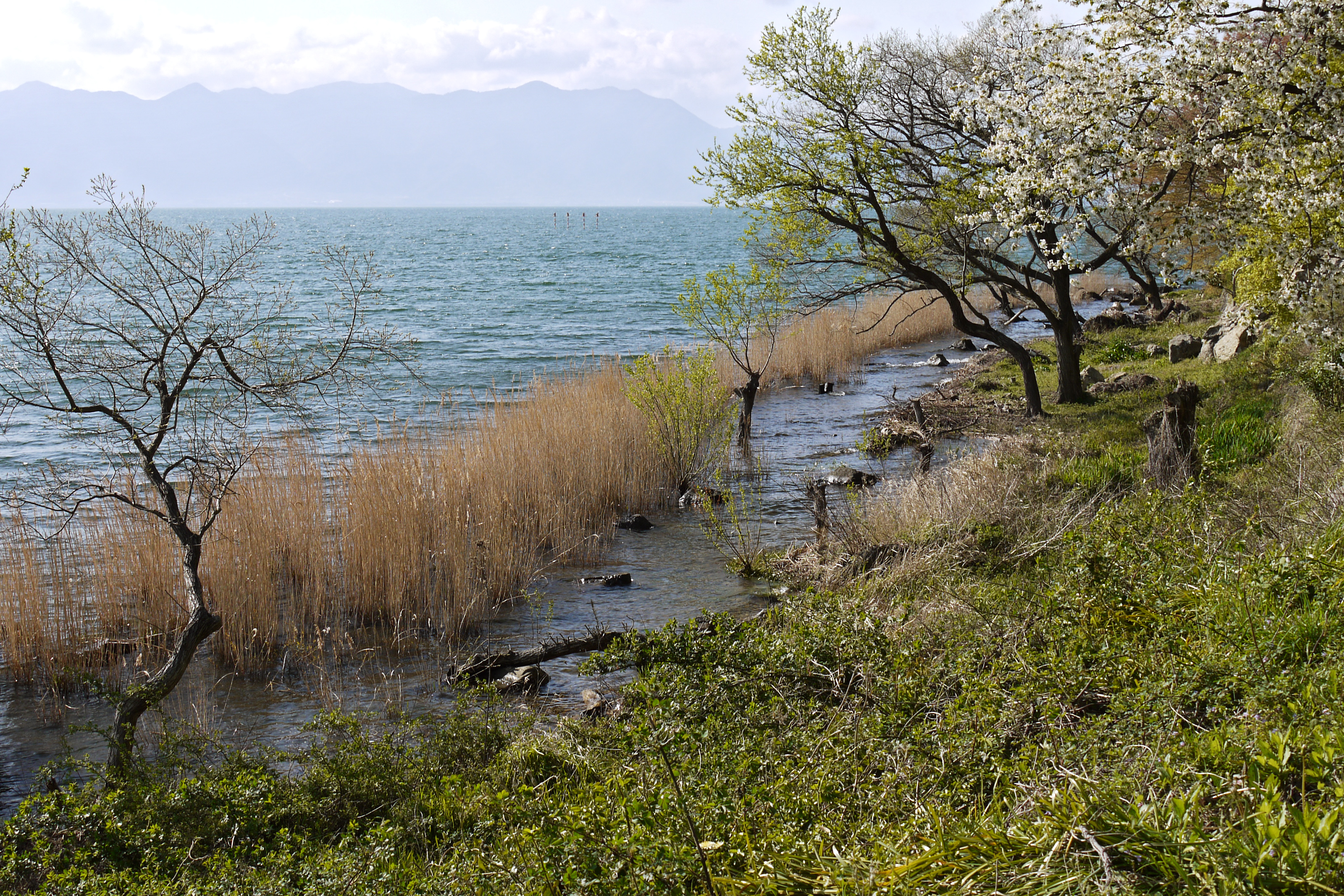
近江八幡市の湖岸

琵琶湖湖岸の構造は多様であり、そのため後述するように生物も多様である。傾斜は西岸は急で東岸は緩やかな傾向にあり、下記の山地系湖岸を除く77パーセントは、流入河川の造営力を受けた平野系湖岸である。また、底質と植生から次の3つに分類することができる。
岩礫型湖岸
北湖北岸と長命寺付近の山地系湖岸。岩や岩礁が主体。
砂質型湖岸
北湖の多くを占める。小礫や砂が主体。
砂泥型湖岸
最も植生が豊かであり、泥の堆積の発達に伴い、植物群落が発達する。
湖岸域には陸上生物圏と水中生物圏をなだらかに繋ぐ推移帯が広がり、生物多様性への寄与や水質浄化機能といった様々な役割を果たしてきた。しかし第二次世界大戦後、大規模な護岸工事などにより人工湖岸が増え、推移帯としての面積は大幅に減少した。
琵琶湖周囲の約50キロメートルには湖岸堤・管理用道路が建設されており、県道としても利用されている。またそのほぼ全区間には前浜（）と呼ばれる消波帯が設けられており、堤防の高さを低く抑える効果に加え、親水空間としての役割も果たしている。湖岸堤により分断された生物環境については、「マザーレイク21計画」や「琵琶湖・淀川流域圏の再生計画」において堤脚水路の再自然化が掲げられており、連続性の再生を目指した試験的なビオトープの造成が2003年以降実施されている。

### 内湖

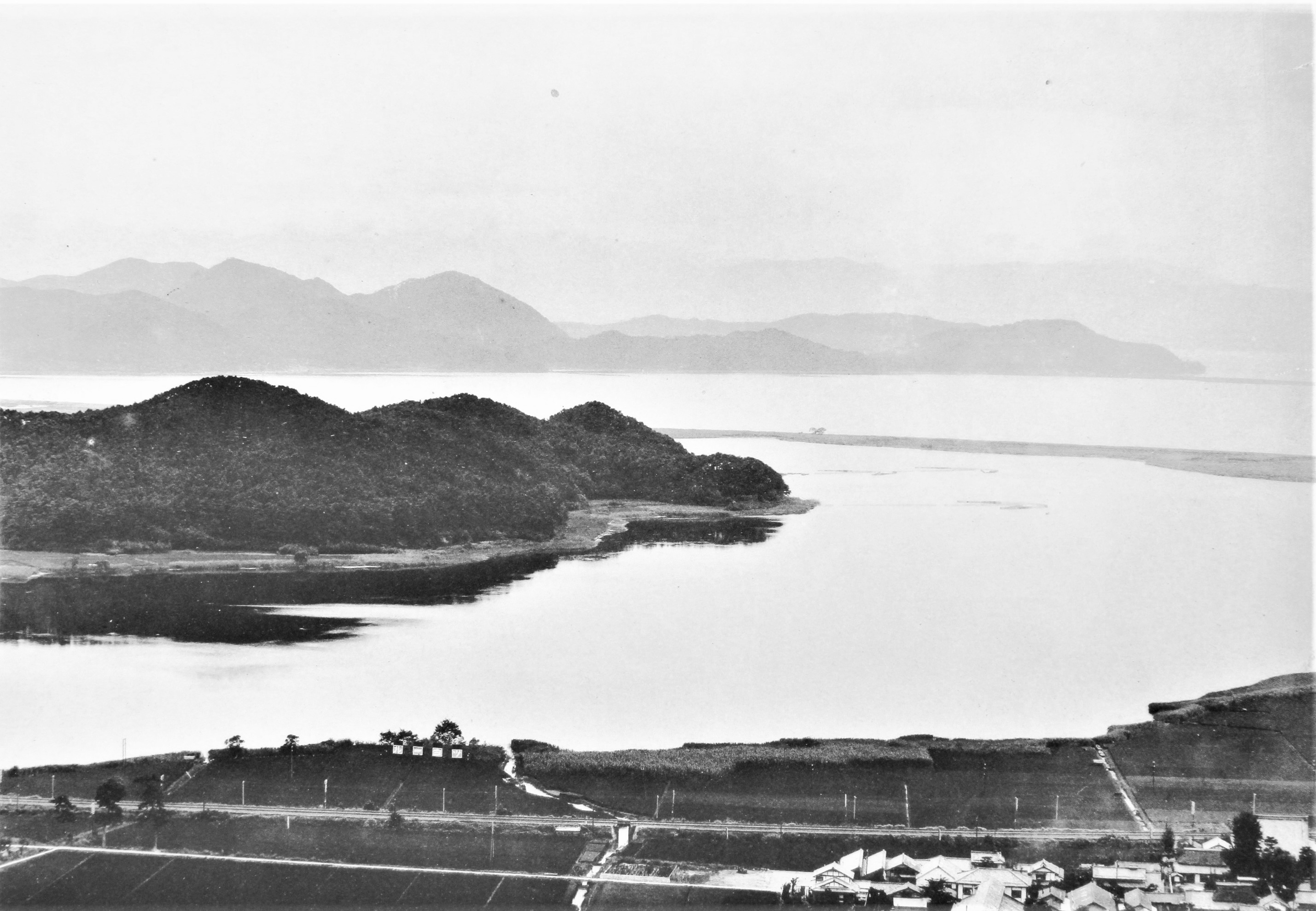
昭和初期の安土山は小中湖（手前）と大中湖（奥）に囲まれていた。

琵琶湖の周囲には、琵琶湖の一部が土砂の堆積などにより切り離されてできた内湖と呼ばれる潟湖がある。内湖は、琵琶湖とは水路で結ばれているため水位変動の影響を受ける。以下で述べるように20世紀に多くの内湖が消失し、2013年現在残されているのは、近江八幡市の西の湖をはじめとする総面積4.25平方キロメートルの23内湖のみである。

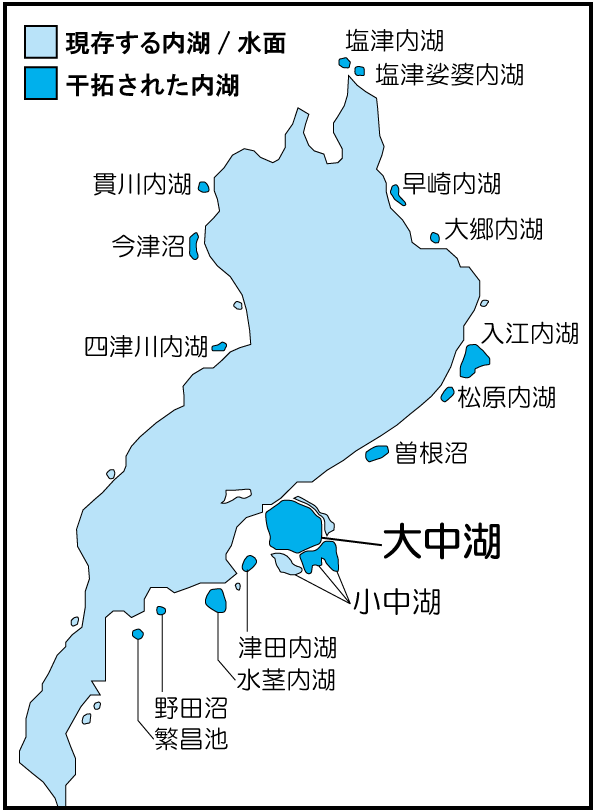
かつて琵琶湖周辺に存在したの図

昭和初期ごろまで、琵琶湖の周囲には大小40あまり、総面積29平方キロメートル（1940年時点）の内湖があった。これらの内湖は、繁茂するヨシなどにより河川より流入する水を浄化する機能や、魚類の産卵・生育の場、あるいは堆積した泥による肥料の提供といった役割を担ってきた。また後述するように、今津や堅田といった津の発展において船溜まりとしての役割を果たしたほか、安土城や大溝城の立地にも影響を与えた。
近代に入ると、後述する1905年の南郷洗堰の築造や1943年から治水・利水を目的として開始された淀川第1期河水統制事業の影響で琵琶湖の平均水位が10センチメートルほど下がったため、内湖の水深も浅くなり、内湖漁業は衰退した。さらに第二次世界大戦後には、人口増加・食糧不足に対応するための農地開発として16箇所、総面積25平方キロメートルあまりの内湖が干拓され消失した。なお、1985年 - 1990年にかけては、琵琶湖総合開発事業による湖周道路の敷設により琵琶湖の一部が切り離され、内湖化した例もある。また、長浜市において2001年より干拓農地の一部を湛水しての早崎内湖ビオトープ実験がおこなわれるなど、内湖再生の試みも行われている。

### 湖中島
琵琶湖には沖島・竹生島・多景島の3島がある。沖島は近江八幡市の沖合い1.5キロメートルに位置する周囲約6.8キロメートル・面積約1.53平方キロメートルの島で、淡水湖沼の有人島としては日本唯一である。竹生島は長浜市の沖合6キロメートルに位置する周囲約2キロメートル・面積約0.14平方キロメートルの島、多景島は彦根市の沖合い5キロメートルに位置する周囲約600メートル・面積約0.012平方キロメートルの島である。竹生島と多景島には寺院があり、竹生島は西国三十三所や琵琶湖八景に含まれている。このほか、多景島から西に4キロメートルの地点には沖の白石が、草津市には1978年ごろに着工された人工島の矢橋帰帆島がある。またかつては、奥島（近江八幡市）も独立した島であった。
なお、湖北町延勝寺地先には「奥の洲」と呼ばれる浅水域があり、その水面上にある小島も「奥の洲」と称されている（奥の洲は湖面の水位が低下すると地続きとなる）。

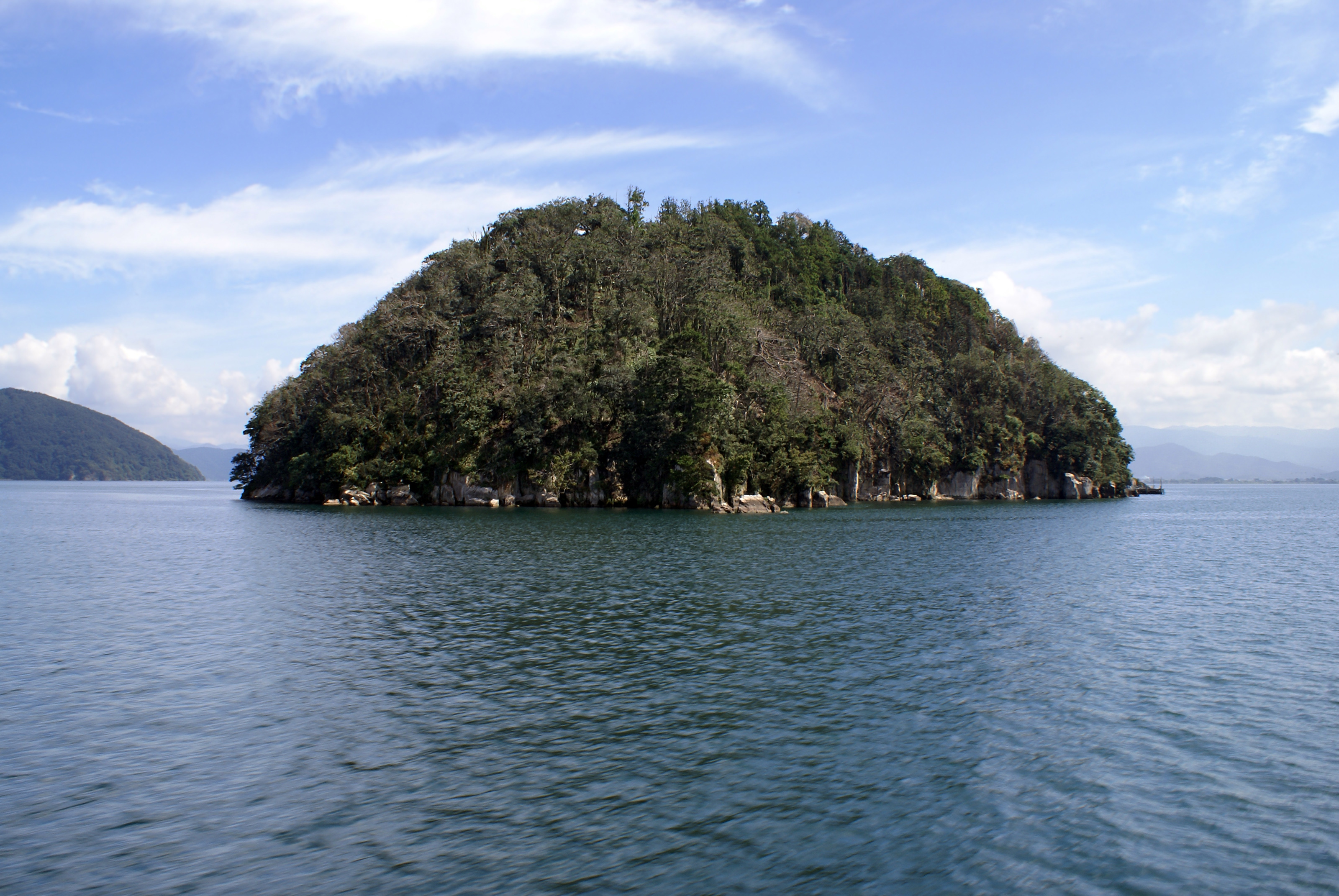
竹生島
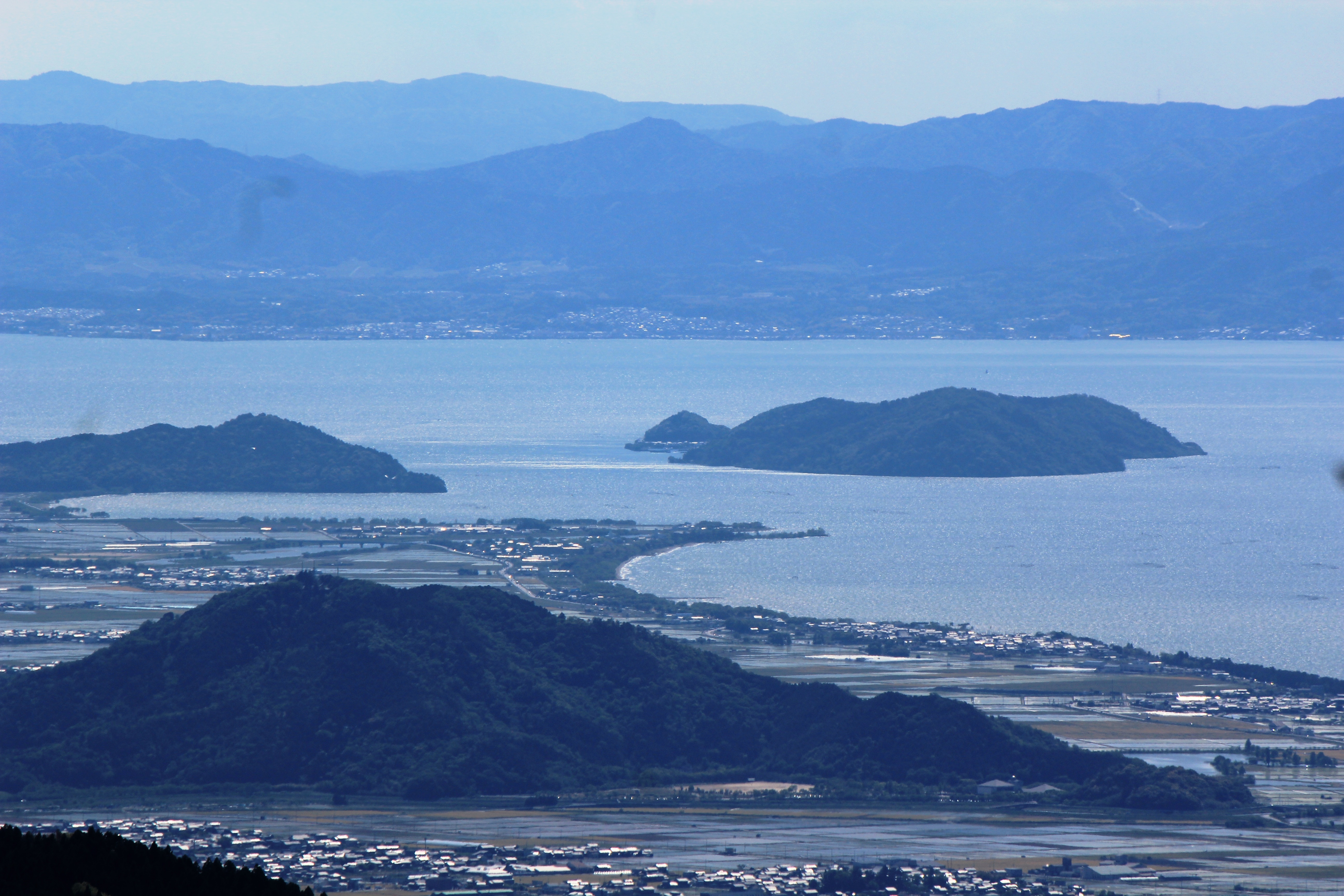
沖島
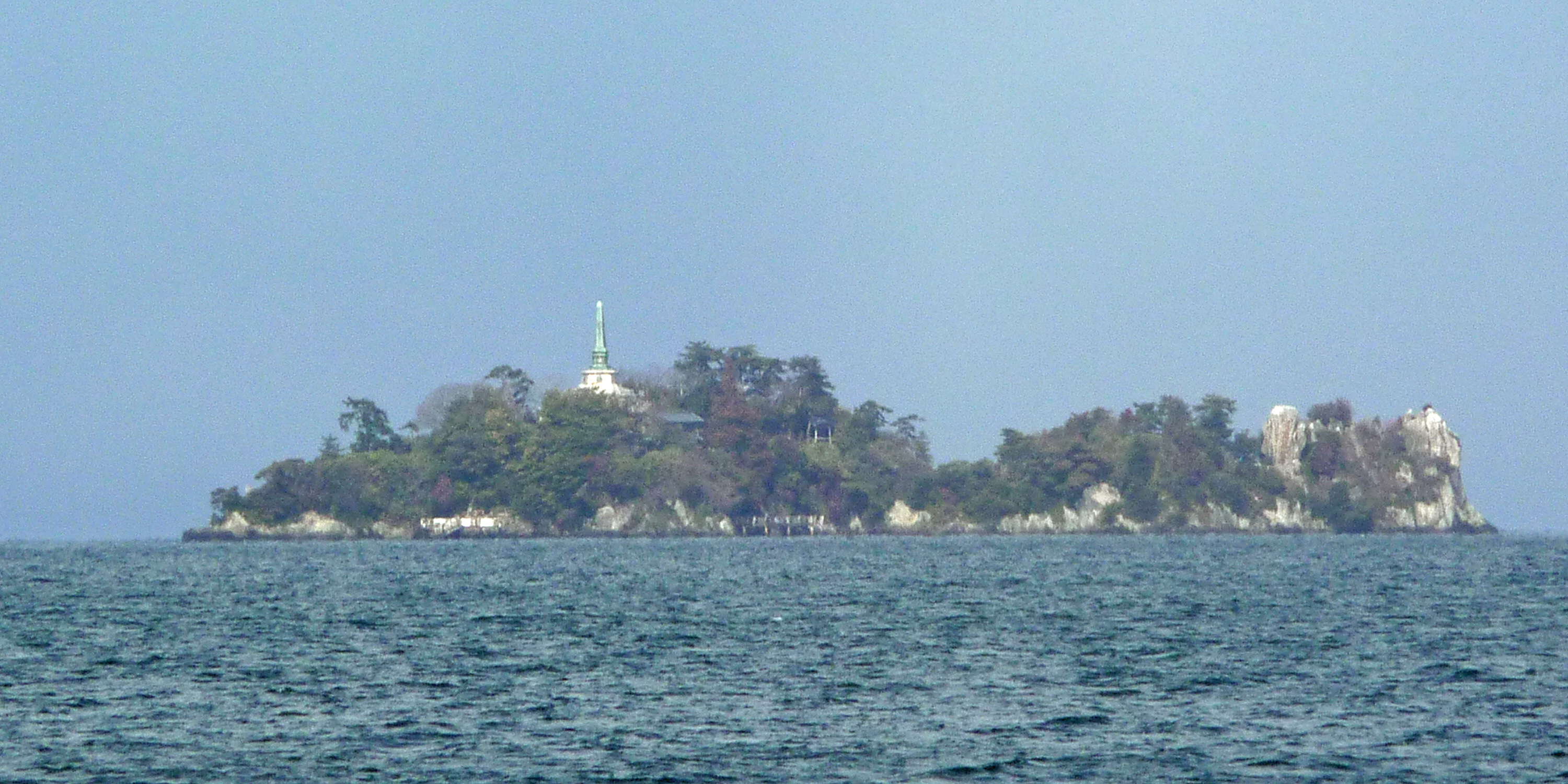
多景島
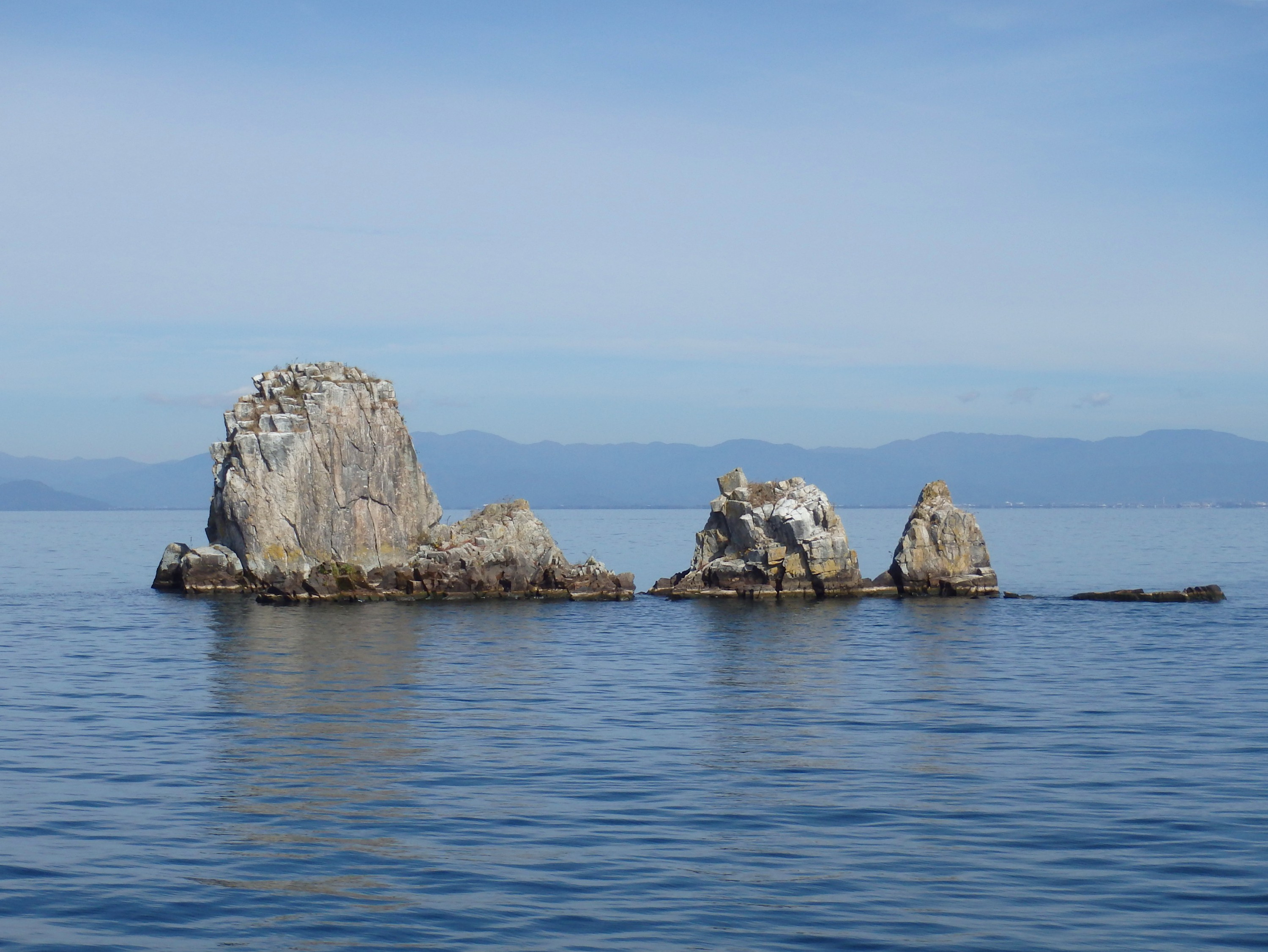
沖の白石

### 河川

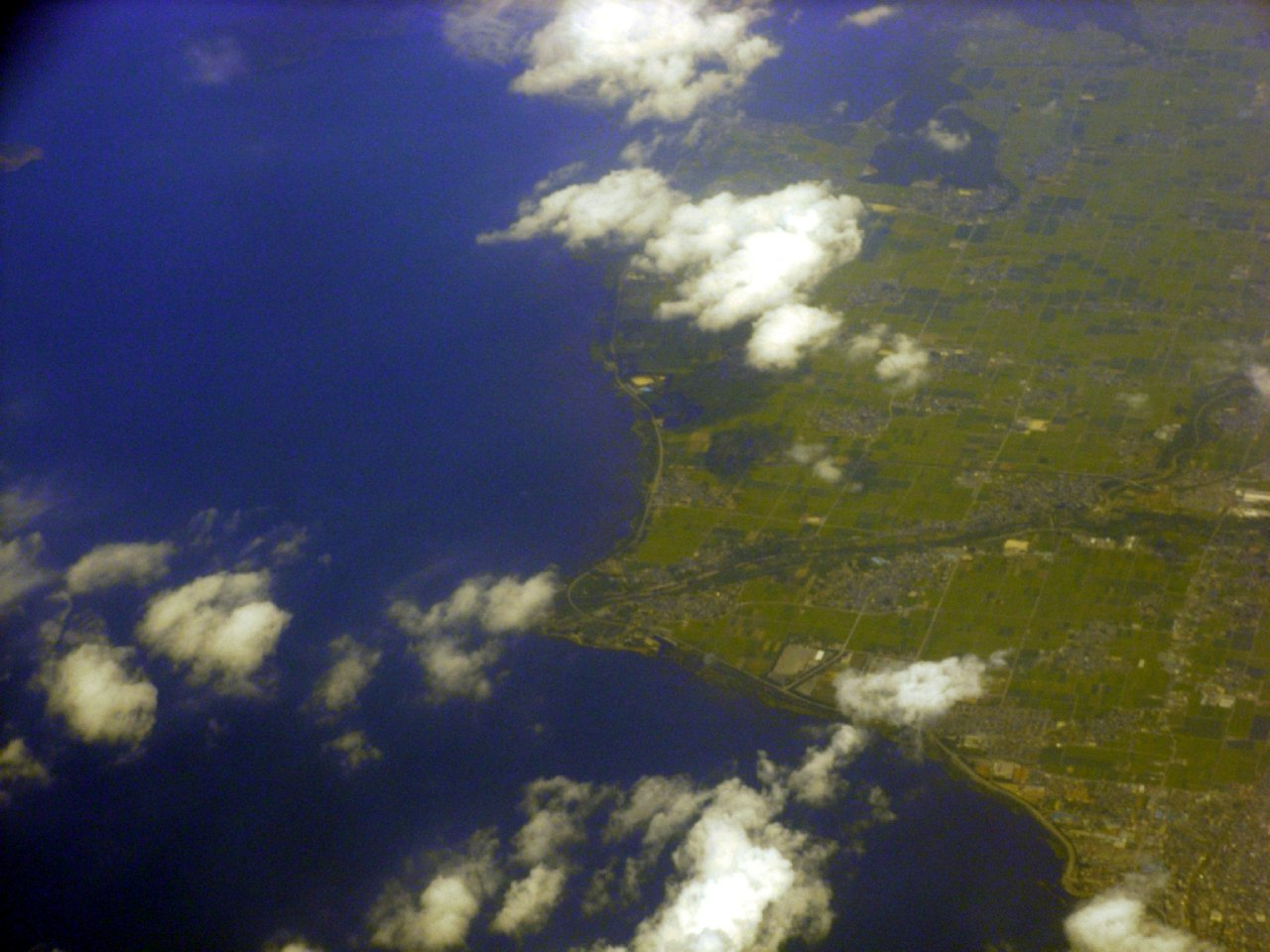
姉川三角州

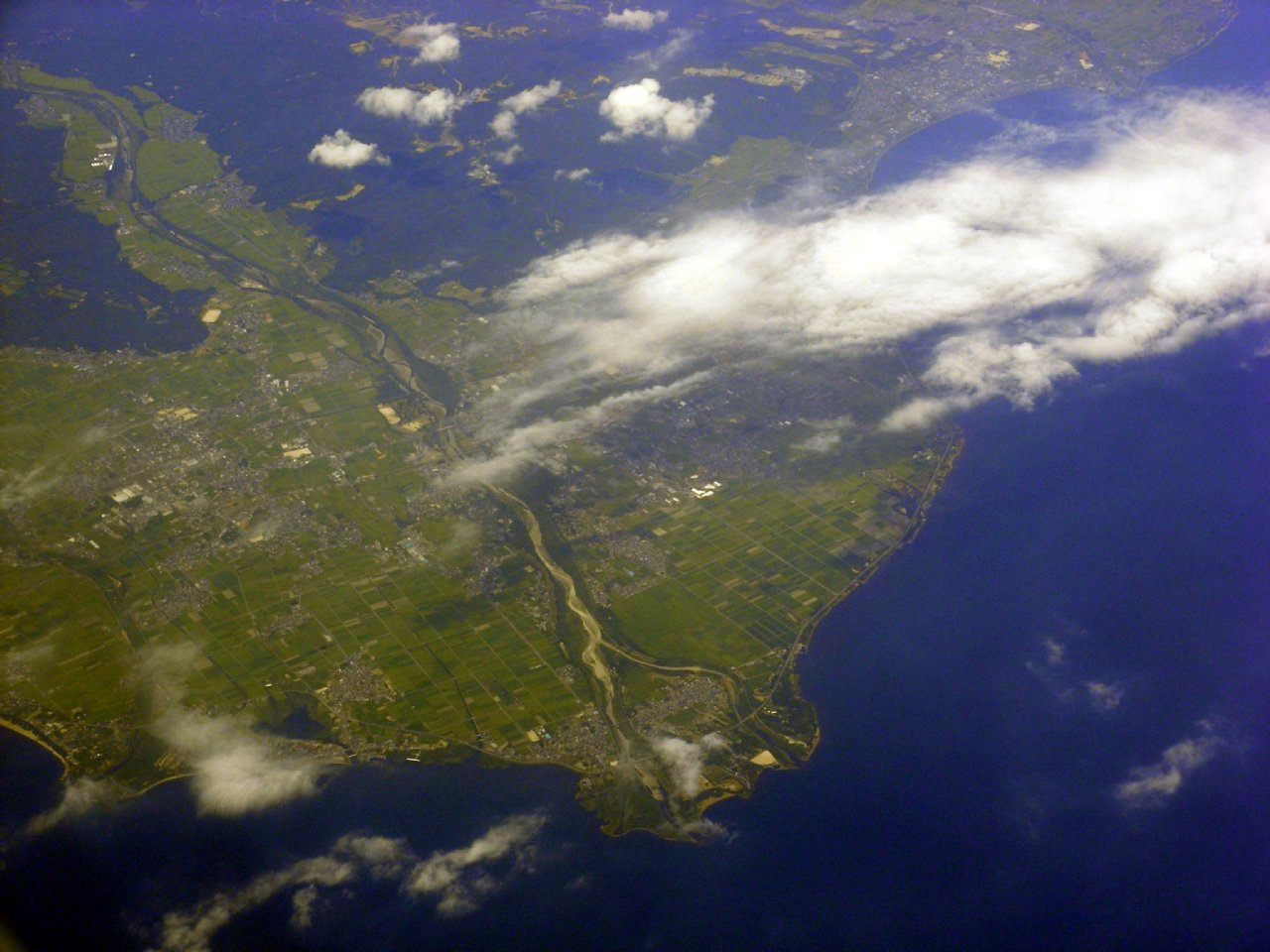
安曇川三角州

琵琶湖には117本の一級河川を含む約450本の流入河川があり、周囲の山地からの流れを源流とする。主な流入河川としては、湖南・湖東では野洲川・日野川・愛知川などが、湖北では姉川・高時川・余呉川などが挙げられる。湖西には大きな河川は安曇川しかなく、ほかは比良山地からの小河川である。この内、野洲川と安曇川以外は50キロメートル未満で、急勾配・出水のしやすさ・渇水の多さを特徴とする。中世後期以降、一部の河川は天井川化しており、それにともない湖岸の土砂堆積状況が変化し、河口域では三角州の発達した例や逆に陸地が後退した例がある。
流出河川は、堅い岩盤でできた山の間を細く抜けていく瀬田川のみであり、宇治川、淀川と名前を変えて、大阪湾（瀬戸内海）へ至る。瀬田川には、琵琶湖の水位調整と下流域の治水・利水のために瀬田川洗堰が設けられている。琵琶湖からの流出経路は、これに琵琶湖疏水（第一、第二）および宇治発電所水路を加えた計4か所である。瀬田川の周りの山に水が堰き止められていることは、琵琶湖が湖として成立している要因の一つである。琵琶湖の治水・利水・交通などにおける淀川や琵琶湖疏水との関係については、後述する。

### 行政上の扱い
琵琶湖の河川法上の扱いは、淀川水系の一級河川である。琵琶湖は国土交通大臣が管理する大臣管理区間ではなく、全体が指定区間に指定され滋賀県知事に管理が委託されている。
琵琶湖と瀬田川の境界は、東海道本線の瀬田川橋梁から250メートルほど上流側の地点である。これは、かつては瀬田の唐橋の位置とされていたものが、1894年の「淀川改良工事計画」において約1キロメートル上流に移されたのち、1896年の旧河川法において滋賀郡石山村と栗太郡瀬田村の間に定められ、さらに1965年の河川法改正に伴い指定され直したものである。
琵琶湖が所属する市は次のとおりである（北から時計回り）。各市名の右に、市ごとの琵琶湖の面積（単位：平方キロメートル）を示す。
- 長浜市 - 141.42
- 米原市 - 27.32
- 彦根市 - 98.59
- 東近江市 - 5.15
- 近江八幡市 - 76.03
- 野洲市 - 19.58
- 守山市 - 10.16
- 草津市 - 19.17
- 大津市 - 89.92
- 高島市 - 181.93

琵琶湖の市町境界については、かつて、どの市町にも組み入れられていなかった。2007年5月8日、沿岸の各自治体による共同会議において境界の設定に合意し、各自治体の議会の同意を得た上で総務省に届け出を行い、9月28日付で『官報』に確定が公示された。境界確定の目的は主に地方交付税交付金の増額である。また、増額された交付金の半分は琵琶湖の保全に使われることが発表されている。

## 歴史

### 自然史

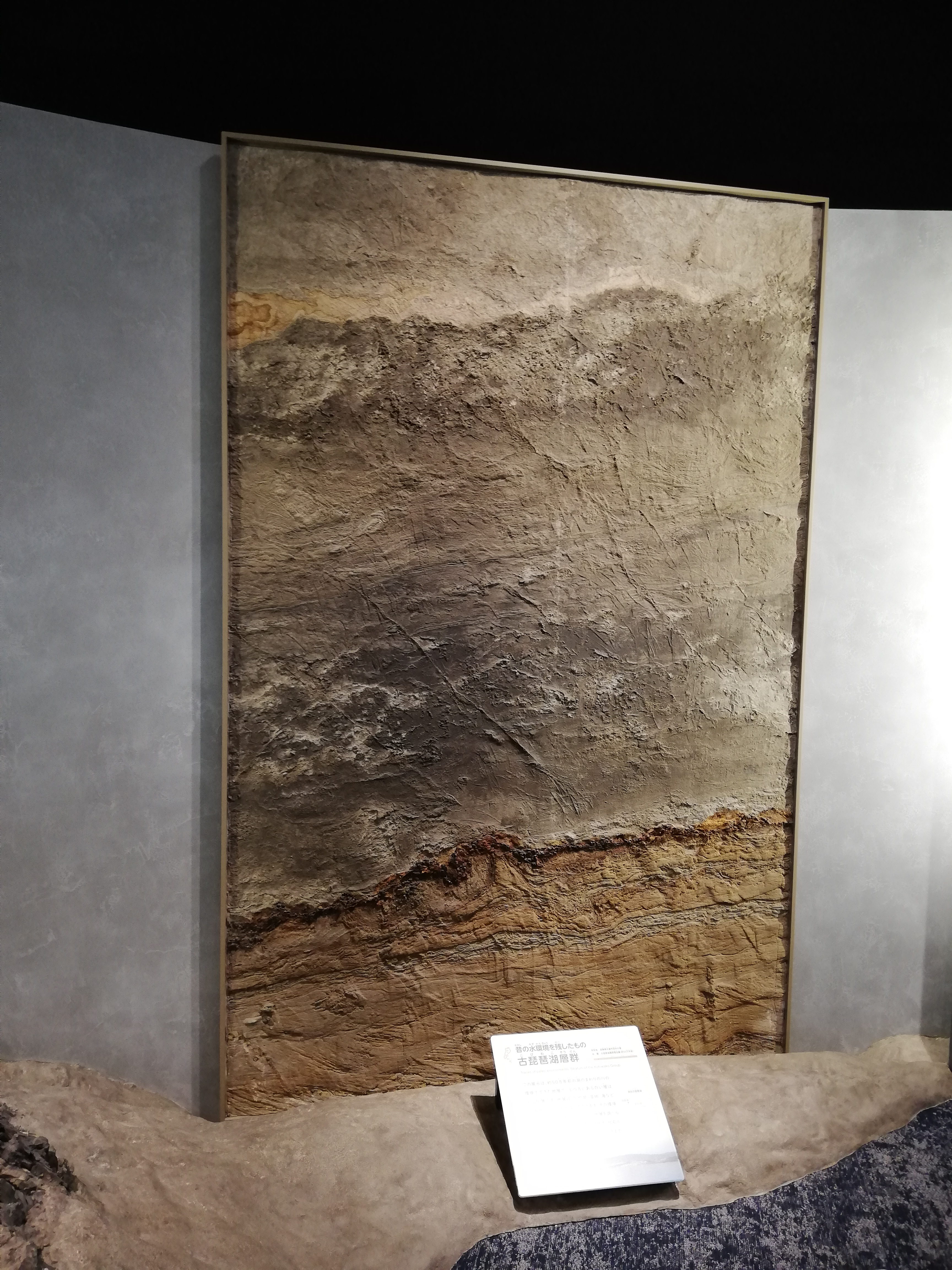
古琵琶湖層群

琵琶湖は世界有数の古代湖であり、その成立はおよそ440万年前まで遡る。以降現在に至るまでの琵琶湖の各時代の環境は、古琵琶湖層群と呼ばれる三重県から滋賀県にかけて分布する地層における各累層の泥・砂・礫の構成比率の違いにより示されている。
440万年ほど前に琵琶湖が生まれたのは、後の三重県伊賀市である。まず、地盤の断層運動によりできた浅い窪地に水が溜まり、40 - 50万年ほどかけて浅くて狭い湖となった（断層湖）。この湖は、旧大山田村付近にあったことから、大山田湖と呼ばれる。300万年ほど前になると、この湖は阿山地方にまで北上した。この時代の前期に湖は広がり、後期には甲賀地方（滋賀）に位置する北部の沈下により狭くて深い湖となった（阿山・甲賀湖、佐山湖）。260万年ほど前にはさらに北上し、水口地域・日野地域・多賀地域にまで広がっていった。この時期には蒲生湖沼群と呼ばれる小さな三日月湖などが多数集まった沼沢地群になり、その後さらに河川とその周囲の湿地といった環境になるなど、不安定な水域であった。この時代に水の流出方向は伊勢湾方面から京都・大阪方面に変わったと考えられている。
現在滋賀と三重・岐阜両県の水系を分断している鈴鹿山脈は、180万年ほど前に隆起し始めた。100万年ほど前になると、現在の南湖の位置に堅田湖と呼ばれる小さな湖が形成された。同じころ、現在の北湖中央付近にも湖があったがその後陸地化したことが、地層の調査に基づき推定されている。また90万年ほど前には、現在の北湖中央を南北に横切る山地があった。その後琵琶湖の周辺に大きな地殻変動が生じ山地が隆起した43万年ほど前に、北湖の地域にまで琵琶湖は広がり、以降北進することなく現在にまで至っている。40万年ほど前の琵琶湖は現在よりも細長く、その後東へ向けて広がったと考えられている。

### 環境史

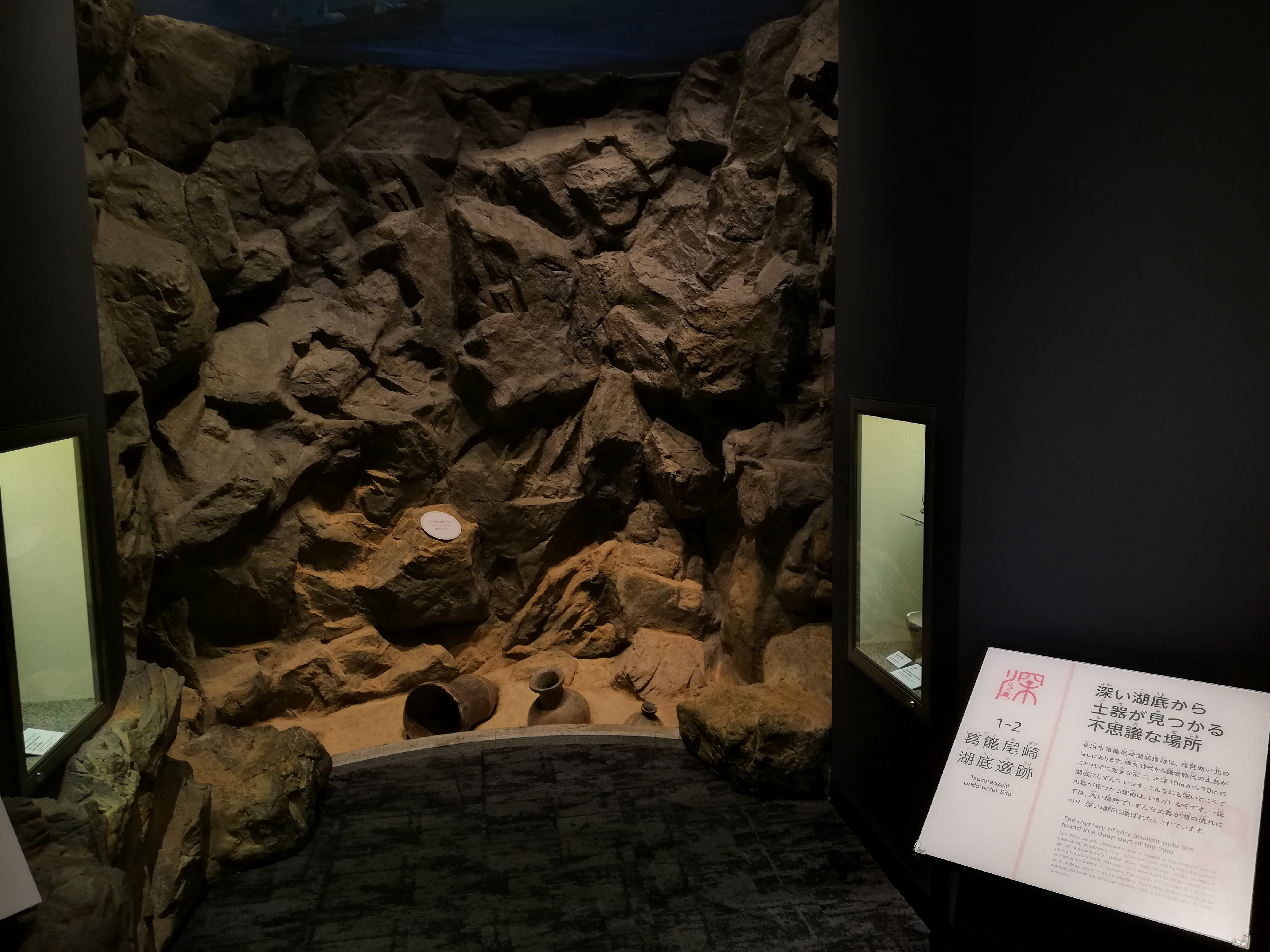
葛籠尾崎湖底遺跡

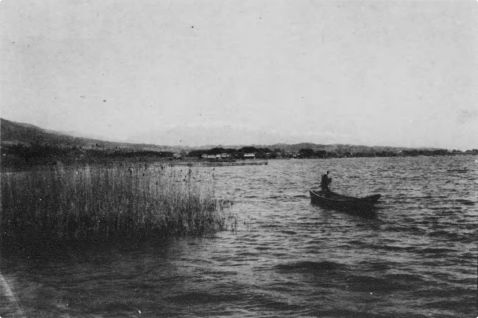
1918年ごろの琵琶湖

本節では、環境史を中心に石器時代以降の琵琶湖の歴史について概説する。交通・治水・利水・漁撈・環境保全といった各分野における詳細については後述する。
琵琶湖には90を超える湖底遺跡があり、縄文時代後期から近代初期にかけてを存続の終期とするそれらからは、琵琶湖周辺の生活や文化の歩みを窺い知ることができる。一方、近世以前の琵琶湖についての史料は限定的であり、湖岸域の土地利用は変化しやすく支配関係の把握が難しいといった問題もあるため、琵琶湖の環境史研究は発展途上である。後述するように琵琶湖では古くから湖上交通や漁撈がおこなわれおり、その拠点として多くの集落が発達しており、津・浦・浜などの文字を含む地名からは、その成立における琵琶湖との密接な結び付きをうかがえる。
琵琶湖が現在の位置に定まったのは、旧石器時代末期ごろであり、琵琶湖周辺ではこのころの石器が発見されているが、詳細は不明である。縄文早期後半の石山貝塚などの遺跡からは淡水産の魚介類の貝殻や骨が発見されており、一部山間部にも居住の痕跡はあるが、湖畔での居住を好んだ傾向が窺える。また後述するように、縄文後期には丸木舟が使用されていたことも判明している。弥生前期から中期にかけての湖底遺跡からは、土器・木器・石器・炭化米や環濠などが発見されており、灌漑・排水が比較的容易であり漁撈の便もよい琵琶湖畔において、初期の稲作が多く営まれていたと推測できる。
後述するように、大津京遷都がおこなわれた飛鳥時代以降、多くの歌人が琵琶湖を歌に詠み込んでおり、湖上の往来が盛んになされていたこともうかがえる。また、奈良時代から近代にかけて、琵琶湖治水のために瀬田川の浚渫・改修が繰り返し計画・実施されることになる。なお、湖底遺跡は平安時代末期を存続の終期とするものが多い。
中世の文書や絵図に記された耕地の一部は、後に琵琶湖や内湖に水没している。後述する津の立地の変化の例として、この時期に琵琶湖水位の上昇により内湖が失われた木津（こづ、新旭町）に代わって、今津が発展するようになったことが挙げられる。また横江遺跡（守山市）などにおいては、鎌倉時代ごろの堀で囲まれた集落が確認されている。これらの堀はその深さや幅から、防衛機能よりも灌漑・排水や舟運としての性格が強かったと推測されており、水野 (2011, p. 10) は、琵琶湖の水位上昇に対応しての洪水対策という役割の可能性についても言及している。
織田・豊臣政権においては、安土城を拠点に湖上を一括管理し、経済・社会的に利用することが試みられた。安土城が築かれた大中湖一帯は、このころまで政治的中心地であったが、以降琵琶湖との間に砂州が形成されるなどしたため、豊臣・徳川政権と時代が進むにつれ、膳所や彦根にその地位を譲ることとなった。江戸時代の琵琶湖周辺域には、200あまりの集落があり、後述するように周囲の集落や田畑にはホリと呼ばれる水路が張り巡らされていた。
近代以降琵琶湖の面積は、1890年代の推定688平方キロメートルから、1990年代には669平方キロメートルまで減少している。この要因としては、南郷洗堰の築造に関連する水位の低下のほか、干拓・埋め立てや湖岸整備といった人為的なものが大きいと考えられる。

## 湖水
前述のとおり、琵琶湖の貯水量は275億トンであり、平均水位は84.371メートルがB.L.P.として定められている。

### 水循環
琵琶湖の集水域（流域）は3843平方キロメートルで、その98パーセントは滋賀県であり、また滋賀県の90パーセントが琵琶湖の集水域である。2015年を対象とした推定によると、流入河川より39.3億トン・地下水より7.4億トン・湖面への直接降水より12.2億トンの計58.9億トンが琵琶湖に流入、湖面での蒸発により4.0億トン・瀬田川より48.4億トン・琵琶湖疏水より4.9億トンが琵琶湖から流出しており、滞留時間は4.7年である。
琵琶湖の湖水は、その貯水量の約2倍の地下貯留水と繋がっており、湖水の保全と地下水の保全は密接に関わっている。また、琵琶湖周辺では年間平均10億トンの降雪があり、水温4度ほどで密度が大きい雪解け水は、北湖深部に酸素を供給する役割を果たす。

### 水理現象
琵琶湖の水流は、流出部がいずれも南にあるため、基本的に北から南に向かうが、下記の環流や静振・密度流などにより、北向きの流れも頻繁に発生する。
環流
琵琶湖の環流は1925年の神戸海洋気象台の観測により発見され、1960年代から1995年ごろにかけて精力的な研究が行われた。北湖には北から第1環流（反時計回り）、第2環流（時計回り）、第3環流（反時計回り）の3つの環流があり、常に3つあるとは限らないが、第1環流は水温成層期（春 - 秋）の長期間存在する準定常流である。流速は第1環流では8月から9月ごろに最大30 - 40センチメートル毎秒に達する。環流は南北に移動しており、このことは生態系や漁業にも影響を与えていると考えられる。また、環流は水質の分布にも影響を与えており、沿岸帯と沖帯に区分されることになる。琵琶湖の環流は地衡流としての性格が強く、発生機構については2018年現在、風成論と熱成論の2つの説がある。
静振
湖水面に生じる表面静振には、周期の異なる3 - 7種類がある。水温水層の内部境界面に生じる内部静振は、表面静振に比してきわめて大きな振幅をもち、周期は一例においては63時間である。なお、内部静振が水位に与える影響はほとんどない。
密度流
台風などの強風時には、内部静振による北湖底層から南湖への密度流が生起するが、大半は北湖に還流するため、南北湖間の交換流としての影響は少ない。秋から冬にかけては、南湖の湖面冷却により、南湖の水が北湖の底層部に潜り込む冬期密度流が発生する。冬期密度流は、発生後数日間持続し、北湖から南湖に還流することはない。
全層循環
琵琶湖では例年1 - 2月に、湖水が鉛直方向に混合し、水温と溶存酸素量が表水層から深水層まで一様になる全層循環（全循環）という物理現象が起こる。湖底に棲息する生物に酸素を供給する働きをもち、「琵琶湖の深呼吸」とも呼ばれる。地球温暖化にともなう暖冬により、2006年と2015年の全層循環は3月中旬まで遅れ、2019年と2020年には2年連続で確認されなかった。このような全層循環の弱体化により深水層の酸素が減少し、湖底動物の大量斃死につながることが懸念されていて、実際に湖底にすむ固有種であるビワオオウズムシの個体数が減少した要因に挙げられている。

### 水質
透明度は、2018年の調査によると北湖で5.5メートル、南湖で2.2メートルであり、気象条件によっては16メートルを超える透明度を観測することもある。

## 関連する自然現象

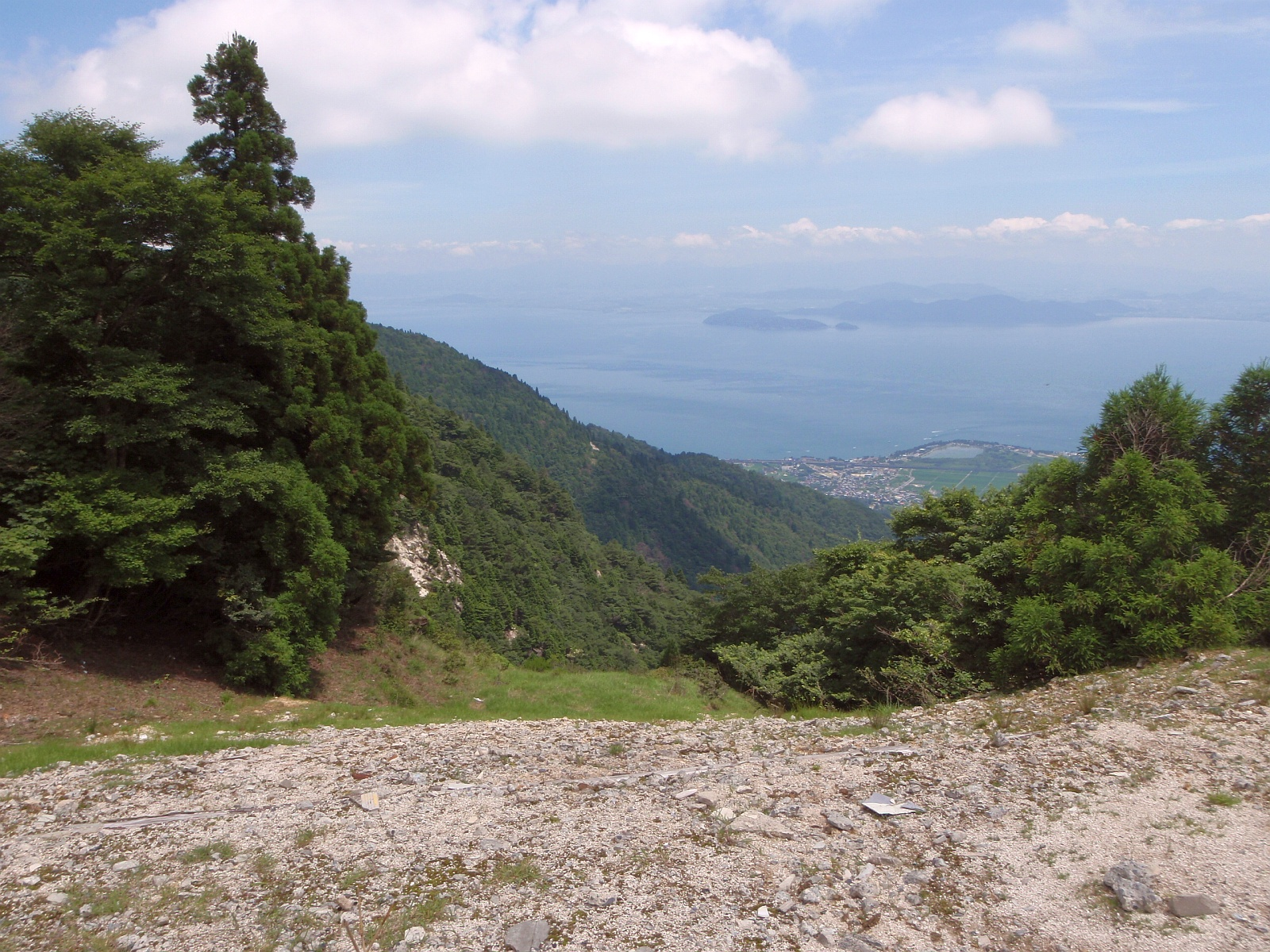
北比良峠から琵琶湖を見下ろす

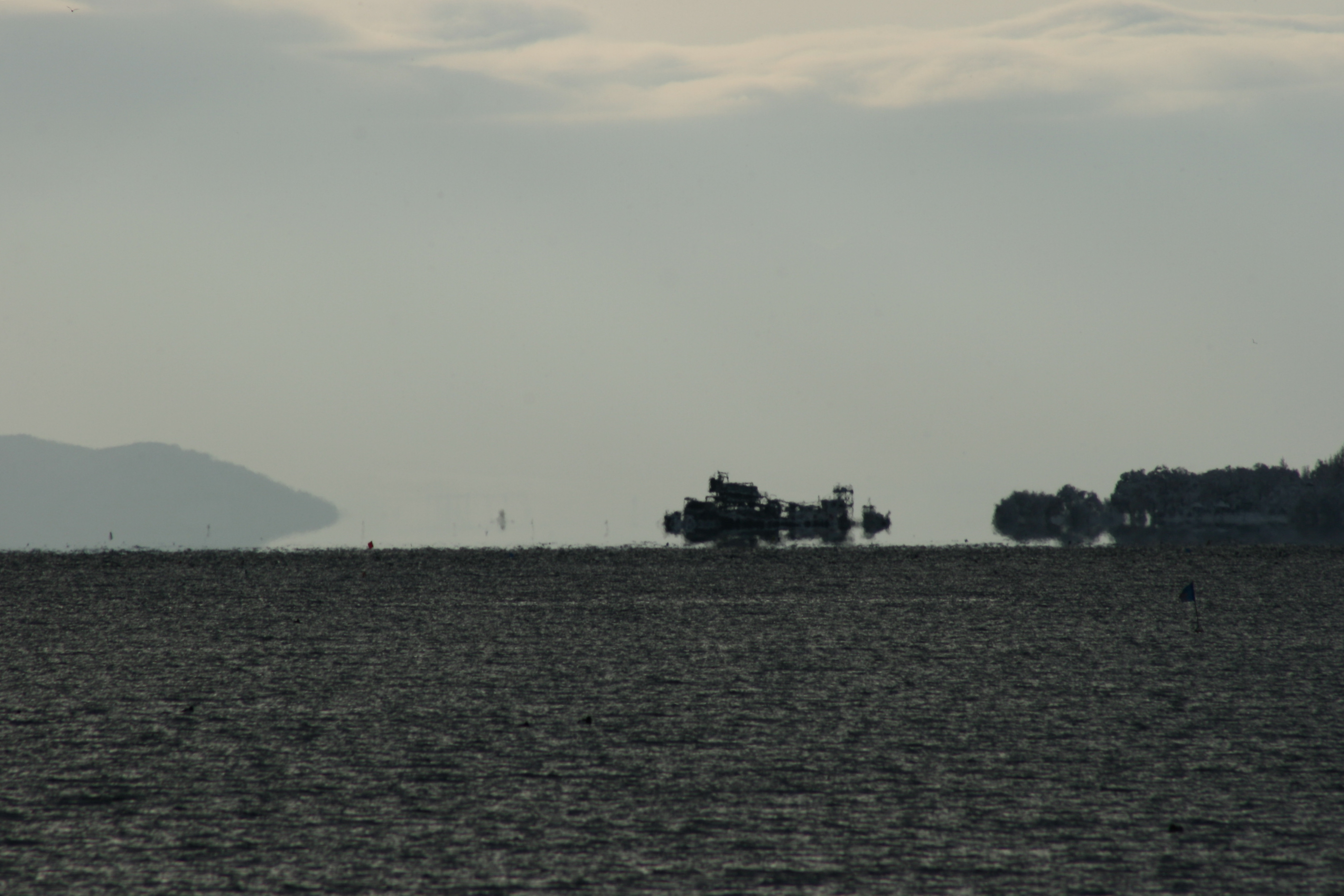
冬の蜃気楼（高島市）

津波
滋賀県によると、西岸湖底断層系南部では最大でマグニチュード7.6の地震が発生し、その場合、4.9メートルの津波が沖島に到達する。また、同断層系北部では最大でマグニチュード7.2の地震が発生し、その場合、長浜市沿岸に3メートルの津波が到達すると予測される。ただし、「西岸湖底断層系南部は活断層だが、300年以内に地震が起こる確率はほぼ0％。ほかの4断層はいずれも活断層ではなく、津波を伴う地震が発生する恐れは極めて小さい」としている。また、1185年7月9日に、実際に津波が発生した可能性がある。塩津港遺跡で発掘調査が行われた際、湖底で神社が発見され、その神社から津波と見られる痕跡が見つかった（柱が全て琵琶湖の岸に傾いていた）。また、中山忠親が『山槐記』に「琵琶湖の水は北に流れた」、鴨長明は『方丈記』にて「山は崩れて川を埋め、海（琵琶湖）は傾いて陸地を浸せり」と書いている。
おろし
比良山地から琵琶湖に向かって吹く風は比良おろしと呼ばれ、琵琶湖の沈降と比良山地の隆起により生じた急峻な地形をその要因の一つとする。また高島市勝野では、比良おろしにともなう局地風と考えられる勝野おろしが恐れられている。これらのおろしは、後述するように事故の原因となることも多い。
湖陸風
琵琶湖畔では、陸面に比べ湖面の比熱が大きいことを要因とした風が発生する。昼間は日照により陸面の気温が上昇し気圧が低くなるため、琵琶湖から陸地に向かって「湖風」が吹く。逆に夜間は陸面のほうが先に冷え気圧が高まるため、陸地から琵琶湖に向かって「陸風」が吹く。
蜃気楼
琵琶湖では、下位蜃気楼と上位蜃気楼の2種類の蜃気楼が発生する。複雑な像を生じる上位蜃気楼は、琵琶湖や富山湾において春先から初夏にかけて十数回しか発生せず、非常に珍しい現象である。この上位蜃気楼は、湖上に暖気が流入し上冷下暖の空気層が生じることにより発生する。下位蜃気楼は、逆に冷気が流入し上暖下冷の空気層が生じることにより発生し、世界各地で通年昼夜ともに長時間に渡り発生するため、珍しい現象ではない。

## 生物相

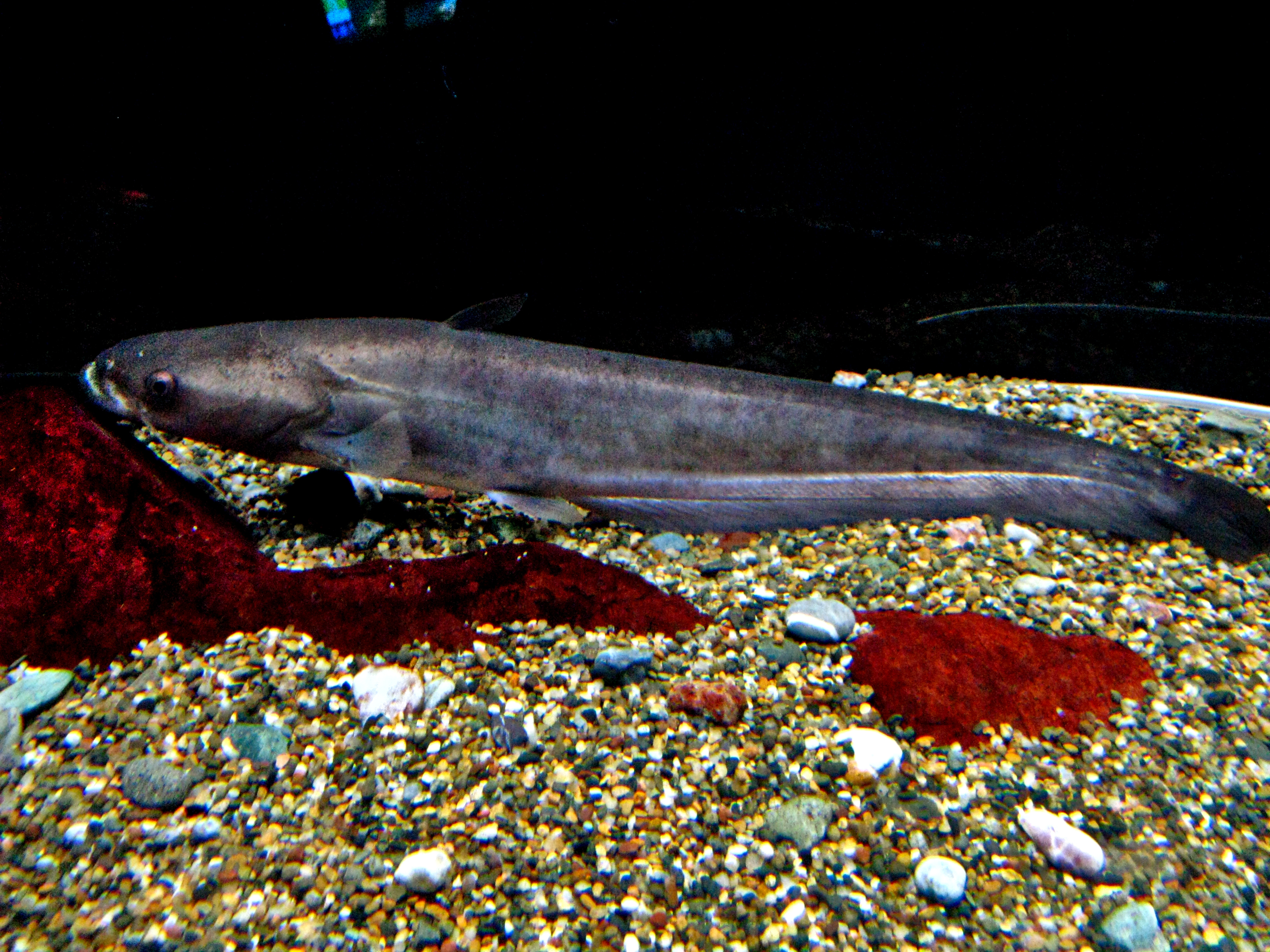
ビワコオオナマズ

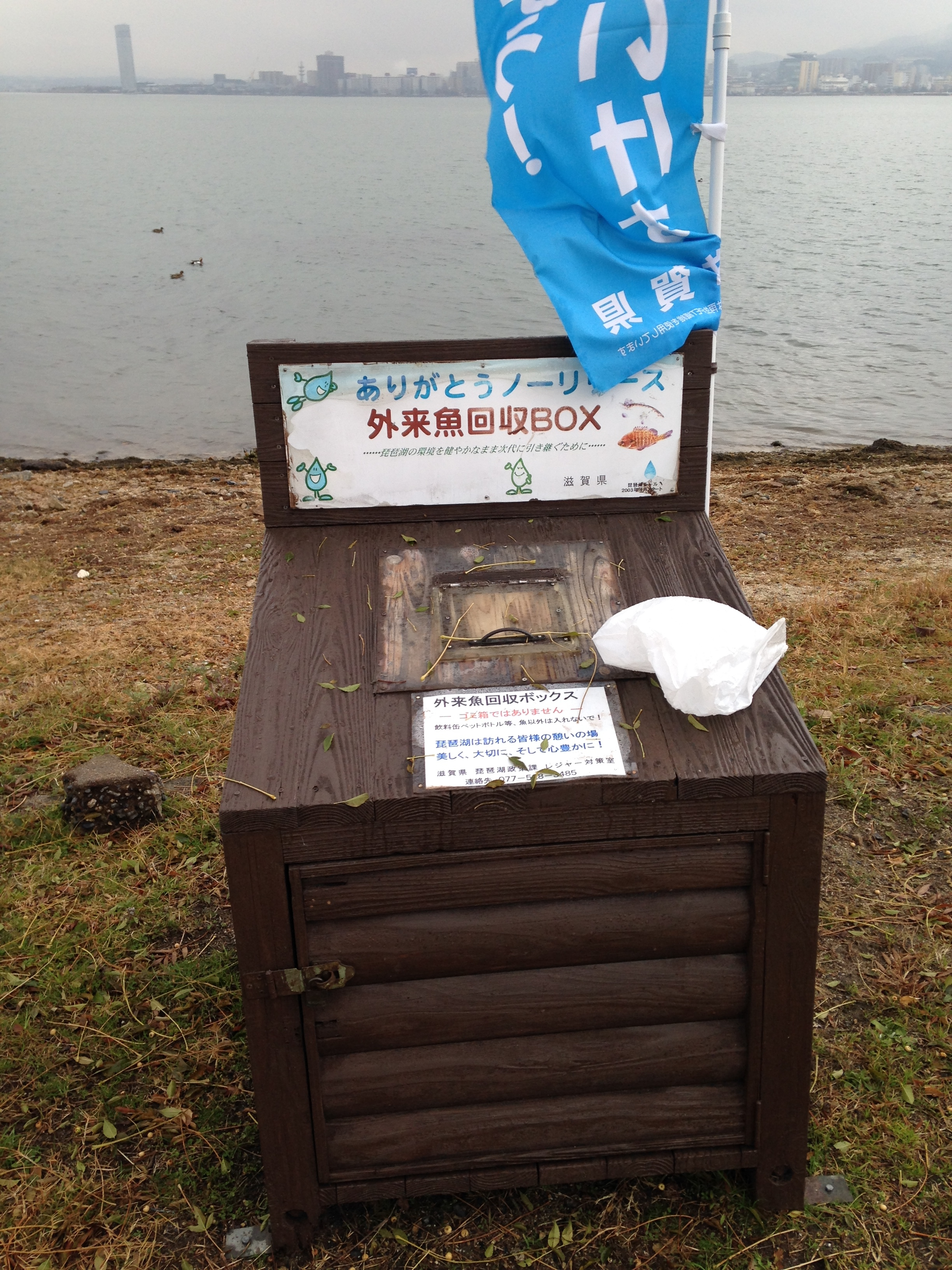
外来魚回収ボックス

琵琶湖では、日本の湖としては最多の66種の固有種を含む1700種以上の水性動植物が報告されるなど、豊かな生物相をもつ。オオクチバスやブルーギルをはじめとする外来種の侵入や1992年の琵琶湖水位操作規則の改訂、内湖の消失、水田とのネットワークの分断等によって固有の生物相が大きく攪乱を受け、漁獲高が激減した種も多い。それらへの対抗策も講じられ、外来種駆除や生態系に配慮した水位操作、内湖の再生など様々な取り組みが行われているが、まだ十分な効果をあげられていない。オオクチバスもブルーギルもおおむね漸減傾向にあり平成19年と令和3年の生息量を比較するとオオクチバスは444t→178t、ブルーギルは1,689t→223tとなっている。

### 哺乳類と鳥類
琵琶湖周辺のアシ原にはクマネズミとドブネズミのクマネズミ属、カヤネズミなどが生息している。木造船に住むクマネズミ属は「ふなねずみ」と呼ばれ、その背中の毛は伝統工芸品である蒔絵筆（まきえふで）に用いられて、とくに根朱筆（ねじふで）と呼ばれた。2010年ごろからヌートリアが湖岸や淀川水系の河川で見られるといい、琵琶湖博物館が調査を行っている。
1980年代以降、日本各地でニホンイノシシやリュウキュウイノシシが海や湖を泳いで島に分布を拡大していることが報告されているが、海を渡る例が多く、確認された湖の例は琵琶湖の竹生島と沖島のみだという。沖島では伊崎半島から渡ってきたと思われるニホンイノシシが2009年に初めて目撃され、竹生島には2011年に葛籠尾崎から渡っている様子が目撃された。必ずしも島に留まらず、行き来する様子が確認されている。竹生島に渡っている個体群は、かつて奥島であった奥島山や長命寺山の山塊に生息しているものだが、視認されるのは1991年ごろからで古くからの生息域ではない。東南方向の山地部から来たと考えられている。高橋 (2017, pp. 26–41)では、調査を行っている時点で沖島の住民にイノシシの知見がなく、効果的な対策を行えておらず農作物に被害が生じていることを報告している。高橋はさらに、いずれの島もカワウの大きなコロニーがあり、これが発生する生ぐさい臭いがイノシシを誘引している可能性を指摘している。
琵琶湖（内湖を含む）とその湖岸、流入河川の河口に生息する鳥類は、渡り鳥なども含めると140種類ほどになる。カモ科が31種と最も多く、シギ科・サギ科・カモメ科がそれに続く。

### 魚類
ビワマスやアユなどは川を、コイ・フナ・ドジョウなどは水田を産卵場所として利用することが多いなど、琵琶湖に生息する魚類は周辺の水域との間を移動し、環境の違いをうまく利用している。
陸封型である琵琶湖産アユは、両側回遊型の海産系アユと同種であるが、10センチメートルほど（海産系アユは30センチメートルほど）にしか成長せず、コアユとも呼ばれる。
養殖や放流に用いられて日本の湖沼や河川にも一般的に生息している体高の高いコイ（飼育型コイ）はユーラシア大陸から導入された系統で、日本在来のコイとは異なることが遺伝学的な研究から明らかにされた。器官の形態や生息場所など生態学的な違いがあるが交雑が起こり、日本の自然水域では交雑個体が高頻度で検出されている。在来型コイが残存している水域は限られており、琵琶湖では北部に個体群が知られている。環境省のレッドリストでは「絶滅のおそれのある地域個体群（LP）」に指定されている。

#### 琵琶湖に由来する外来魚
複数の琵琶湖に由来する種や遺伝的グループが淀川水系の外に導入されている。
アユは河川漁業・遊漁にとって重要な魚種として日本各地で種苗放流が行われていて、琵琶湖では各地に出荷する種苗としてアユが採捕されている。資源量やその他の特徴により琵琶湖産の種苗は重用され、1990年代ごろは重量ベースで90パーセントを占めるなど、日本のアユ種苗を寡占していた。河川での交雑の可能性は小さいが、完全には否定されない。
アユ種苗での混獲による非意図的な導入の影響は大きく、例えば淀川水系固有種と三方五湖が本来の生息地であるハスが関東地方から九州地方に至る範囲で導入され国内外来種となっている。オイカワは東アジア一帯に広く分布する種とされているが、地理的に隔てられて遺伝的な分化が起きており、それぞれが固有の遺伝的特徴を持つ。アユ放流にともなって琵琶湖由来のオイカワが導入され、本来の生息域外に分布を広げただけでなく、在来のグループとの交雑を起こしている。高村 (2013, pp. 85–100) はマイクロサテライト領域DNAによって鬼怒川と那珂川のオイカワで関東グループと琵琶湖グループの交雑が起きていることを示した上で、琵琶湖由来のオイカワが定着していない河川が珍しいほどであるために、交雑や国内外来の問題を解明することが難しいと指摘している。
ゲンゴロウブナは、品種改良したヘラブナの名前で知られていて、釣りの対象として人為的なものを含む導入が行われて、現在では全国的に分布している。ヘラブナの放流種苗においても、モツゴやヨシノボリ属の混入が起こり分布域を拡散させたという。

### 植物

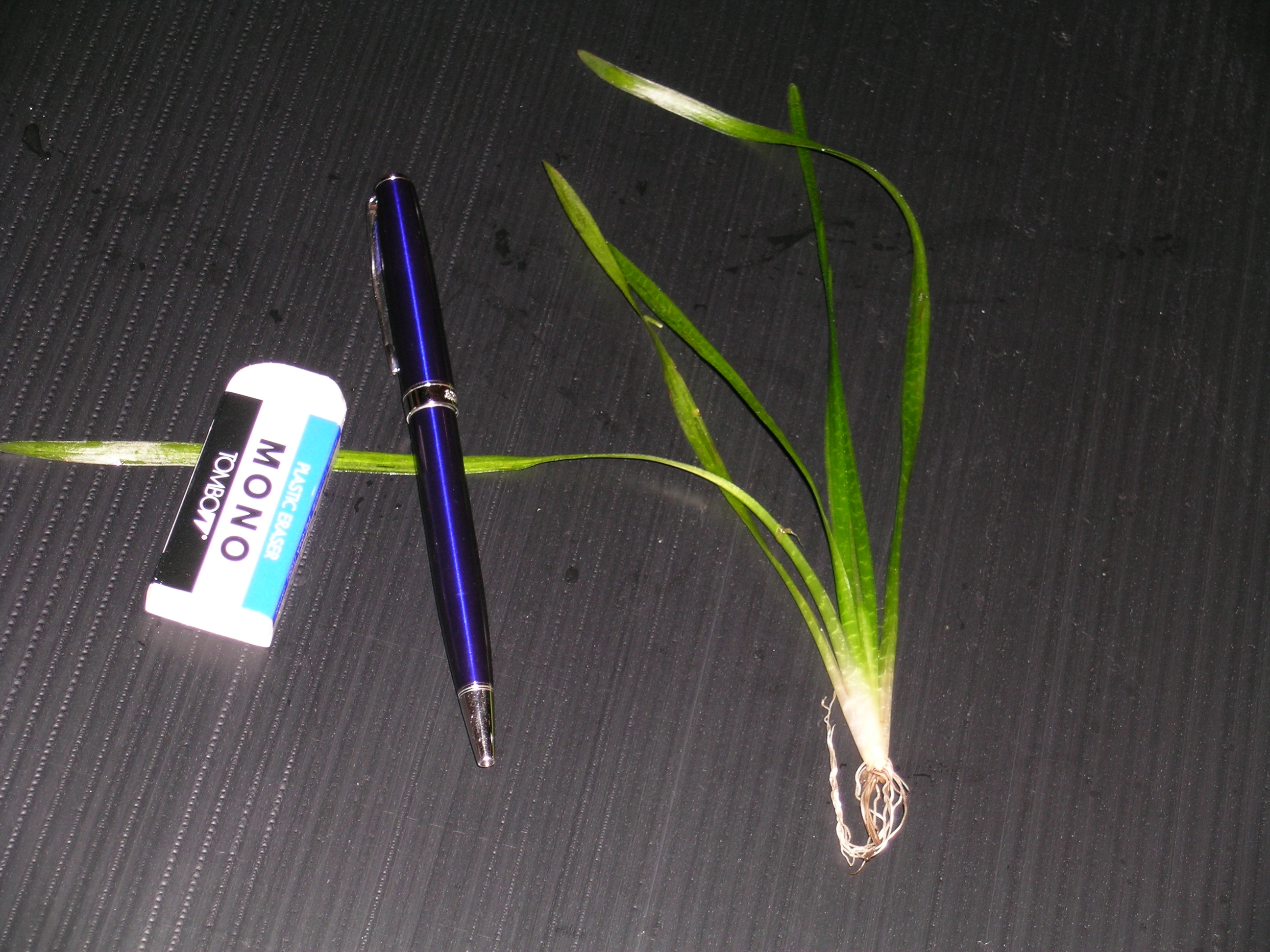
ネジレモ

沈水植物は維管束植物が23種、車軸藻類が13種確認されている。1950年 - 1960年代以降に、ガシャモクとリュウノヒゲモが絶滅したと考えられる。固有種であるネジレモは、茎を持たず葉をロゼット状に湖底から直接伸ばしているため、茎を持ち水面に葉を近づけられるクロモやコカナダモに比して水質悪化の影響を受けやすく、2000年ごろまでに個体数・分布域が大きく減少した。このほかサンネンモも固有種であり、2012年には野生絶滅種とされたホシツリモが河口湖に次いで発見された。外来種としては1960年代・1980年代にコカナダモが1970年代・1990年代にオオカナダモが大繁殖したほか、オオフサモ・ハゴロモモなども侵入している。
北湖における沈水植物の分布面積は2013年時点で8パーセントほどで、透明度の約2倍の水深10メートル近くまで生育している。北湖東岸など遠浅の湖底の箇所においては、沿岸から沖合いに向かってササバモ・オオササエビモ・ヒロハノエビモ・ヒロハノセンニンモ・サンネンモの順に優先種が変化する。南湖においては、1994年から2014年にかけて沈水植物の分布面積が11パーセントから96パーセントにまで拡大した。沈水植物群落の密生は船舶の航行や漁業の妨げとなり、低酸素水塊の発生による湖底の生物への影響なども懸念されるため、滋賀県などにより除去事業が実施されている。
浮葉植物については、外来種のチクゴスズメノヒエの分布拡大により、アサザの発芽場所が減少し、同種の自生群生地は2015年現在東近江市の農業用水路のみとなっている。また2004年以降は外来種のナガエツルノゲイトウがチクゴスズメノヒエ以上に群落を拡大させている。
湖岸や内湖には、葦の群落がある。葦は、富栄養化物質などを根から吸うことにより、水質を改善する能力をもつ。また水の流れを緩やかにすることにより、同様に水質改善能力をもつ藻類やバクテリアの繁殖を促す役割も果たしている。また、琵琶湖は日本国内に現存する2大葦産地のひとつであり、葦簀などの加工品が生産されている。葦帯の一部は琵琶湖総合開発事業において消失したものの、1988年から1992年にかけて人工植栽が行われるなどした結果、2007年ごろには自然群落と同程度にまで復元されたと考えられる。
そのほか湖岸には、内陸の淡水湖沿岸においては唯一ハマゴウが自生している。1980年代と2000年代の湖岸の植生の変化を比較した金子 & 佐々木 (2016) によると、外来植物や人為的な植生、熱帯生種群や泥質立地種群が拡大する一方で、湖岸の景観を特徴づける植物群落が各湖岸地形において減少・消失している。

### プランクトン
動物性プランクトンは約240種が記録されており、北湖表層水には1リットルあたり数個体から数百個体程度のミジンコが含まれる。ミジンコの中で最も多いのはカブトミジンコでアユなど餌となっている。2005年ごろからは捕食者のアユの減少により、外来種で大型のプリカリアミジンコが増加しており、ミジンコの濾過能力が琵琶湖の水質改善に影響を与えたと考えられる。そのほか、ヤマトヒゲナガケンミジンコも多く見られ、ストロビリディウム属や小型センモウチュウといった原生動物は通年、ワムシはハネウデワムシが通年、ネズワムシが夏から秋にかけて見られる。
植物性プランクトンは約240種が記録されている、北湖表層水には1リットルあたり数百万細胞が含まれる。1950年代初頭には、秋から冬には珪藻（ホシガタケイソウやメロシラ）が、夏には緑藻（ビワクンショウモなど）が現れる比較的安定した季節変化が見られた。しかしその後の富栄養化にともない、1960年代半ばごろよりミカヅキモ（緑藻）・シネドラ（珪藻）・フォルミディウム（藍藻）といった特定種の大増殖が発生するようになり、1977年以降黄金色藻のウログレナによる赤潮（5-6月ごろ）が、1983年以降藍藻（アナベナやミクロキスティス）によるアオコ現象（夏 - 秋）が発生している。

## 人間との関わり

### 呼称

#### 古代の呼称
琵琶湖は元々、近淡海・淡海・淡海の海（あふみのうみ）・水海（すいかい）・近江の海・細波（さざなみ）・鳰の海（にほのうみ）などと呼ばれていた。
『古事記』においては、その伊邪那岐の大神は、淡海の多賀に坐すなり（上巻）や東の方追ひ廻りて近淡海国に到り（中巻）といった用字で現在の滋賀県のことを表している。同書における琵琶湖を指す記述としては中巻の

いざ吾君
振熊が痛手追はずは
鳰鳥の
阿布美能宇美迩
潜きせなわ

という歌謡のみが挙げられる。一方『日本書紀』には

淡海の海
瀬田の済に
潜く鳥
目にし見えねば憤りしも

という歌謡をはじめとし、淡海の海・淡海の表記が多数見られ、近淡海の用字はほとんど見られない。同書における近江の表記は、天智天皇5年に是の冬に宮都の鼠、近江に向きて移るとあるなど、奈良時代の近江遷都以降に顕著に現れる。その後の『続日本紀』の717年（養老元年）の条には行至近江国　観望淡海とあり、近江を国名、淡海を琵琶湖と使い分けていたことが示唆される。
また同時期の藤原武智麻呂の伝記には、近江は宇宙の名地［……］水海清くして広しとの記述があり、これが琵琶湖を水海と表記したものの初出である。さざなみの用字については、713年（和銅6年）の『近江風土記』逸文を引いた
近江の国の風土記引きて言わく、淡海の国は淡海を以ちて国の号と為す。故に一名を細波国と言ふ。目の前に湖上の漣なみを向ひ観るが所以なり。
との文がある。鳰の海については、下って平安時代の『源氏物語』は「早蕨」の巻の

しなてるや
鳰の海に
漕ぐ舟の
夏帆ならぬとも逢い見し物を

や『千載和歌集』の

我がそでの
涙や鳰の海ならん
かりにも人をみるめなければ
—上西門院兵衛
また『新古今和歌集』の

鳰の海や
月の光のうつろへば
波の花にも秋はみえけり
—藤原家隆
などがある。琵琶湖を代表する鳥である鳰（カイツブリ）は、上述のように『古事記』にも表れており、後の1965年（昭和40年）には滋賀県の県の鳥にも指定されている。

#### 中近世の呼称

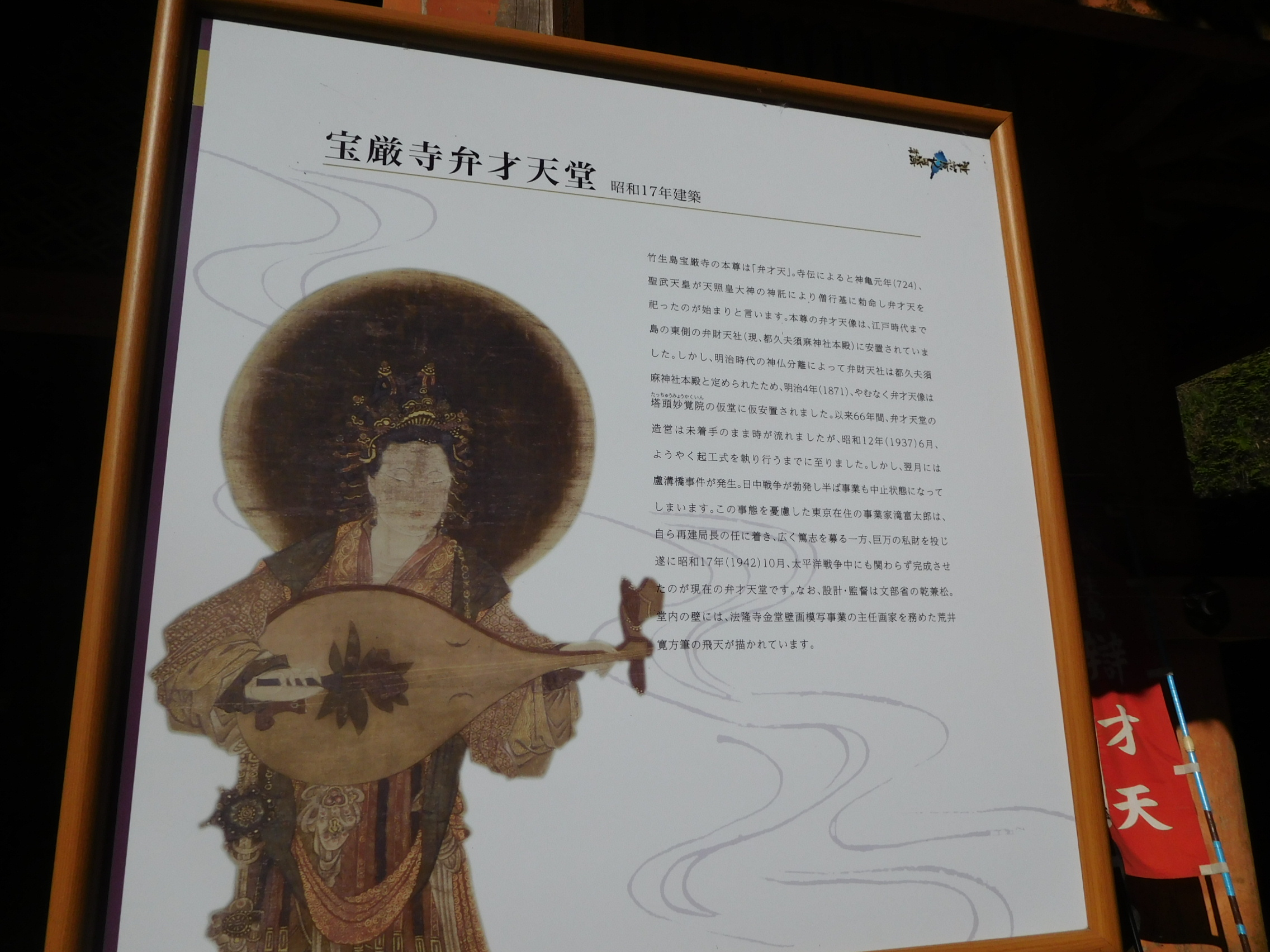
弁財天

琵琶湖という呼称の最も古い用例は、木村 (2001, pp. 157f.) によると、室町時代の明応年間（1492年 - 1501年）に活躍した僧侶景徐周麟の漢詩集『翰林葫盧集』の中の七言絶句「湖上八景」における
瀟湘八幅　其の図案ずるに　長命寺の前　天下に無し　一景新たに添う有声画　袖中に携えて琵琶湖へ去る
である。なお、琵琶湖を琵琶の形に喩えた例はこれよりも古く、比叡山延暦寺の僧侶光宗が1311年から1347年（応長元年から貞和3年）にかけて編述した『渓嵐拾葉集』に
尋云。湖海是弁財天ノ三摩耶形ナル方如何。答。凡水海ノ形ハ琵琶ノ相貌也。
との記述がある。周麟が琵琶湖の呼称を用いている漢詩はもう1つあるが、それに次いで古い琵琶湖の用例は江戸時代の儒学者伊藤仁斎による1645年（正保2年）の漢詩「過琵琶湖作」まで待たなければならない。その後、同じく儒学者の貝原益軒が1689年（元禄2年）に若狭・近江を旅した際に記した日記『諸州めぐり 西北紀行』には次のような記述がある。
およそ淡海の海は、［以下琵琶湖の地形についての記述］。此湖の形はよく琵琶に似たり。堅田より北七里、東西広し。琵琶の腹に似たり。堅田より勢田まで四里は、東西狭し、一里の内外あり。たとえば琵琶に鹿首あるが如くせばし。勢田より宇治まで弥せばし。琵琶の海老尾に比し、竹生島を覆手に比すといへり。故に此湖を琵琶湖と云。

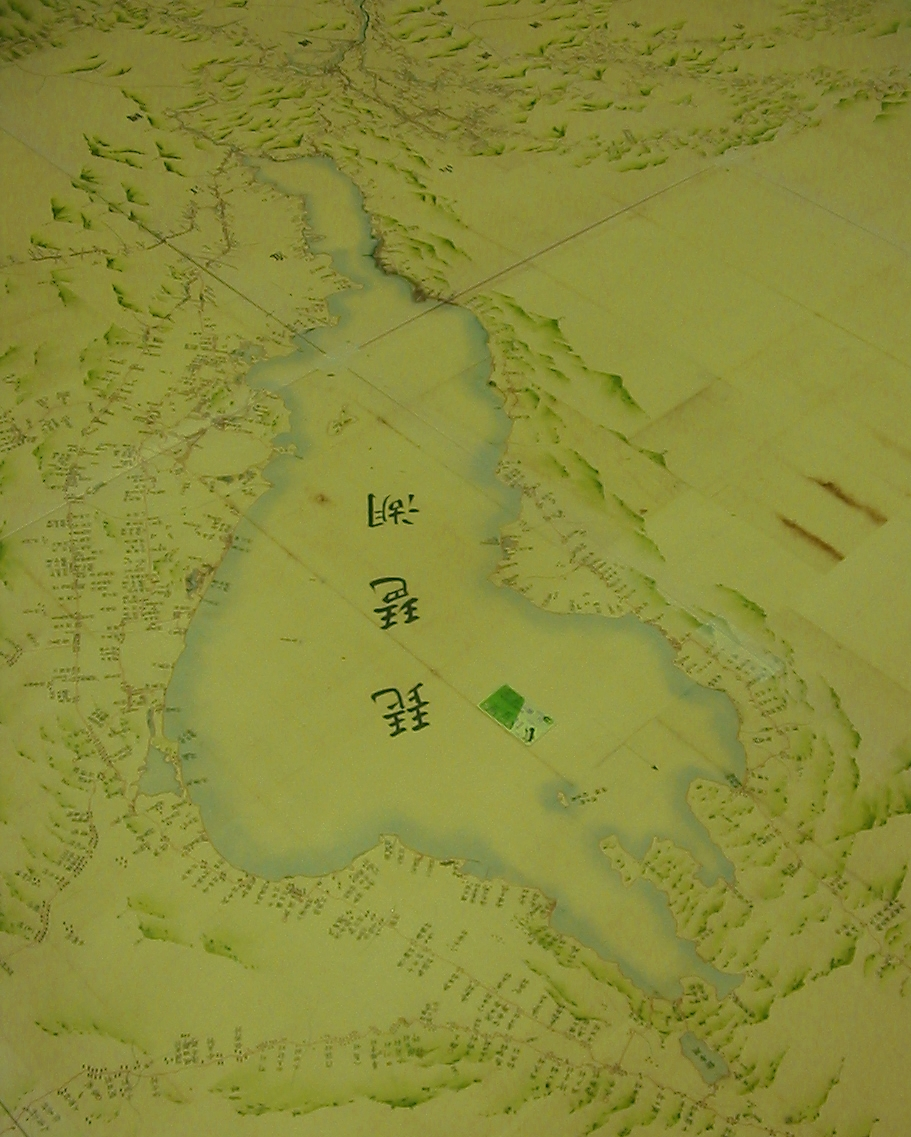
『大日本沿海輿地全図』（レプリカ）より。

この記述は、上述の『渓嵐拾葉集』に沿ったものである。また、同年に松本村の原田蔵六が記した地誌『淡海録』第1巻には、
湖水を琵琶湖と名ずく［ママ］ハ、竹生島の天女音楽を好み給ふ故、海を琵琶湖と名づく、因みて神を妙音天女と名く
とある。元禄年間から享保年間にかけてはほかにも、松尾芭蕉による俳諧文や朝鮮通信使の申維翰による『海游録』など、各種資料において琵琶湖の表記が見られる。さらに、江戸時代後期には伊能忠敬が1807年（文化4年）に「琵琶湖図」を作成するなど、地図上にも琵琶湖の表記が現れるようになる。なお、琵琶湖の語源については、上述の（弁財天の）琵琶とするもののほか、アイヌ語の「貝を採るところ」を意味する語に由来し、ビワ（ビハ）は水辺や湿原がある場所を指すという吉田金彦の説や、楕円形を表すビワ、枇杷の実の形に由来とする説もある。

#### 近現代の呼称
明治年間には、琵琶湖汽船や琵琶湖新聞・琵琶湖踊・琵琶湖治水会・琵琶湖疏水など琵琶湖の名を冠する名称が多く現れており、琵琶湖という名称が定着したことが窺える。なお、琵琶湖という漢字は難しいことから、ひらがな書きにしたびわ湖やびわこなどの表記も見られる。その他、別称や愛称としては以下のようなものがある。
Mother Lake
滋賀県は、2000年にマザーレイク21計画を策定するなど、琵琶湖をMother Lake（母なる湖）と呼んでおり、母なる湖・琵琶湖。預かっているのは、滋賀県ですの文言を県の封筒に記載している。
近畿の水瓶
琵琶湖は上述のように滋賀・京都・大阪に水を供給していることから「近畿の水瓶」などと呼ばれることもある。しかし滋賀県側は、1995年に稲葉稔知事が「水瓶」との表現に抗議する答弁をおこなうなど、琵琶湖を「水瓶」と呼ぶ表現を避けている。これは、滋賀県民にとって自県の象徴的存在である琵琶湖を、いわば単なる貯水用ダムの一種として扱われては県民感情を大きく損なうとの理由によるものである。

### 交通
2021年現在、琵琶湖汽船・オーミマリン・沖島離島振興推進協議会が定期航路を運営している。

#### 先史・古代の交通

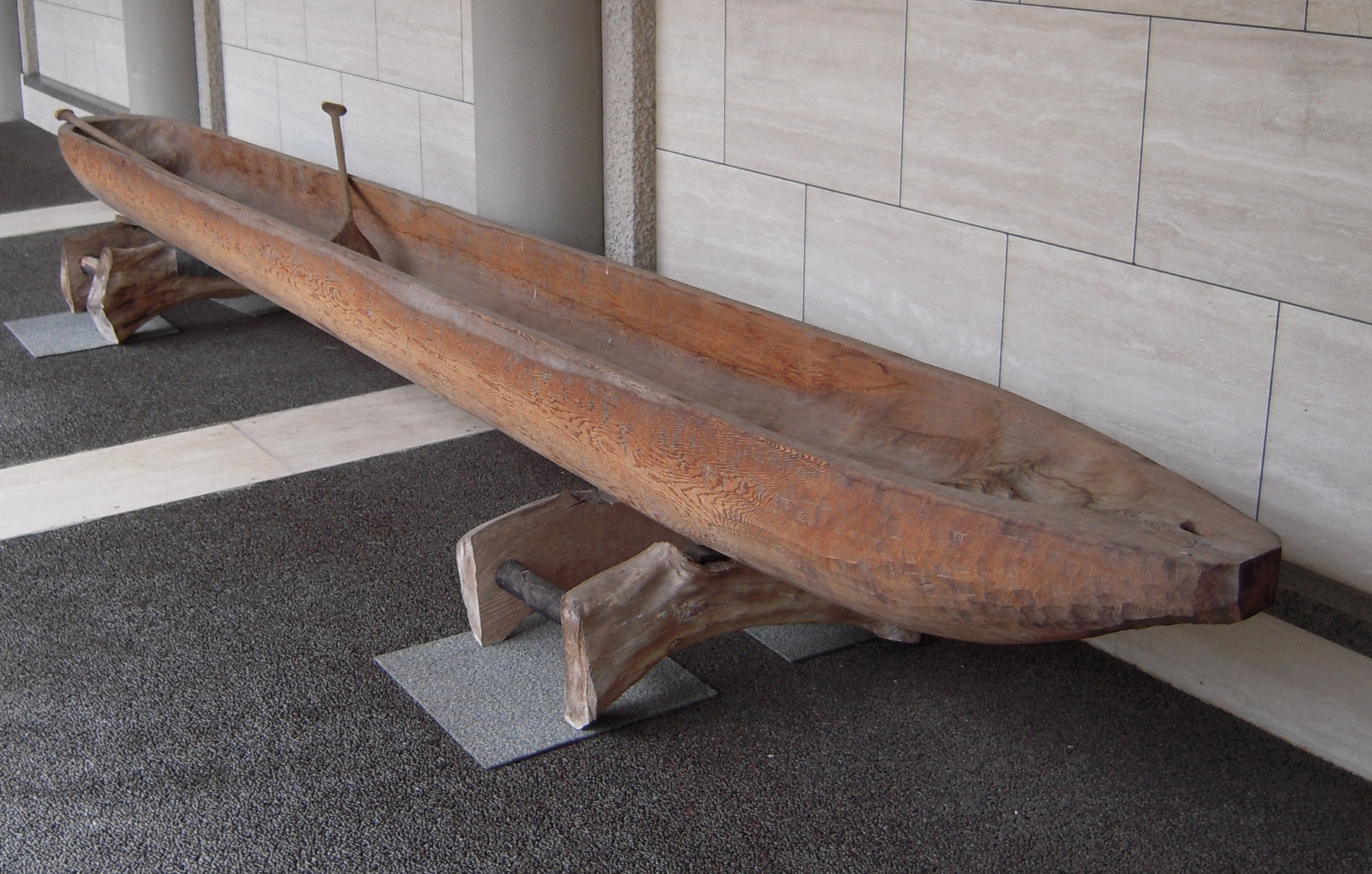
古代の丸木舟のレプリカ（安土城考古博物館）

琵琶湖周辺では、縄文後期の丸木舟（鰹節型と割竹型の2形態、全長は最大のもので7.9メートル）が発見されており、先史時代から湖上交通がおこなわれていたことがわかる。弥生中期後半には丸木舟は準構造船に発展し、古代には湖北と都を結ぶ航路が築かれていた。『万葉集』にも琵琶湖の船は多く詠まれているが、帆を読んだものはほとんどなく、当時帆走は未発達であったと推測される。東大寺・藤原宮・石山寺の造営においては、甲賀・高島・田上からの木材が湖上交通を利用して運搬されている。
その後、平安時代に都が長岡京から平安京に遷都されると、北国・東国と都とを結ぶ琵琶湖という交通路は、大きく発展していくことになる。『延喜式』巻二六主税には北陸六箇国の税は塩津や勝野（高島市大溝）から湖上路を大津に運ぶとの規定があり、東海よりの物資も中山道を経て朝妻（米原市）から同様に大津に運ばれた。

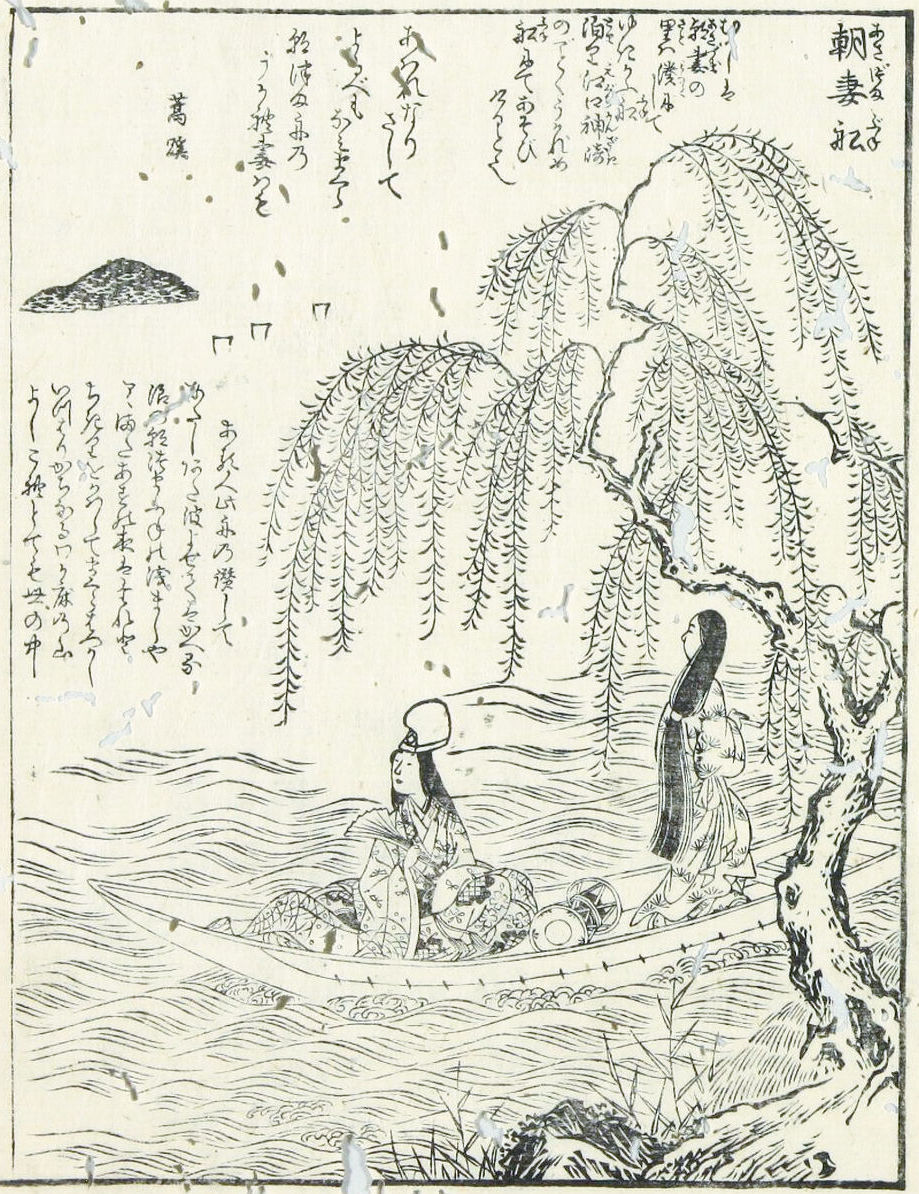
江戸初期に朝妻が米原湊に取って代わられた後、朝妻船は懐古的に描かれた。

湖上交通は、大量の物資や人を運ぶには便利であったが、前述の風や波による遭難のリスクもあった。高市連黒人による
わが船は比良の湊に漕ぎ泊てむ沖へな離りさ夜更けにけり

—万葉集
という歌からは、舟旅への恐れが窺える。平安時代ないし室町時代には、
武士の矢橋の船は早くとも急がば廻れ瀬田の長橋

—源俊頼もしくは宗長
という歌が詠まれ、また「急がば廻れ」という諺も広まった。

#### 中世の交通
平安時代から三津浜と呼ばれた比叡山の外港坂本は、中世には大津を凌駕するかたちで栄えるようになり、京都への物資運搬を担う馬借・車借が室町時代以降大きな力を持っていくことにも繋がった。湖上交通の中心は平安時代から引き続き南北ルートであったが、中世以降は琵琶湖の最狭部である堅田などを拠点とする東西ルートも発展していく。また前述のように、港（津）の発展には内湖が関わっており、内湖を含む湖岸環境の変化により、津の立地も変化している。
中世には荘園領主により港が管理されるようになり、年貢などの貢献物の輸送も湖上輸送も増え、琵琶湖は経済的に利用されるようになる。堅田は中世をとおして湖上交通において中心的な役割を果たし、船の検問などを行い湖上の安全を保証する見返りに金品を求めることのできる上乗権（うわのりけん）と呼ばれる特権を室町時代に与えられた。湖上には坂本を中心に複数の関も設けられ、関銭は山寺の造営などに用いられた。
建武3年（1336年）には足利尊氏を追った義良親王・北畠顕家が大軍を率いて琵琶湖を東から西に渡るなど、湖上は軍事的にも利用されるようになっていく。戦国時代に入ると、従来の比叡山延暦寺に加え戦国大名の浅井氏が菅浦・大浦・沖島、六角氏が堅田の船を支配下に置くなど、各浦の船の掌握を図るようになった。

#### 近世の交通

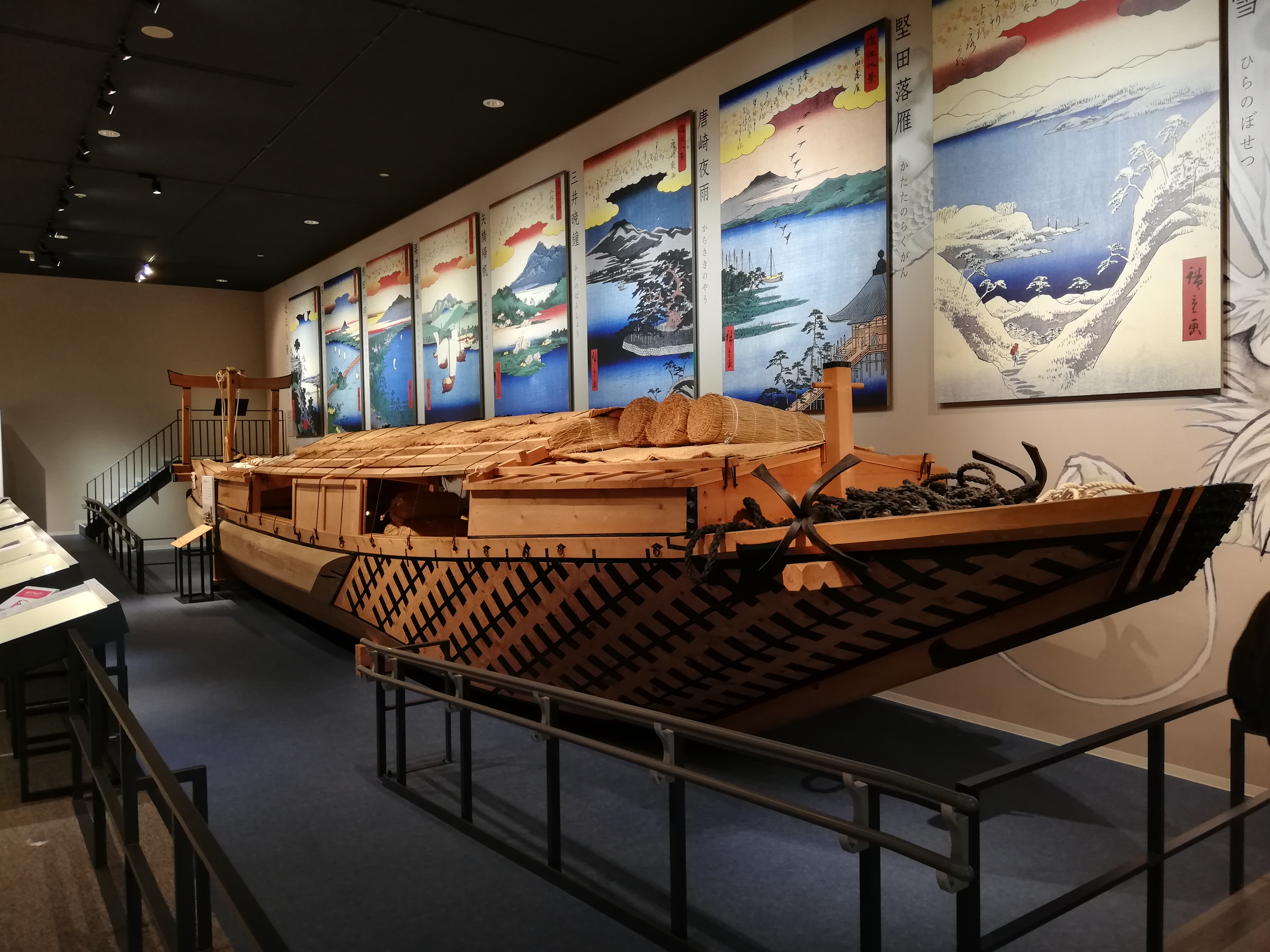
丸子舟

近世には、物資輸送・地場産業が振興され、発展した港の間で輸送を巡っての紛争もたびたび起こっていた。またこのころには、日本海などの弁財船よりも幅が狭い丸子船（丸船・丸木船・丸太船とも）と呼ばれる琵琶湖特有の木造和船が使われるようになった。後述するように湖岸の田畑や集落には、ホリと呼ばれる水路が張り巡らされており、たとえば草津市志那町では、閘門を通じて田舟を琵琶湖に下ろし、浜大津まで往復することもあったと伝えられている。
織田信長は港を重視し、天正元年（1573年）に船長約54メートルの船で坂本から京都に入るなど、琵琶湖を軍事的に大きく活用した。豊臣政権下では、京都から大阪へと物資の流れが変わり、それに伴い湖上交通の拠点も堅田や坂本から大津に移ることになる。豊臣秀吉により創設された大津百艘船は、大津からの積荷を独占的に扱えるなどとする特権を浅野長吉が天正15年（1587年）に下した高札により与えられた。また天正17年ごろには、観音寺が船奉行を務めることとなった。秀吉は、湊への着岸順に荷物を積み出すことができるとする艫折廻船（ともおりかいせん）という制度により、堅田の湖上特権を否定した平等な流通システムの創設もおこなった。豊臣政権下で築かれたこれらの体制は徳川政権下でも踏襲されることとなる。

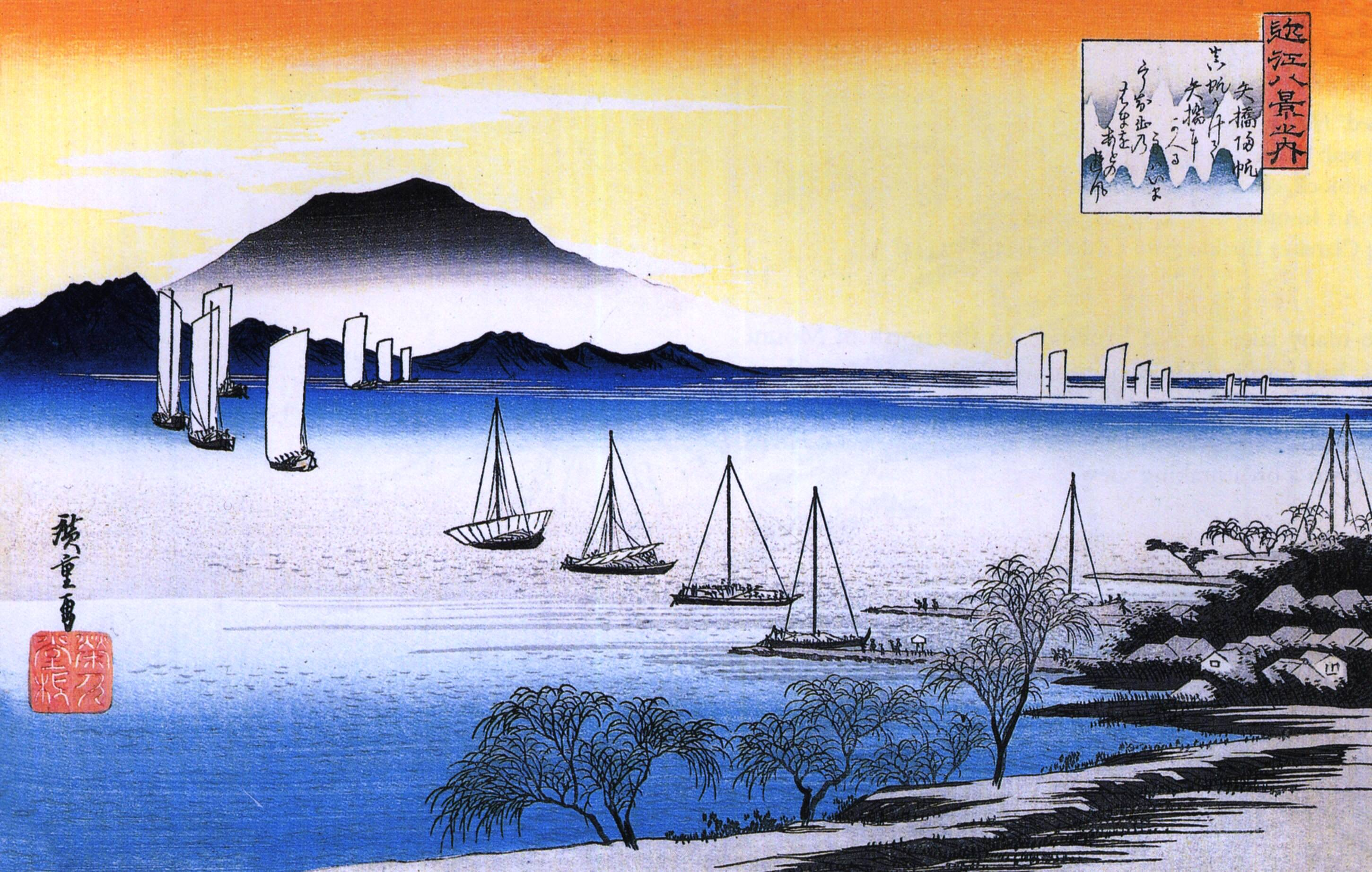
歌川広重の『近江八景』より「矢橋帰帆」（1834年ごろ）。

西廻海運の成立以降は、若狭国の小浜・敦賀から琵琶湖を経由する流通路は衰退し、湖上水運は周辺域の流通路へと変容していった。このため、堅田・大津・近江八幡の三ヵ浦は小さな湊にまで出向き争論を繰り広げるようになり、その後堅田・大津・大溝・舩木・今津・海津・大浦・塩津・八幡の九ヵ浦体制が成立した。大津を拠点とする観音寺が貞享2年（1685年）に船奉行職を罷免され、以降京都や四日市を拠点とする幕府の官僚的代官が船奉行を務めることとなったことには、幕府にとって琵琶湖水運の地位が低下したことが表れている。もっとも船数は大幅には減少せず、江戸時代中期の享保年間には5740艘もの船が琵琶湖を行き来していたとされる。また、流通路としての地位の回復や後述の水害への対策、新田開発などを目的として、琵琶湖 - 敦賀間に運河を通す計画が、江戸時代を通じ複数回持ち上がっている。
江戸時代には幕府のほか、彦根藩も独自の船支配をおこなっていた。彦根では古代以来、朝妻が東西航路の起点であったが、元和年間に松原・米原・長浜の彦根三湊が水運の中核として取って代わった。享保年間には争論の結果、彦根三湊が大津百艘船の特権を切り崩すこととなった。

#### 近現代の交通

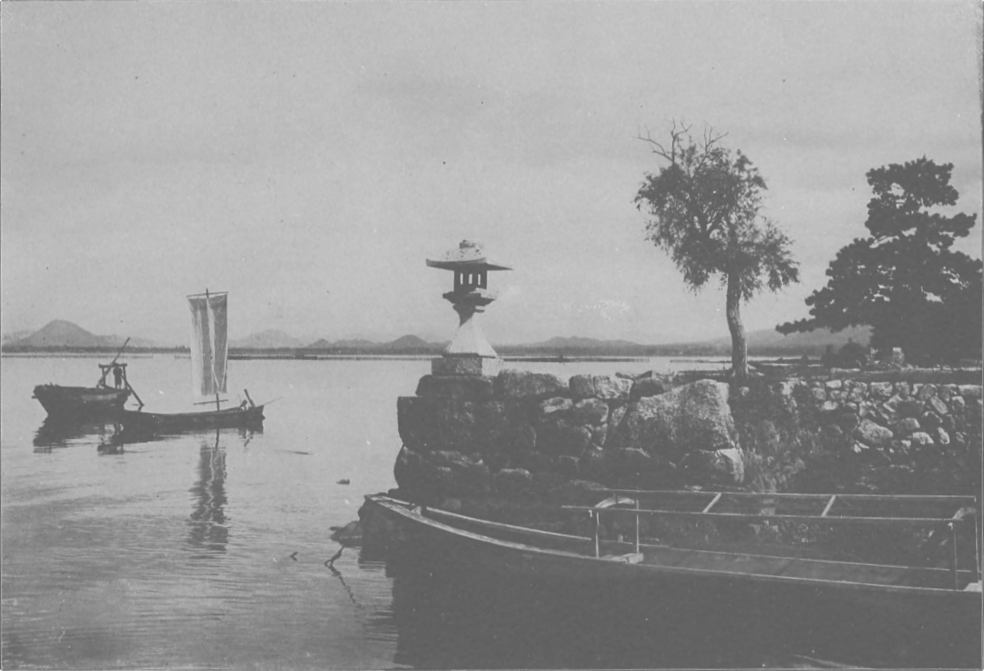
矢橋浦（1910年ごろ）

近代に入り明治2年（1869年）に蒸気船一番丸（5トン12馬力の木造外輪船）が就航すると、ふたたび湖上交通が大量輸送を担うこととなる。既存の和船問屋や漁業者は蒸気船への妨害を行ったが、明治4年（1871年）には大津百艘船などの旧来の制度は解体された。1874年（明治7年）までに15隻の蒸気船が就航しており、汽船間の競争の激化により事故が続発するようになったため（後述）、1875年（明治8年）7月、滋賀県により汽船取締規則の通達が出されている。さらに翌1876年3月より大津湊町に汽船取締会所および同支所7箇所が設立され、安全航行のための会所規則が定められた。1880年（明治13年）7月には大阪 - 京都間の鉄道開通にともない長浜 - 大津間の鉄道連絡船の営業をめぐる争いが生じ、1882年（明治15年）には滋賀県の介入のもと3社合併により18隻を所有する太湖汽船会社が設立されている。翌1883年には日本初となる湖上鋼鉄船第一太湖丸（516トン）および第二太湖丸（498トン）も定期航路に就航し、1884年には長浜 - 敦賀間および長浜 - 大垣間の鉄道全線開通に併せてこちらも日本初となる鉄道連絡船が営業を開始した。1886年（明治19年）には紺屋関汽船・山田汽船が合併し湖南汽船会社が設立され、湖上交通は太湖汽船と堅田以南を営業区域とする湖南汽船の2大会社に統一されていくこととなる。
当初日本政府や太湖汽船によって30年程度と見積もられていた鉄道連絡船の役目は、予想外に早い1889年（明治22年）に東海道線が全線開通したことにより、わずか7年で終りを迎えることとなった。そのため後述するように、2大汽船会社は、貨客輸送から遊覧船へと営業の主力を切り替えていくことになる。さらに1931年（大正15年）には江若鉄道が今津まで開通し、以降は輸送に占める湖上交通の割合は低下したが、小地域間の湖上交通は1960年代まで続いた。なお、丸子船のような木造船は生業・生活に密接に関わるものとして大正ごろまで使われており、1880年（明治13年）の『滋賀県物産誌』に基づくと、輸送船・漁船・田船など少なくとも1万1100艘の船が存在していた。
近現代にも、琵琶湖を経由して日本海と太平洋や瀬戸内海を繋ぐ運河計画は、琵琶湖疏水の築造に携わった田辺朔郎による昭和初期の「大琵琶湖運河計画」や、高度経済成長期の「日本横断運河構想」など複数回立てられている。しかしモータリゼーションが進んだ結果、1964年（昭和39年）に琵琶湖大橋が、1974年（昭和49年）に近江大橋が架橋されたことが象徴するように、琵琶湖は水運の手段ではなく陸運の障害物へと転じていった。

### 水害と治水

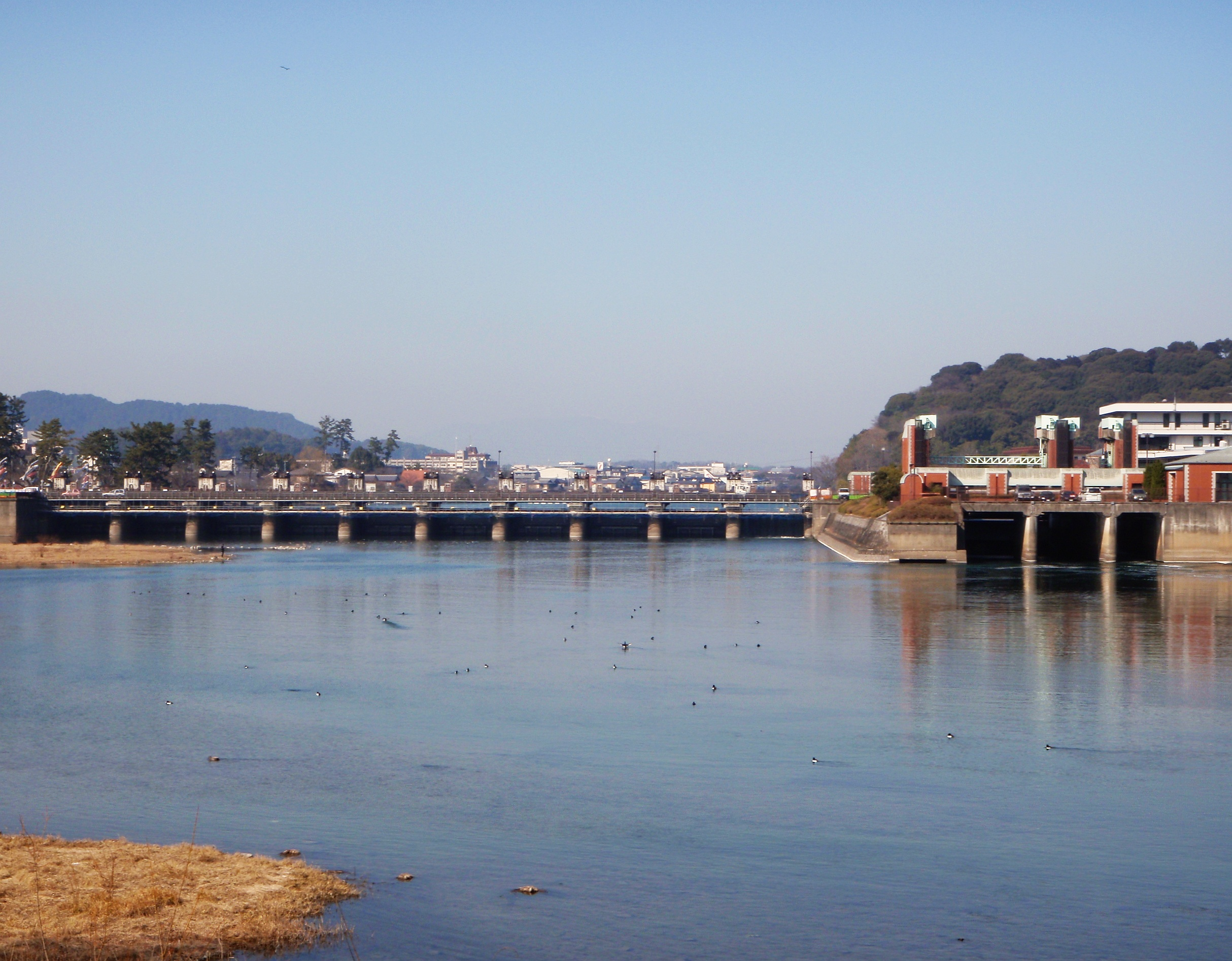
瀬田川洗堰

琵琶湖の湖岸域では、河川の氾濫のほか、「水込み」と呼ばれる琵琶湖の水位上昇による水害に悩まされてきた。古文書における琵琶湖周辺の水害の記録は、701年（大宝元年）以降多く残されている。
琵琶湖の水害を防ぐための瀬田川改修の歴史は、奈良時代の僧侶行基による瀬田川の流れを阻害する小山（のちの大日山）の掘削の試みにまで遡ることができる。その後江戸時代には、幕府の普請が2回と自普請が3回、計5回の浚渫工事がおこなわれており、特に1699年（元禄12年）の「河村瑞賢の大普請」と、高島郡深溝村の庄屋藤原太郎兵衛家の尽力の末に実現した1831年（天保2年）の普請が大規模なものであった。またこの間、流量増加による洪水を危惧する下流住民の反対などによりなかなか浚渫が実現しなかった時期には、あさり取りなどと称した地元住民による小規模な浚渫などもおこなわれている。
近代に入ってからは1890年（明治23年）以降、滋賀県内の有志が結成した琵琶湖水利委員同盟会や滋賀県知事大越亨により、繰り返し淀川の浚渫の陳情がなされた。1885年（明治18年）の淀川洪水で大きな被害を受けた下流域の反対にも遭ったが、1893年（明治26年）からは小規模な浚渫が実現した。さらに1900年から1908年（明治33年から41年）にかけては、大規模な浚渫と上述の大日山の掘削がおこなわれ、また南郷洗堰が築造されたため琵琶湖の水位の調整が可能となった。これらの工事以前には、プラス3.76メートルにまで水位が上昇し琵琶湖周辺のほとんどの地域が237日にわたって浸水した1896年（明治29年）の洪水をはじめとし、ほぼ隔年で長期間の浸水が発生していたが、以降の浸水被害は4年に1度程度にまで減じた。その後1961年（昭和36年）には南郷洗堰の隣接地に瀬田川洗堰が築造されている。

### 水利用

#### 滋賀での水利用

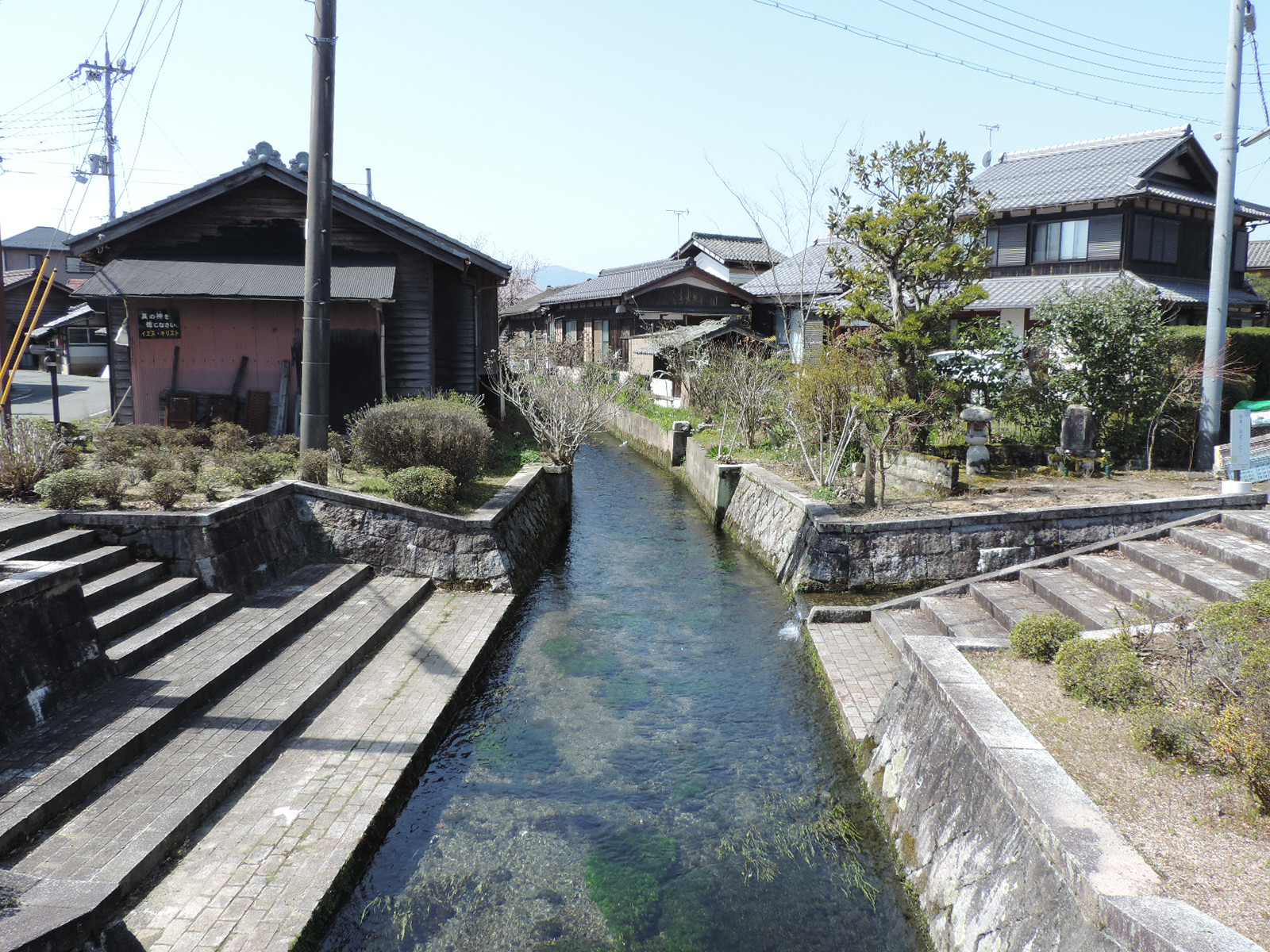
琵琶湖への流入河川の一つである安曇川水系の伏流水を利用した「川端文化」で知られる針江区。

前述のとおり、琵琶湖湖岸域では弥生時代ごろから稲作がおこなわれていた。田畑よりも低い位置にある琵琶湖の水は使いにくかったため、昭和中ごろまで琵琶湖の水を農業や生活に利用することは少なく、もっぱら琵琶湖への流入河川や井戸の水を利用してきた。これらの河川の水量は琵琶湖に比べると少なく、また扇状地であるため伏流水化しやすい地形が多く、甲良町など農業用水の確保に問題を抱える地域も多かった。
琵琶湖に隣接する湿地帯においては、傾斜が緩いため通常の灌漑が困難であったが、琵琶湖や内湖の水を利用した水田の開発が歴史的に試みられてきた。形成期においては、泥田（超湿田）が広く見られたと推測され、次いで跳ね釣瓶や縄をつけた桶による直接取水もおこなわれるようになったと推測されている。その後遅くとも近世中期（中世にまで遡れる可能性もある）までには、ホリと呼ばれる水路や「蛇車（じゃぐるま）」と呼ばれる足踏み式の水車などの揚水機を用いた逆水灌漑がおこなわれるようになる。また、琵琶湖と内湖ないしホリとの境界部に堰や閘門を設けて水位を上昇させる方法も用いられており、これは明治時代に南郷洗堰が築造され琵琶湖の水位が低下したことに伴い採用された例が多いと推定される。1904年（明治37年）以降はポンプにより琵琶湖から内湖に揚水する方法も用いられるようになっていった。なお、大正年間の調査に基づくと、逆水灌漑の分布は湖南・湖東に多く、平地の傾斜が大きい湖北・湖西では少なかった。
昭和30年代ごろには上水道の普及が始まり、以降湖水の利用量は増えていくことになる。滋賀県では1980年ごろから2000年ごろにかけて、人口の増加などの要因により湖水の利用が大幅に増え、2019年時点における上水道の主要な水源は琵琶湖の水となっている。また、農業水利においては1970年代以降、大型ポンプを備えた施設で湖から水を汲み上げ、パイプラインで農地に配水する逆水灌漑による湖水の利用が増加した。牧野厚史 (2001, pp. 205–206) は、このような水利用は利用者から見えにくく、生活と水循環の関係に思いを馳せることが難しくなっていると指摘し、八幡堀の保存活動などは、単なる資源としての水利用に留まらない水問題への地域固有の解決策の方向を示しているのではないかと述べている。

#### 淀川下流域での水利用

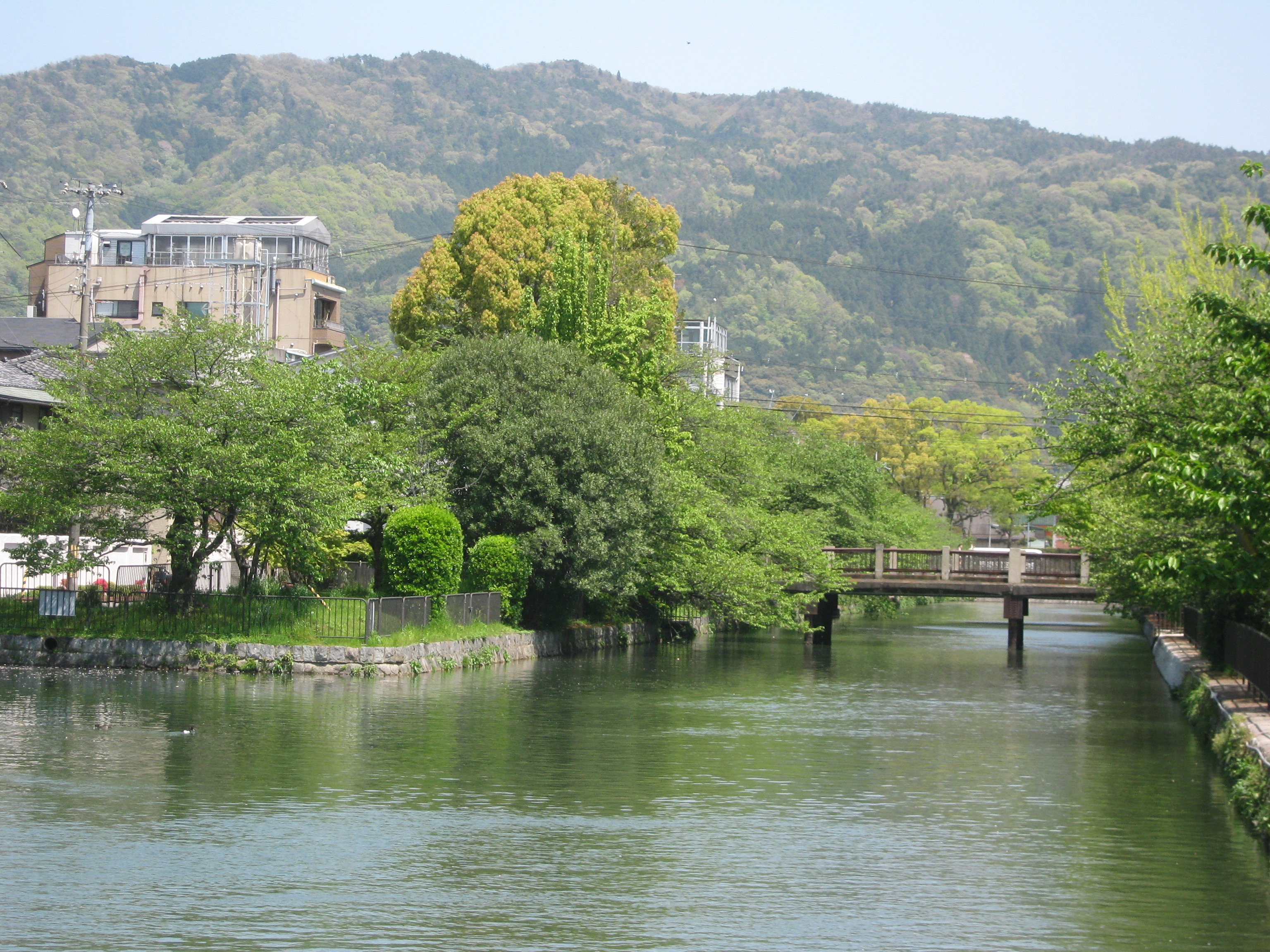
琵琶湖から京都へ水を供給する琵琶湖疏水。

京都で琵琶湖の湖水を生活用水の源とするようになったのは、琵琶湖第二疏水を完成させた1912年（明治45年）のことである。第一疏水は第二疏水より古く1890年（明治23年）に完成している。琵琶湖疏水の建設は東京奠都によって衰退の危機にあった京都を再興することを目的とし、まずは疏水の水車動力によって工業を近代化し、さらに水運を確保する計画で京都府知事の北垣国道が先導した。当時、京都では鴨川に源流を持つ京都盆地の水系を賀茂別雷神社（上賀茂神社）が支配し、御所の水源も「御所御用水流通水掛リ之儀者賀茂別雷神社 旧一社ニテ支配被致候」とされていた。構造的に夏の渇水期になると上流小山郷の田畑の灌漑が優先されることになり、御所の水は枯渇する様であった。疏水によってに御所用水路の新たな付け替えもあり、御所の庭園と防火用桝への安定供給が図られるようになった。琵琶湖疏水を介して毎秒24立方メートル（2017年時点）を取水し、水源の99パーセント（2019年ごろ）を琵琶湖に頼る京都市は、1914年（大正3年）以来京都市民の感謝の気持ちとして滋賀県に毎年感謝金（琵琶湖疏水感謝金）を支払っている。財源は京都市民の水道料金で、滋賀県は感謝金を水源保全に充てている。

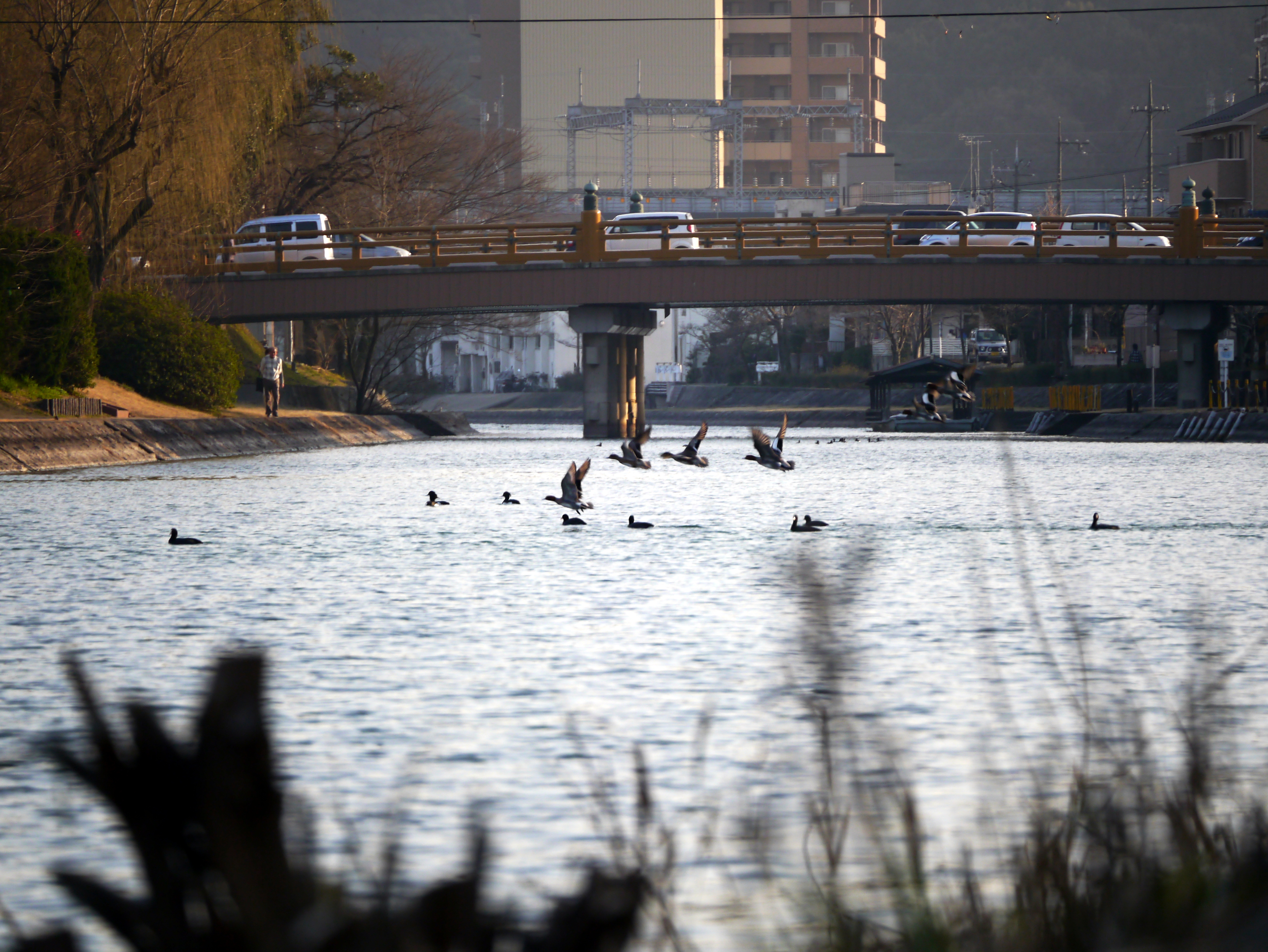
琵琶湖唯一の流出（自然）河川である瀬田川。

大阪では1895年（明治28年）に淀川を水源とする本格給水が始まった。第二次世界大戦後の高度経済成長期に際しては、著しい産業発展により淀川での安定した取水が必要になった。琵琶湖下流域における水資源の需要の急速な拡大に対応するために、1972年（昭和47年）に琵琶湖総合開発特別措置法が制定。琵琶湖総合開発事業を策定した。事業の策定にあたって上流への影響は避けられないことから、不利益を減らすために原案は滋賀県知事が作成し内閣総理大臣がこれを決定する形がとられた。同事業によって水位低下補償事業が完了し、水位の管理について国（瀬田川洗堰管理者）と滋賀県、下流府県が初めて合意した。規則では、洪水時はあらかじめ水位をマイナス20センチメートルあるいはマイナス30センチメートルに下げて対処、非洪水時は30センチメートルを上限になるべく水位を高く保ち渇水に備えることを基本とし、下流域の渇水時には琵琶湖水位マイナス1.5メートルまで湖水を利用できることになっている。また、増大する水の需要に1991年（平成3年）度までは不安定な「暫定豊水水利権」（河川の流量が一定の流量を超える場合に限って取水できる水利権）で対応してきたが、同年度末には水資源開発事業が概成し都市用水として最大毎秒40立方メートルの新規水利権が与えられた。下流域の水利権を拡大せざるを得なかった背景には、京阪地域が渇水時であっても比較的豊富な水量を保つ水源として淀川、さらにその水源である琵琶湖への依存を強めたことがある。琵琶湖総合開発事業では、琵琶湖を文化面を含み多方面で活用し親しんでいる滋賀県民の生活に直接的な影響が及ぶことは避けられず、上流と下流の利権をいかに調整するかが事業の肝となった。上流の不利益を解消するために、下流の利水公共団体は琵琶湖とその周辺の上流域の福祉増進に利するために下流負担金602億円を負担することになった。
琵琶湖の水利用を巡っては、下流の京都・大阪への対抗心を表すために「琵琶湖の水止めたろか」というジョークがしばしば用いられる。野田 (2001, p. 232) は滋賀県・京都府・大阪府の住民を対象にした1995年のアンケート調査を参照し、滋賀県以外の住民は渇水時などには水源として琵琶湖を意識するが、普段はその存在を別段気に留めていないのだと結論づけている。

### 天然ガスの利用
琵琶湖の湖岸一帯では天然ガスが湧出している場所があり、古くは湖北（現在の高島市）において農家が燃料として使用する例も見られた。湖南では1883年夏、栗太郡常盤村（現在の草津市）において住民が井戸を掘った際に、地下水に溶け込んでいる天然ガスの存在に気が付かず、水にカンテラを近づけて火柱を作った逸話も残る。燃料事情が逼迫した1941年には、大津市が大阪鉱山監督局に栗太郡瀬田町（現在の大津市）で石油（メタンガス）の試掘申請を行っている。

### 漁撈と食文化

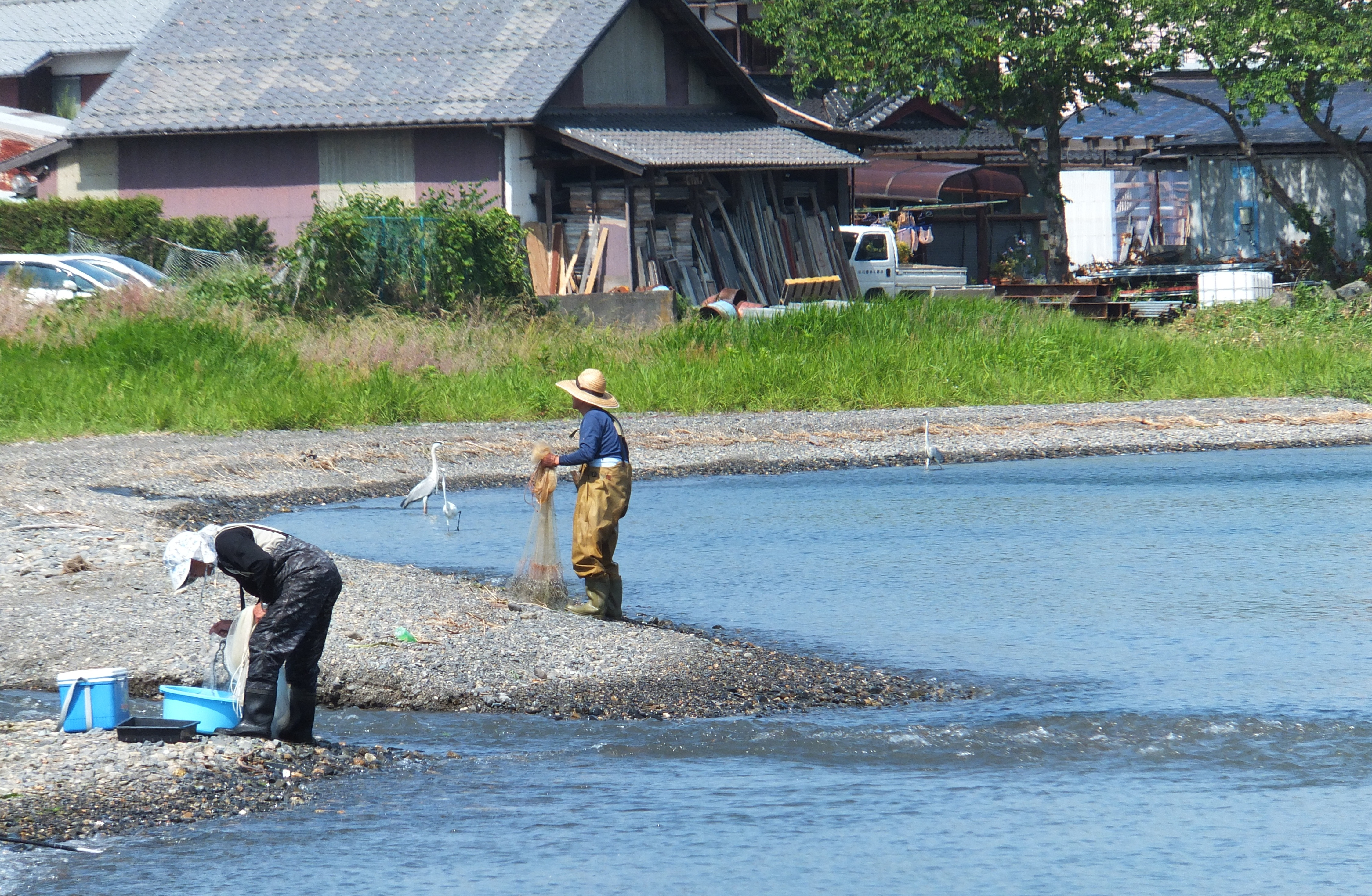
高島市の湖岸

前述のとおり、琵琶湖には多様な魚介類が生息しており、漁場の環境も岩場・砂浜・内湖・沖合と多様であり、また淡水であるため魚が湖と河川を行き来することも要因とし、漁法もまた多様かつ独特のものとなっている。その中でも特に「待ち（型）の漁法」の発達と新規漁具の制限が特徴として挙げられる。これは、積極的・新進的な漁法を用いることによる資源の枯渇を避けるための、閉鎖水域である琵琶湖ならではの知恵である。

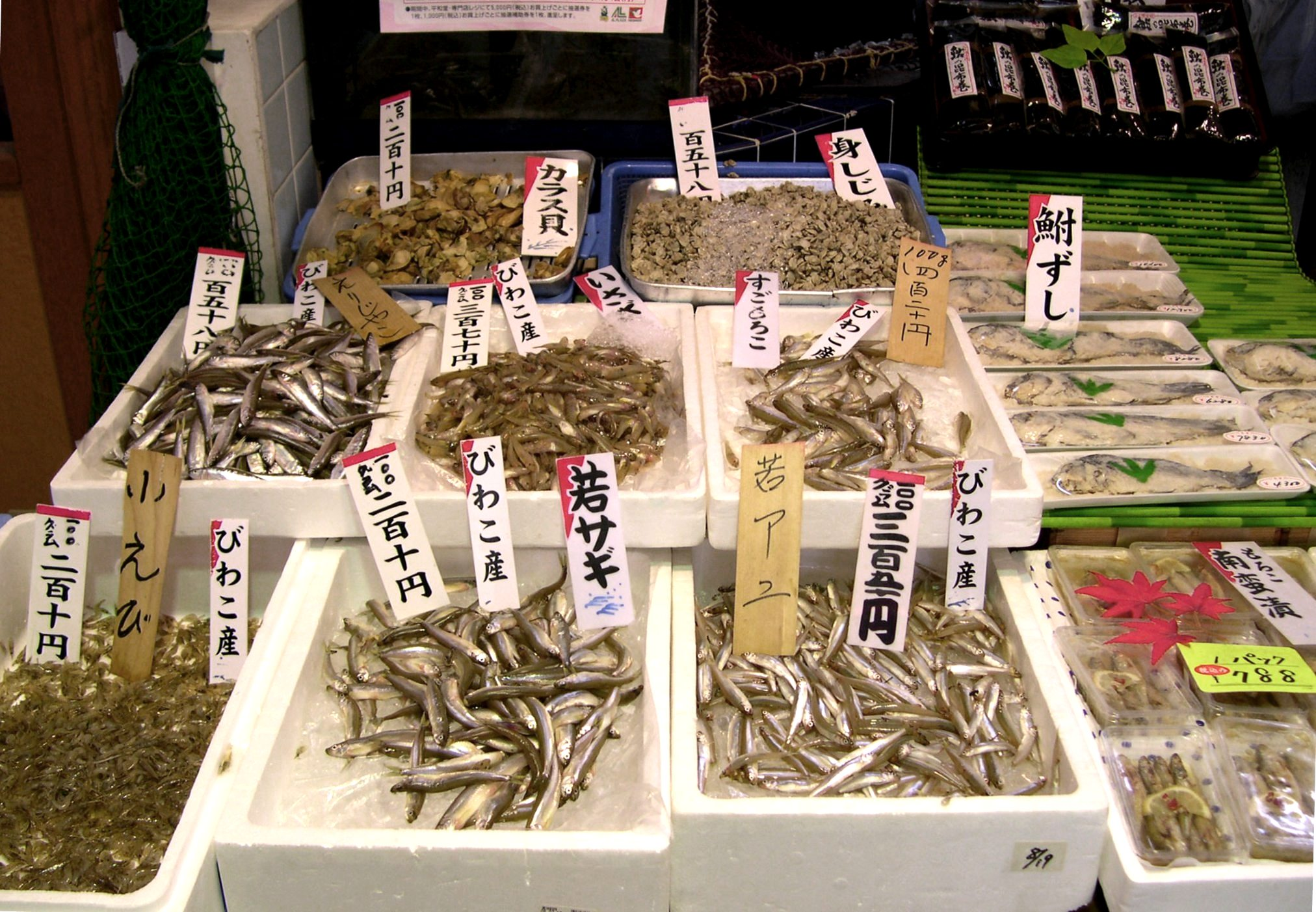
鮮魚店で売られる琵琶湖の水産物（大津市内）。

固有種を含む琵琶湖の魚介類は、伝統的な食材として、2013年現在においても盛んに食されている。淡水魚の生食を忌避する日本においては珍しく、ビワマス・イワトコナマズ・ニゴロブナやゲンゴロウブナ・ハスなどは造りとしても食される。このほか「ジュンジュン」と呼ばれるすき焼き・寄せ鍋や焼き物、佃煮などとしても食される。また、小アユを利用して、アユの飴煮（あめだき）が大津の名物、土産物として作られてきた。さらに、滋賀県では発酵食品が発展しており、鮒寿司をはじめとするなれずしも作られる。滋賀県には、海産物を扱う鮮魚店とはべつに淡水魚専門の鮮魚店があり、これらの店では鮮魚のほか、佃煮・なれずしといった加工品や鴨なども扱われている。

#### 漁撈の歴史

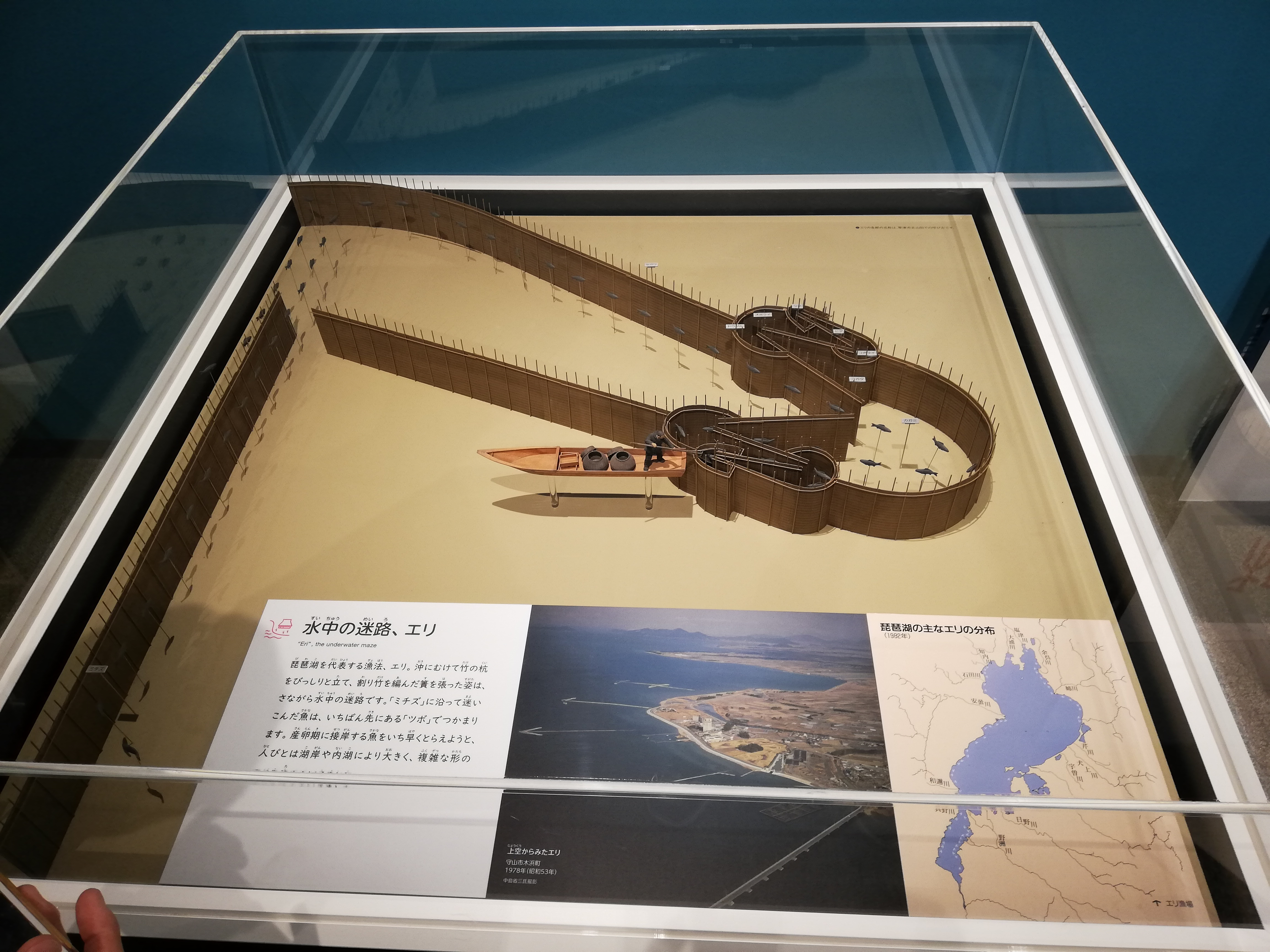
魞（エリ）

琵琶湖における魚介類の利用は、1万年以上前にまで遡ることができる。前述したように、縄文時代の遺跡からは、貝殻や魚の骨などが発見されており、タンパク源に占める琵琶湖産の魚介類（特にコイ科）の比率は哺乳類よりも高かったと考えられている。また、漁網用と推測される石錘・土錘も出土しており、漁具とともに出土した丸木舟も漁労に用いられたと推定される。稲作が開始された弥生時代には、魚類が水田を産卵場所として利用するようになったこともあり、漁網に代わり魞（エリ）や筌といった小型陥穽漁具による待ちの漁法が発達し、タンパク源に占める魚介類の比率はさらに高まった。古墳時代には土錘が増加・多様化し、また麻網も普及するようになり、漁獲対象種も多様化したと考えられる。
その後中世ごろには網漁が発達しており、従来河川や内湖で用いられていた小型の魞が琵琶湖沖合いで用いられる大型で複雑な魞へと発展したのも、中世の13世紀ごろであると考えられる。2017年現在用いられている漁法の内、アユ沖掬い網漁（1960年代に導入）を除く漁法の原初形態は、中世にはすでに存在していたと考えられる。流通に制約の大きかった中世においては、京都の鮮魚需要に対する琵琶湖の役割も大きかった。このころまでに漁撈をおもに営む集団の組織化が進んでおり、13世紀ごろには漁撈を巡る複数の紛争が起きていたとの記録がある。一方13世紀は、仏教思想が庶民の間にも広まり殺生を禁断とする意識が高まった時代でもあり、その葛藤を伝える説話なども残されている。
近世の17世紀ごろには、淡水魚である鯉から海水魚である鯛に政権の中心部における需要は移っていったが、18世紀から19世紀にかけても、漁撈を巡る紛争は頻繁に起きており、琵琶湖周辺の集落における漁撈はむしろ活発化したと考えられる。明治以降には、網地素材の化学繊維への変化や動力船の導入により、漁獲能力が向上したほか、大正・昭和期には、テナガエビとワカサギが移入され、漁獲対象種に加わった。また、大正末ごろには内湖の平湖と柳平湖（草津市）を発祥の地とする淡水真珠の養殖が開始されたが、第二次世界大戦後は内湖と琵琶湖が切り離されたことなどによる水質悪化により衰退した。漁獲量は1957年には1万300トンに達したが、その後減少し続け、2012年にはピーク時の10分の1の1029トンにまで減じ、魚種の構成もアユが40パーセントを占めるようになるなど大きく変化している。また、1956年には29種の漁具が用いられていたが、2015年には8種にまで減少している。前述の外来種（特にブルーギル）の侵入は魞漁の主漁場である推移帯の生態系の撹乱を引き起こし、漁業者の生活を脅かしている。

### 景勝・観光地として

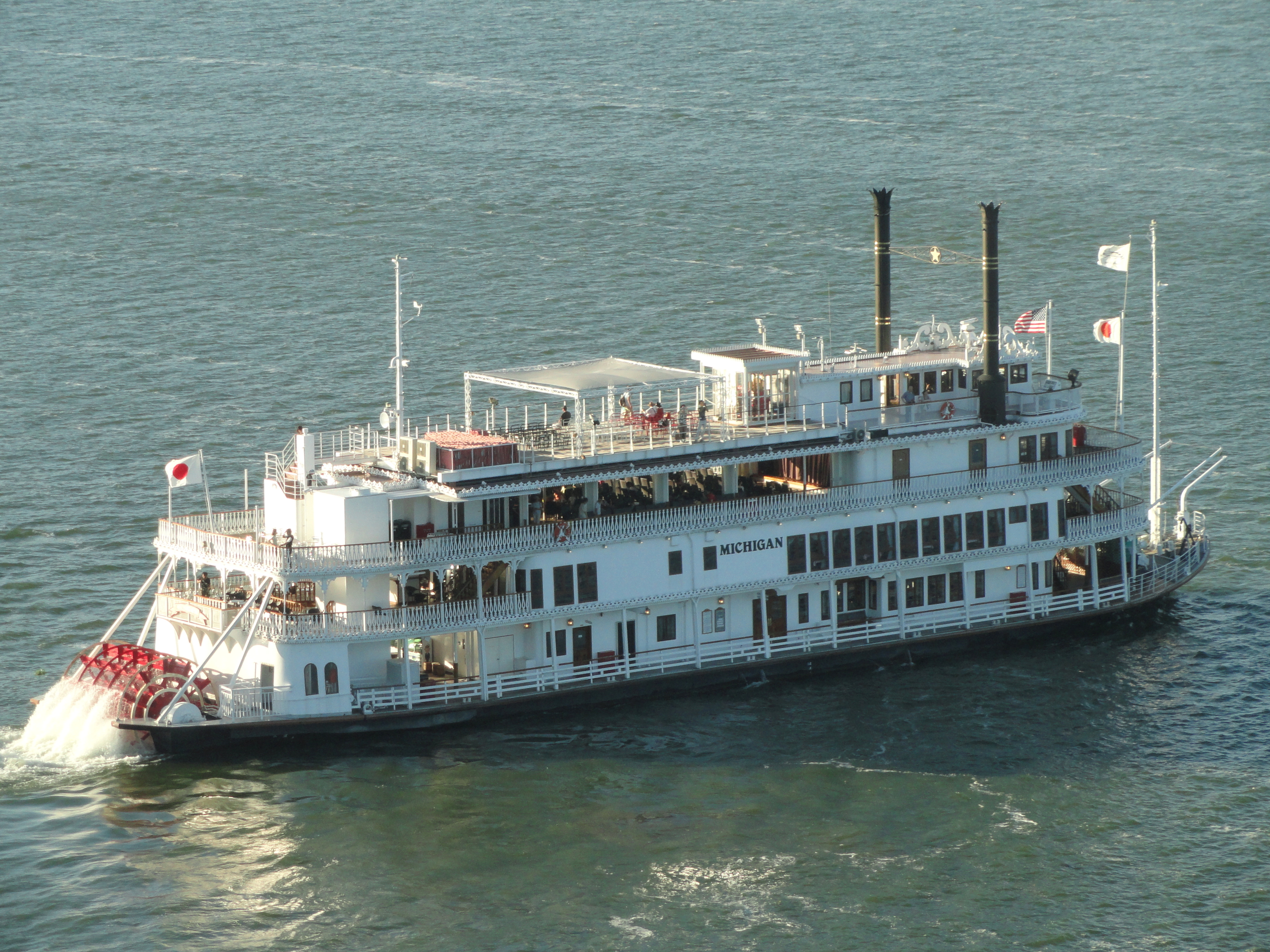
外輪船ミシガン

飛鳥時代の近江遷都以降、後述のように近江を舞台とした歌が数多く詠まれており、多くの歌人たちが近江を訪れ、琵琶湖と周囲の光景に感性を刺激されたことが推測できる。近江八景は、当初は文学的モチーフであったが、江戸時代中ごろには街道を通行する人が増えたこともあり、『名所記』『名所図会』といった挿絵入りの旅行案内書や浮世絵などをつうじて、全国の民衆に膾炙するようになった。

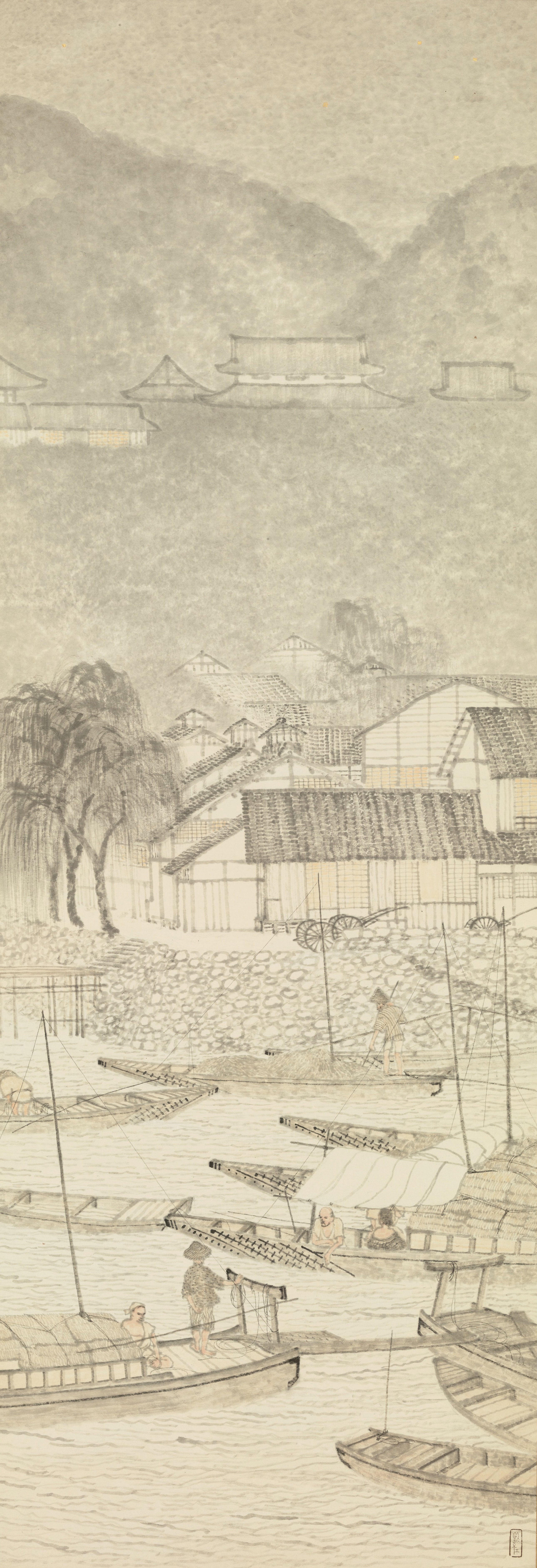
今村紫紅『近江八景』より「三井（晩鐘）」

1889年（明治22年）の東海道線全線開通は、前述の鉄道連絡船の廃止に繋がり汽船会社の経営に打撃を与えたが、同時に京阪神から琵琶湖観光に気軽に訪れることを可能にもした。湖南汽船は1894年（明治27年）に大津と石山および坂本間の航路で湖上観光の営業を開始している。次いで太湖汽船も南湖 - 北湖間の航路運行を開始し、1895年（明治28年）には鉄道連絡船廃止時点のレベルまで業績を回復させるに至っている。本格的な湖上遊覧の嚆矢ともされる湖南汽船の「近江八景めぐり遊覧船」（1903年〈明治36年〉就航）に続き、太湖汽船も遊覧観光船の建造を行うなどより湖上遊覧に力を入れることとなり、以降季節ごとの観光客誘致が展開された。1912年（大正元年）には京津電車の三条 - 札ノ辻間が開通し、京都方面からの観光客はさらに増加、2大汽船会社の競争もより激しく展開された。この時期には竹生島や長命寺への巡礼を含む観光が定着している。昭和に入ると琵琶湖ホテルの建設や湖水浴場の整備も進められ、太湖汽船と京阪電鉄によるマキノ・スキー場開設の翌年にあたる1930年（昭和5年）から1962年（昭和37年）にかけては、スキー客運ぶスキー船も運行された。
第二次世界大戦後の1950年（昭和25年）には琵琶湖が国定公園に指定されている。これに先駆け前年には、滋賀県民からの公募によって「琵琶湖八景」が選ばれ、翌1951年には観光船玻璃丸が就航した。1968年（昭和43年）のびわこ大博覧会以降は、琵琶湖の水質が悪化するなど、観光が軽視されるようになるが、びわこ国体で湖上輸送が試みられたのを機に、再度観光が顧みられるようになる。1982年（昭和57年）には玻璃丸を継ぐかたちで外輪船ミシガンが就航し、滞在型観光を目的としたリゾート・ネックレス構想や水上スポーツ施設の整備なども計画されたが、バブル経済の崩壊により計画は進まなかった。その後は、環境保全や歴史的文化資産の活用などの観点も取り入れた新しい観光スタイルが模索されている。2019年（令和元年）には琵琶湖岸を1周する200キロメートルの自転車ルートであるビワイチが、ナショナルサイクルルートの第1弾として指定された。湖岸には30箇所ほど「水泳所（ビーチ）」が設置されておりウォーターアクティビティのほか海水浴のように泳ぐことが可能となっている。淡水湖であるため特筆するほどの塩分濃度は存在しない。

### 作品の題材として

#### 和歌

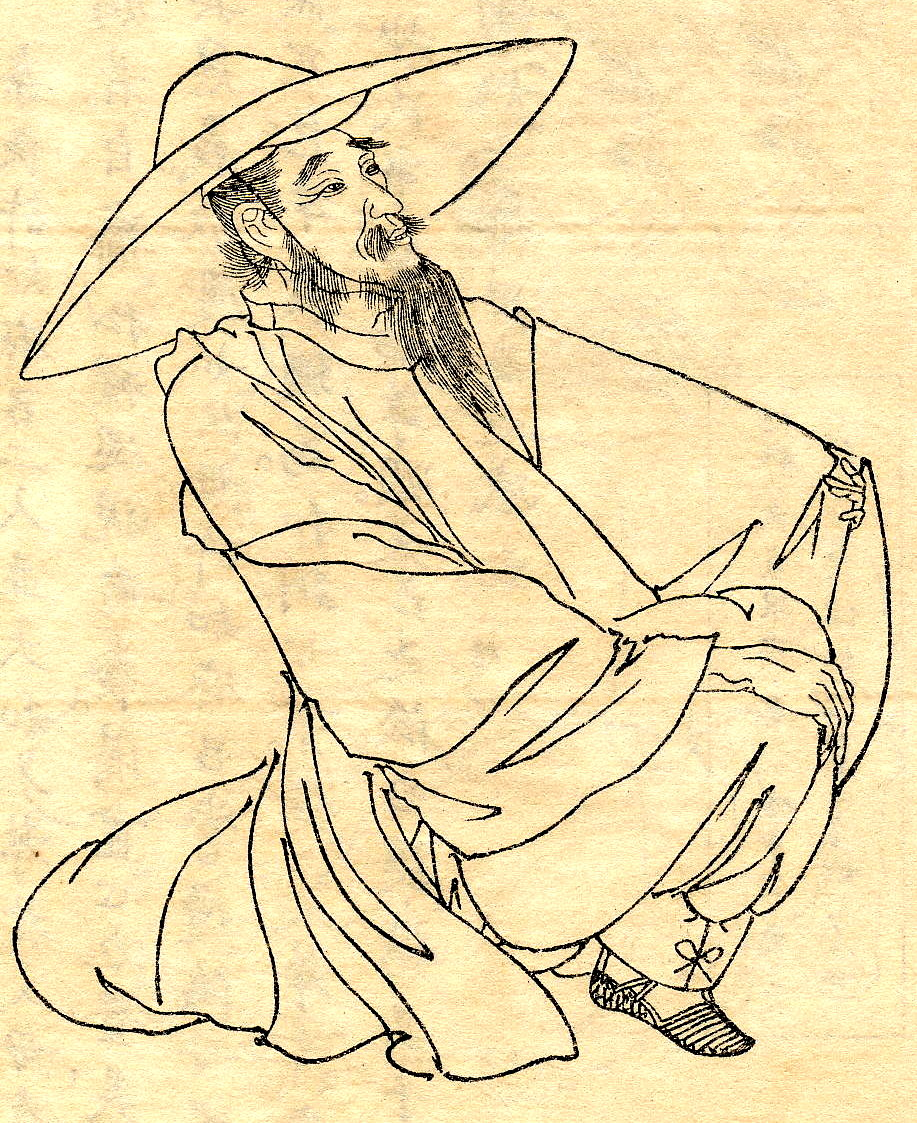
柿本人麿

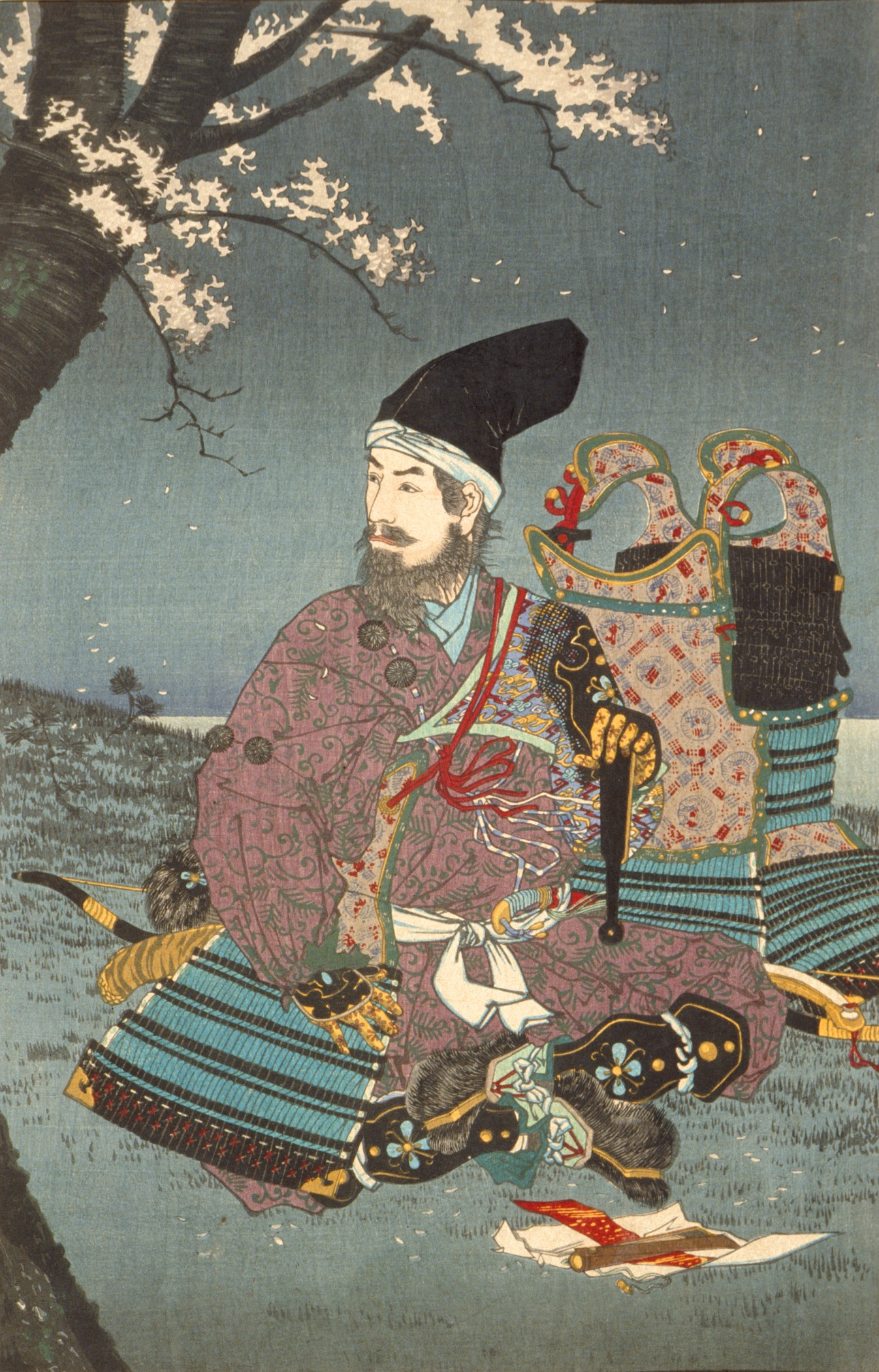
平忠度

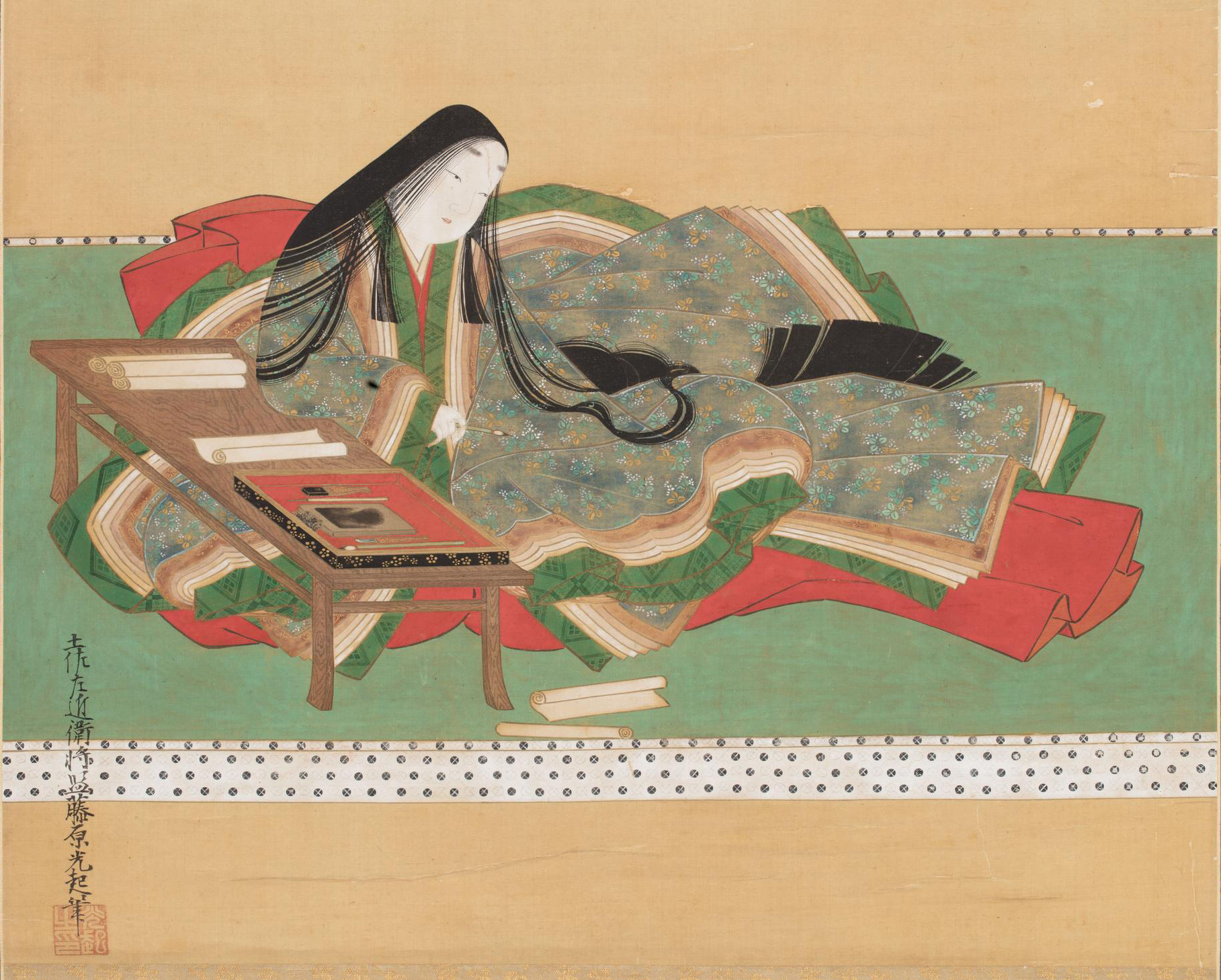
紫式部

前述のとおり、記紀にはいくつか琵琶湖を題材とした歌謡が含まれている。その後の『万葉集』にも琵琶湖を題材とした歌は複数含まれており、近江国を舞台とする歌は近江遷都以降のものが多い。同歌集には柿本人麿の
淡海の海夕浪千鳥汝が鳴けば情もしのにいにしへ思ほゆ

など、「淡海の海」「近江の海」が含まれた歌が14首ある。また、湖や志賀にかかる枕詞「さざなみの」「楽浪の」を含む歌は10首あり、おなじく柿本人麿による
さざなみの志賀の大曲淀むとも昔の人にまた逢わめやも

さざなみの志賀の唐崎幸くあれど大宮人の舟待ちかねつ

という歌が特に著名である。湖岸の湊を詠んだ歌も多く、小弁による
高島の阿渡の湊を漕ぎ過ぎて塩津菅浦今から漕ぐらむ

などが挙げられる。飛鳥時代の湖上の賑わいを示す歌としては、
近江の海は港は八十ちいづくにか君が舟泊て草結びけむ

などが挙げられる。一方、都落ち間近に平忠度が詠んだ
さざなみや志賀の都はあれにしを昔ながらの山ざくらかな

—千載和歌集
は、上述のさざなみの枕詞を用いた歌のなかでもっとも有名なものであるが、浅見によるとそこには渺々とした琵琶湖の風景が表れている。平安時代の人の往来を示す歌としては、長徳2年（996年）に父藤原為時の越前武生への赴任に同行した紫式部が高島町三尾崎で詠んだ
三尾の海に網引く民の手間もなく立ち居につけて都こひしも

—紫式部集
が挙げられる。

#### その他文学

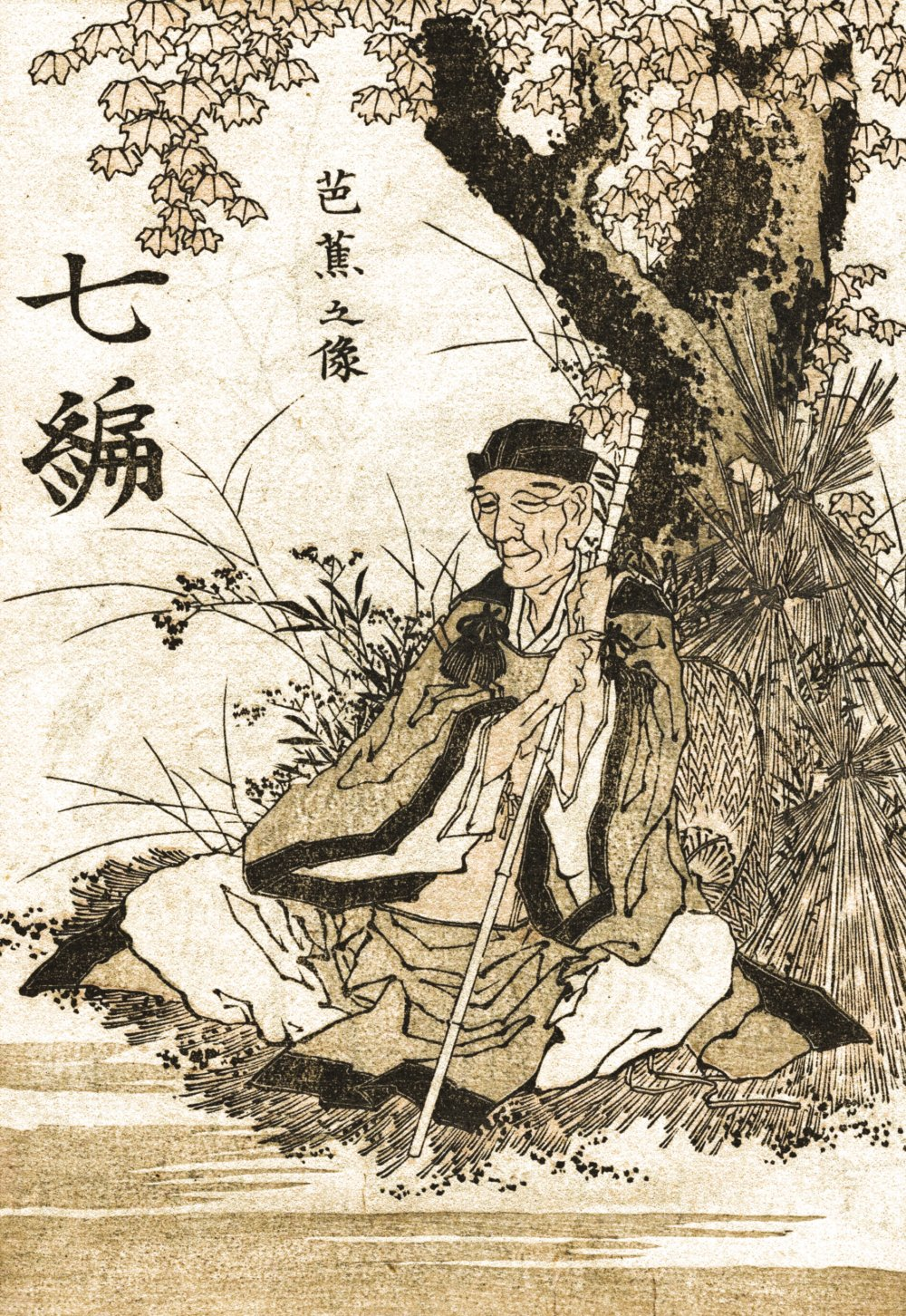
松尾芭蕉

菅原孝標女による『更級日記』や鎌倉時代の阿仏尼による『十六夜日記』にも琵琶湖周辺の光景が記述されており、中世文学においては竹生島信仰が、『平家物語』や謡曲『竹生島』などの作品で取り上げられている。戦乱の世になると、謡曲『自然居士』や室町時代の小唄を集めた『閑吟集』において琵琶湖の人買舟や密漁といった荒々しい様相が描写されるようになるが、一方軍記物においては『義経記』などに琵琶湖は登場しているものの、湖上の戦の様子を描いた作品はほとんどない。江戸時代については、松尾芭蕉による
四方より花吹き入れて鳰の海
などの琵琶湖畔で詠んだ90あまりの俳句と『幻住庵記』、そして上田秋成による夢物語「夢応の鯉魚」（『雨月物語』）が傑作として挙げられる。

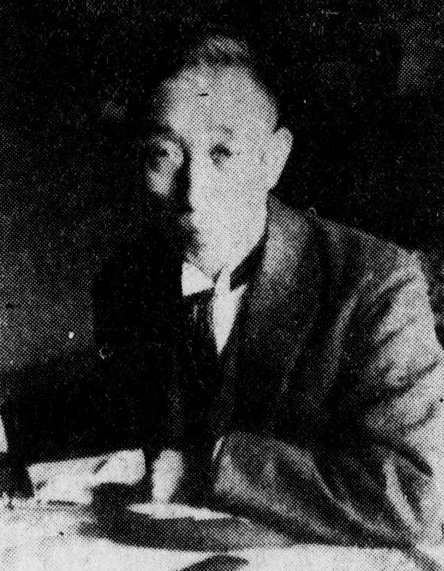
近松秋江

近現代に琵琶湖に関連する小説としては、次のようなものがある（丸括弧内はおもな関連する土地）。
- 小泉八雲『鮫人の恩返し』（瀬田の唐橋）『果心居士の話』
- 泉鏡花『瓔珞品（ようらくぼん）』
- 岡本かの子『金魚繚乱』（大津）
- 井上靖『星と祭』（長浜）
- 芝木好子『群青の湖』（近江八幡・葛籠尾崎）

室町時代を描いた谷崎潤一郎『盲目物語』は、湖上の描写は少ないものの、作品世界は竹生島の沈鬱な影を色濃く帯びており、秦恒平『みごもりの湖』では藤原仲麻呂の乱の、成澤邦正『琵琶湖の浮城』では室町末期水茎の岡の湖上の戦が描かれている。琵琶湖の汚染や自然破壊を扱った作品としては、早くは1919年（大正8年）の近松秋江『湖光島影』があり、第二次世界大戦後の高度経済成長期には西口克己『びわ湖』が発表されている。また、中上健次『日輪の翼』や平成の小林恭二『カブキの日』にも琵琶湖（前者は瀬田の唐橋、後者は堅田）を舞台とした描写があるが琵琶湖そのものにはわずかしか触れられておらず、松村 (2001, p. 268) は自然破壊などにより琵琶湖の生命力が衰えたためだと述べている。

#### 美術

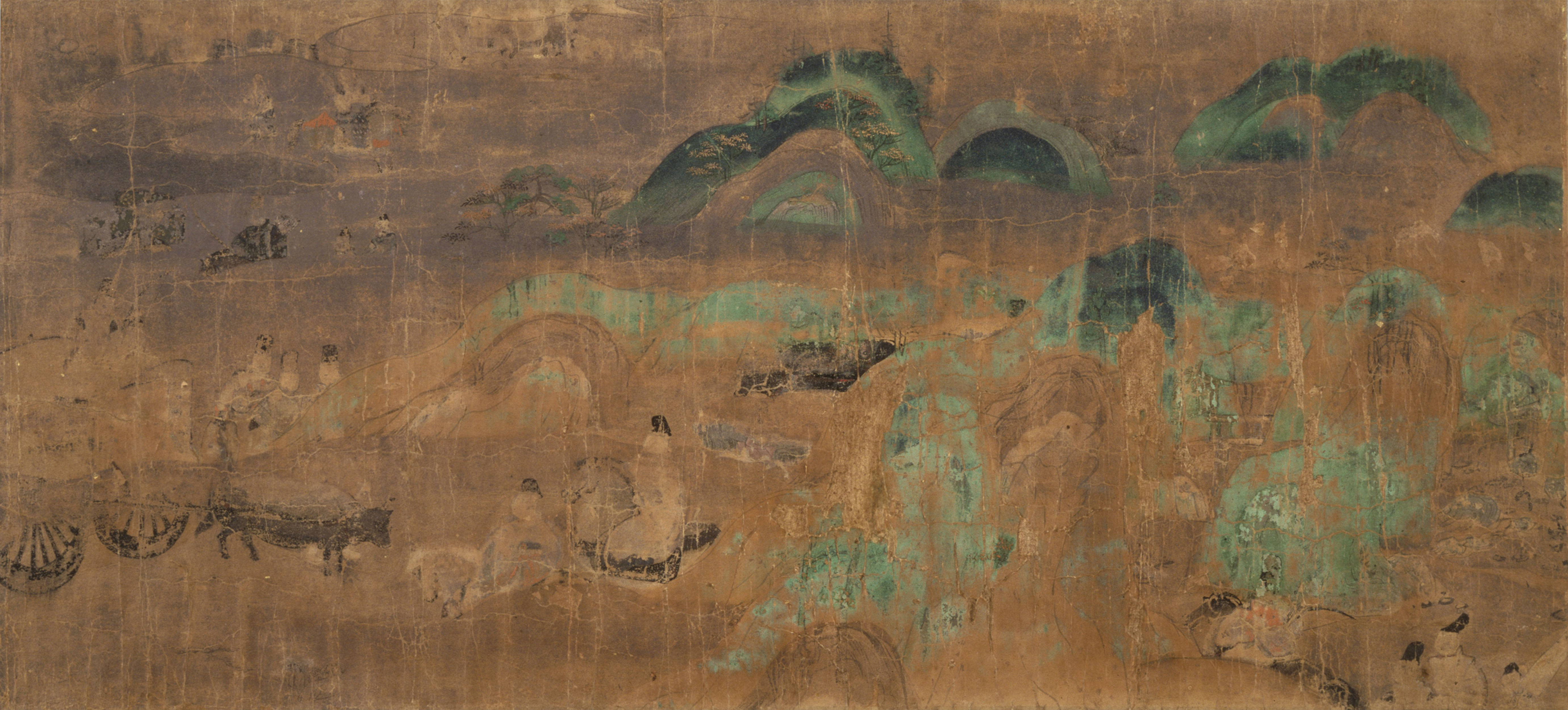
「関屋」『源氏物語絵巻』

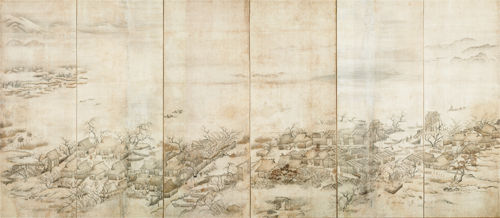
『堅田図旧襖絵』（部分）

琵琶湖が描かれた現存最古の絵画は、おそらく『源氏物語絵巻』の「関屋」の段である。高梨 (2001, pp. 269f.) は、これ以前の『一遍聖絵』や鶏足寺の十二神将像についても、琵琶湖の水運ネットワークの影響があると指摘している。室町時代後半からは『近江名所図』の大作が残されており、室町時代の狩野派による屏風絵、同じく室町時代の大徳寺瑞峯院の『堅田図旧襖絵』、17世紀前半（江戸時代）の屏風絵などが挙げられる。17世紀後半以降には、近江八景を題材とした絵画（歌川広重によるものが有名）や着物の蒔絵・陶磁器の絵付けなどが現れるが、同時期には古典文学に材をとったものなど、近江八景以外の絵画も描かれている。近代以降は、多くの洋画家・日本画家が琵琶湖の多様な姿を描いている一方、今村紫紅や下保昭などは近江八景の枠組みの中で新たな試みをおこなっている。

#### 音楽と映画
1917年（大正6年）に作られた『琵琶湖周航の歌』は、滋賀県民に広く愛唱されている。そのほか、後述の琵琶湖遭難事故を歌った『琵琶湖哀歌』がある。
琵琶湖を舞台とした映画としては、『幻の湖』、『偉大なる、しゅららぼん』、『マザーレイク』などが挙げられる。

### 環境保全
昭和40年代、高度経済成長に伴って湖水の水質汚濁や富栄養化が進んだ。原因の一つに合成洗剤、リン酸塩が挙げられ、主婦層や女性団体が「石鹸運動」を起こして対策・改善を求めた。このため滋賀県は独自に工業排水と生活排水を規制する、いわゆる琵琶湖条例（滋賀県琵琶湖の富栄養化の防止に関する条例）を制定するに至った。このほか琵琶湖に関する滋賀県独自の条例としては、『滋賀県琵琶湖のレジャー利用の適正化に関する条例』や『滋賀県琵琶湖のヨシ群落の保全に関する条例』、景観を守るための『ふるさと滋賀の風景を守り育てる条例』などがある。
滋賀県は7月1日を「びわ湖の日」に定めており、琵琶湖を保全する様々な活動「びわ活」を推進している。また、2021年時点、国際連合持続可能な開発目標（SDGs）に倣い、2030年に向けた琵琶湖版SDGsである『マザーレイクゴールズ（MLGs）アジェンダ"』策定を進めている。
1990年から1991年にかけ琵琶湖総合開発事業の一環として水質測定施設である南湖湖心局（大津市唐崎沖1.5キロメートル）と北湖湖心局（大津市南比良沖4キロメートル及び高島市今津沖3.5キロメートル）の3基が設置され、pH値、溶存酸素量、水温、流速などのデータが自動送信されていた。しかし、内部の測定機器が老朽化し、必要なデータ量も確保できたとして2006年度までに稼働が停止された。その後も維持費がかかり、船舶の衝突事故のおそれもあることから2018年度に撤去されることとなった。
また、琵琶湖の北方に位置する福井県若狭湾岸には、敦賀原発・美浜原発など多数の原発が立地する。琵琶湖との最短距離は20キロメートル程度であるため、原発事故で放射能汚染されれば水の供給に影響する可能性があると指摘されている。また、ヨシ群落保全条約により、水鳥にとって重要なヨシ群落保全が図られている。ラムサール条約湿地を指定するための国際的な基準の一つに、「定期的に2万羽以上の水鳥を支える湿地」とあり、琵琶湖はその基準を満たしている。そのことから、1993年6月10日、北海道釧路市で開催された「ラムサール条約第5回締約会議」において、国内で9番目のラムサール条約湿地となった。琵琶湖がラムサール条約に登録されたことを受け、水鳥をはじめとする野生生物と、湿地の保全や湿原の賢明な利用について理解を深めるための普及啓発活動や、調査・研究・監視等を行う拠点施設として「琵琶湖水鳥・湿地センター」ができた。ラムサール条約に指定されたことで、滋賀県全体で、琵琶湖の自然環境への取り組みが強化された。

### 事件や事故
滋賀県内の水難事故の3分の1が大津市消防局管内で発生している。大津市消防局が2015年に出動した水難救助件数は21件で、救助件数全体に占める割合は9パーセントであり全国平均の4.4パーセントの2倍以上となっている。前述したおろしなどの風は、漁船やウィンドサーフィンの事故の原因となることも多く、1941年（昭和16年）には琵琶湖遭難事故が発生している。
先に触れた近代における蒸気船の事故としては、まず1874年（明治7年）に長運丸が唐崎沖でボイラーの破裂により沈没し、数十名の乗客が犠牲となっている。その翌年には、満芽丸（大津所属）が加重積載により小松沖で沈没し、47人の犠牲者を出した。
このほか、太平洋戦争の終戦間際に零式艦上戦闘機（零戦）六二型が琵琶湖に不時着している。1978年（昭和53年）、湖底に沈んでいた零戦が引き上げられ京都嵐山美術館が修復、その後は和歌山県「ゼロパーク」、広島県「大和ミュージアム」と引き渡され、展示された。

### その他

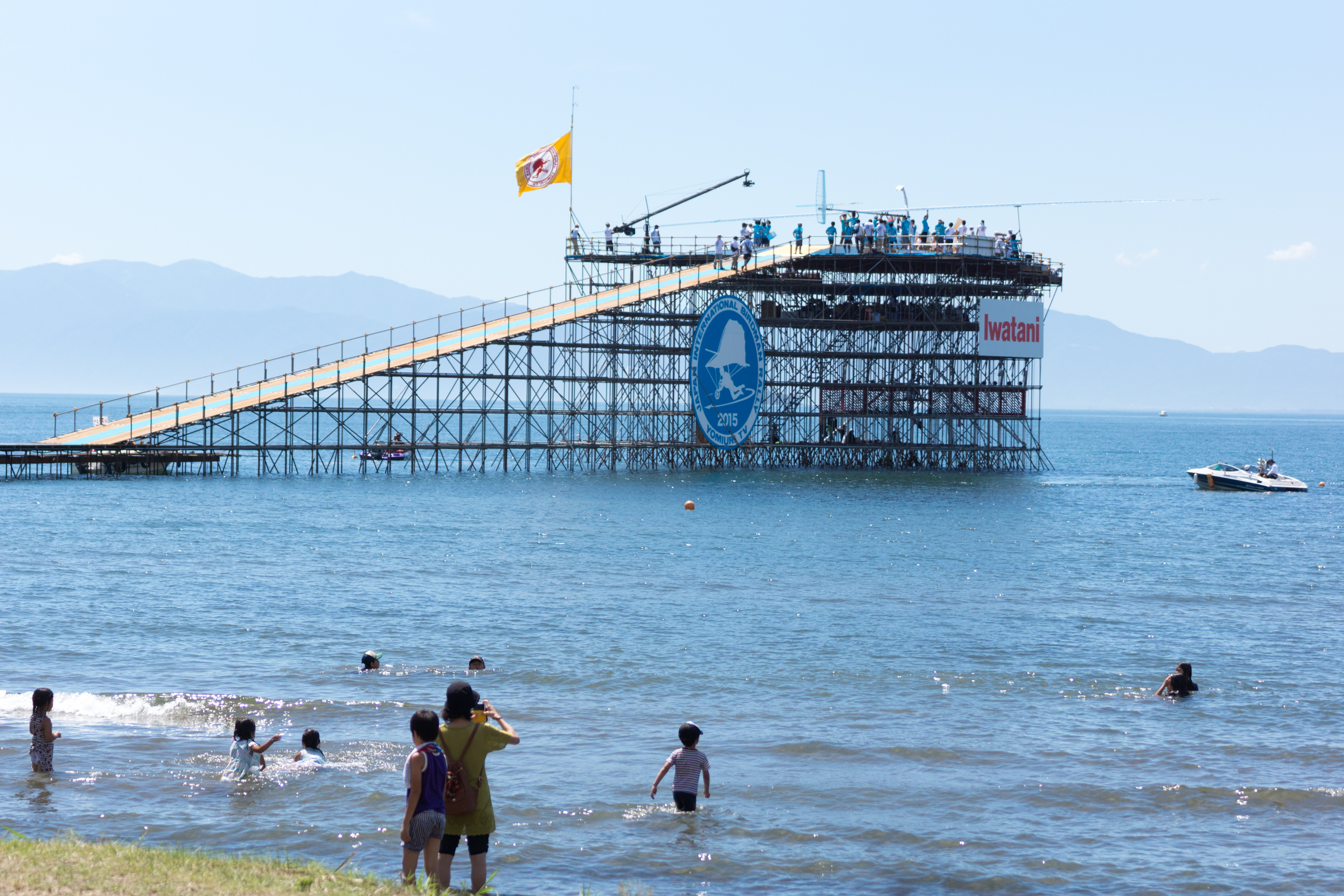
鳥人間コンテスト

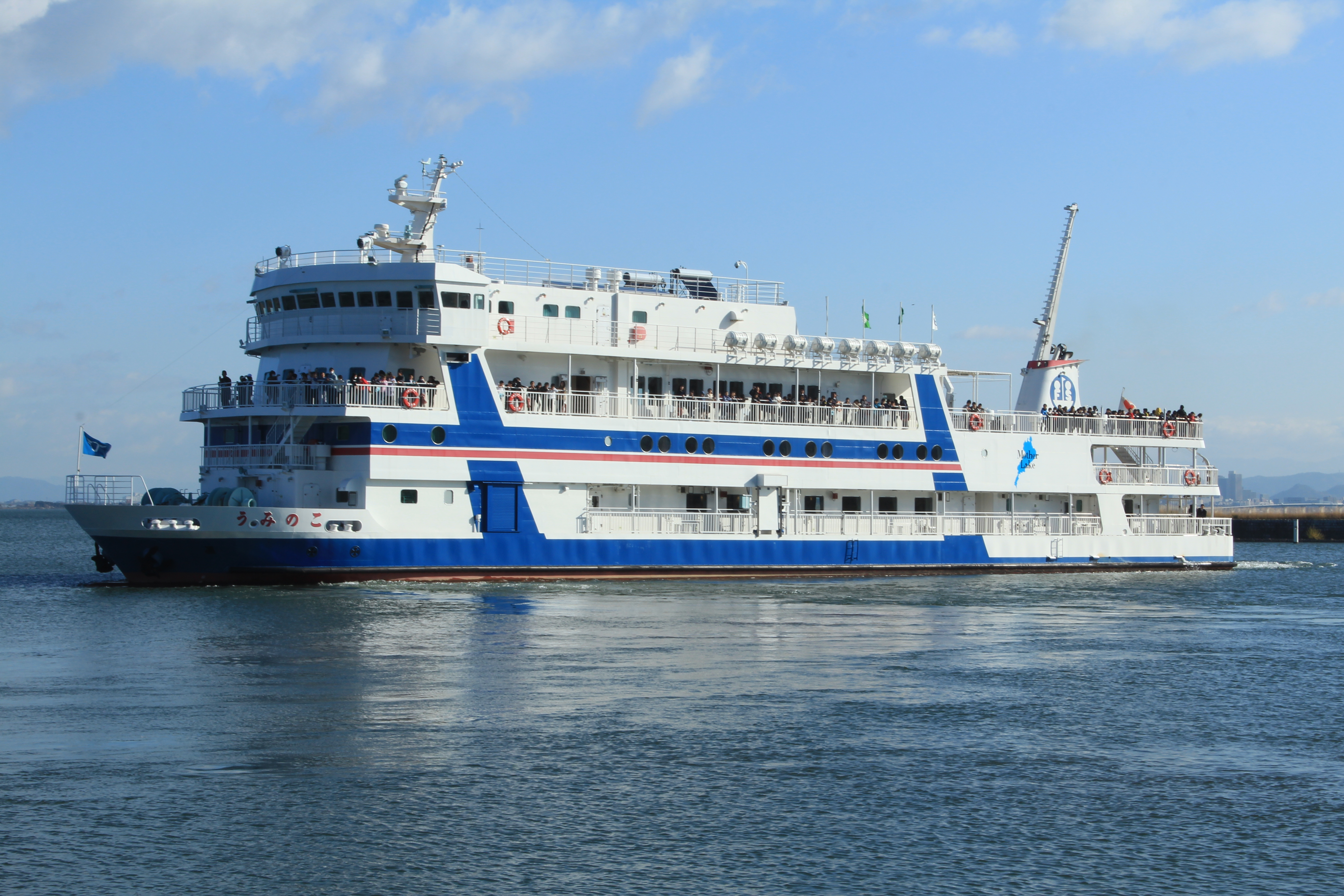
学習船「うみのこ」（2代目）。

日本遺産
2015年には、「水とくらしの文化」「水と祈りの文化」「水と食文化」の3つのストーリーで構成された「琵琶湖とその水辺景観 — 祈りと暮らしの水遺産」が文化庁により日本遺産として認定されている。

スポーツやレジャー
瀬田川を中心とし複数の艇庫があり、毎年5月には琵琶湖漕艇場で日本最大級のボート大会である朝日レガッタが開催される。1952年にはびわこボートレース場が日本で3番目のボートレース場として開場している。カヌーやドラゴンボート、ソーラーボートの競技もおこなわれるほか、ヨット、スタンドアップパドルボードなどを楽しむこともできる。また、2003年には「琵琶湖レジャー利用適正化基本計画」が策定されている。

教育
滋賀県では、1983年の学習船「うみのこ」就航以降、県内の小学5年生を対象とし、びわ湖フローティングスクールと呼ばれる1泊2日の体験学習を実施している。また1981年以降、環境教育副読本『あおいびわ湖』（小学校）・『あおい琵琶湖』（中学校）・『琵琶湖と自然』（高校）を、ほぼ5年ごとに改訂を加えながら発行している。
研究機関
琵琶湖に関連する研究機関としては、滋賀県琵琶湖環境科学研究センター・滋賀県立琵琶湖博物館・国立環境研究所琵琶湖分室などがあり、2014年には各部局・機関が連携して研究をおこなうために琵琶湖環境研究推進機構が設置された。

## 年表
※文末の「#」は、関連する節へのページ内リンクである。
- 440万年前ごろ – 後の三重県伊賀市に古琵琶湖が形成される（大山田湖）[70]。#
- 100万年前ごろ - 現在の南湖の位置に堅田湖が形成される[76]。#
- 43万年前ごろ - 琵琶湖の移動が終わる[76]。#
- 紀元前1万年ごろ - 湖岸域での人の営みの痕跡が残され始める[93][406]。#
- 紀元前300年ごろ - 湖岸域で稲作が開始される[406]。#
- 667年（天智天皇6年）- 近江大津宮への遷都[407]。
- 700年ごろ - 僧侶行基が琵琶湖治水のため大日山の掘削を試みる[269][407]。#
- 1587年（天正15年）- 大津百艘船が特権を与えられる。この数年後には観音寺が船奉行に任命される[408]。#
- 1699年（元禄12年）- 河村瑞賢による2度目の瀬田川浚渫（河合瑞賢の大普請）[409][410]。#

- 1831年（天保2年）- 深溝村の庄屋藤原太郎兵衛家の尽力の末瀬田川の浚渫が実現[411][412]。#
- 1868年（明治元年）5月18日 - 近畿地方を襲った豪雨により水面が上昇。多くの民家が水没した[413]。
- 1869年（明治2年）- 蒸気船一番丸が就航[95]。#
- 1890年（明治23年）- 京都市へ水を供給する琵琶湖第1疏水が開通[13][414]。#
- 1896年（明治29年）- 河川法が制定され、以降琵琶湖とその流入河川は行政の管理下に置かれる[274]。#
- 1896年（明示29年）- 琵琶湖沿岸部で大洪水が起きる[415][414]。#
- 1900年から1908年（明治33年から41年）- 南郷洗堰の築造を含む瀬田川の大規模な改修工事がおこなわれ、以降琵琶湖の水害は減る[274]。#
- 1912年（明治45年）- 琵琶湖第2疏水が開通[292][416]。#
- 1925年（大正14年）- 琵琶湖の環流が発見される[112]。#
- 1950年（昭和25年）7月24日 - 琵琶湖国定公園が指定される[417][350]。#
- 昭和30年代 - 滋賀県で上下水道の普及が始まる[279]。#
- 1961年（昭和36年）- 瀬田川洗堰が築造される[418]。#
- 1964年（昭和39年）9月 - 琵琶湖大橋が開通[417]。#
- 1970年代 - 以降、大型ポンプとパイプラインを用いた逆水灌漑が拡大する[290]。#
- 1972年（昭和47年）- 琵琶湖総合開発特別措置法の制定に伴い琵琶湖総合開発事業が策定される[304]。#
- 1974年（昭和49年）9月 - 近江大橋が開通。#
- 1979年（昭和55年）10月 - 琵琶湖条例（滋賀県琵琶湖の富栄養化の防止に関する条例）が公布される[417]。#
- 1985年（昭和60年）12月 - 湖沼法における指定湖沼に指定される[417]。
- 1993年（平成5年）- ラムサール条約登録湿地に認定される[400]。
- 2000年（平成12年）3月 – 「マザーレイク21計画」が策定される[209]。

### 年間行事・記念日
- 3月
  - びわ湖開き[419]
- 7月
  - びわ湖の日（1日）[420]
  - 鳥人間コンテスト選手権大会（下旬）[421]
- 8月
  - 伊崎の棹飛び（1日）[422]
  - びわ湖大花火大会[423]

## 主な生物種
※『滋賀県レッドデータブック』2015年版に基づき、希少（亜）種には「*」を、絶滅危機増大（亜）種には「**」を、絶滅危惧（亜）種には「***」を附す また、環境省レッドリスト2020年版に基づき、絶滅危惧IB類およびI類には「⁑」を、IA類には「⁂」を附す。琵琶湖においては絶滅したとされる種には「†」を附す。

### 動物

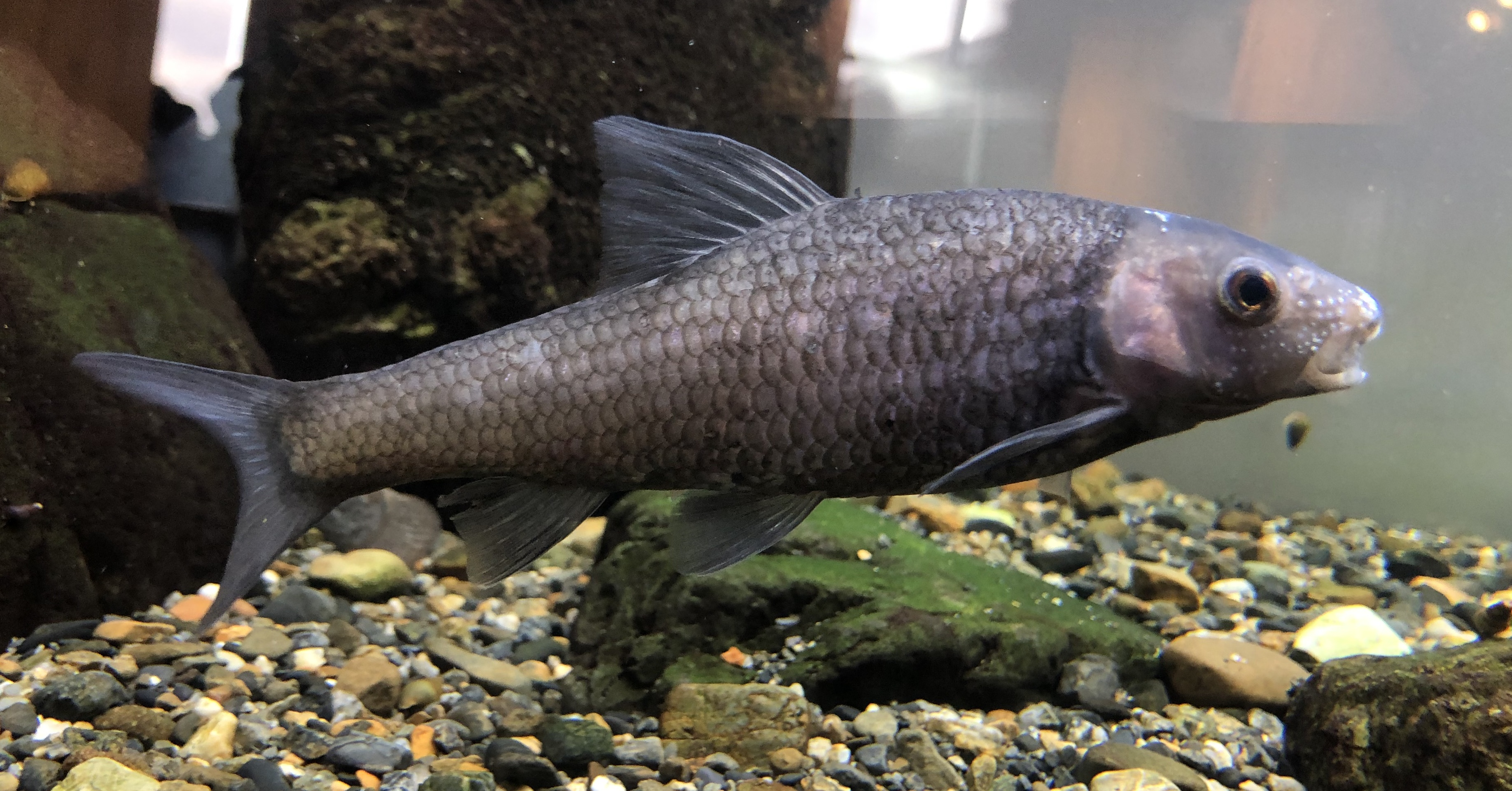
アブラヒガイ

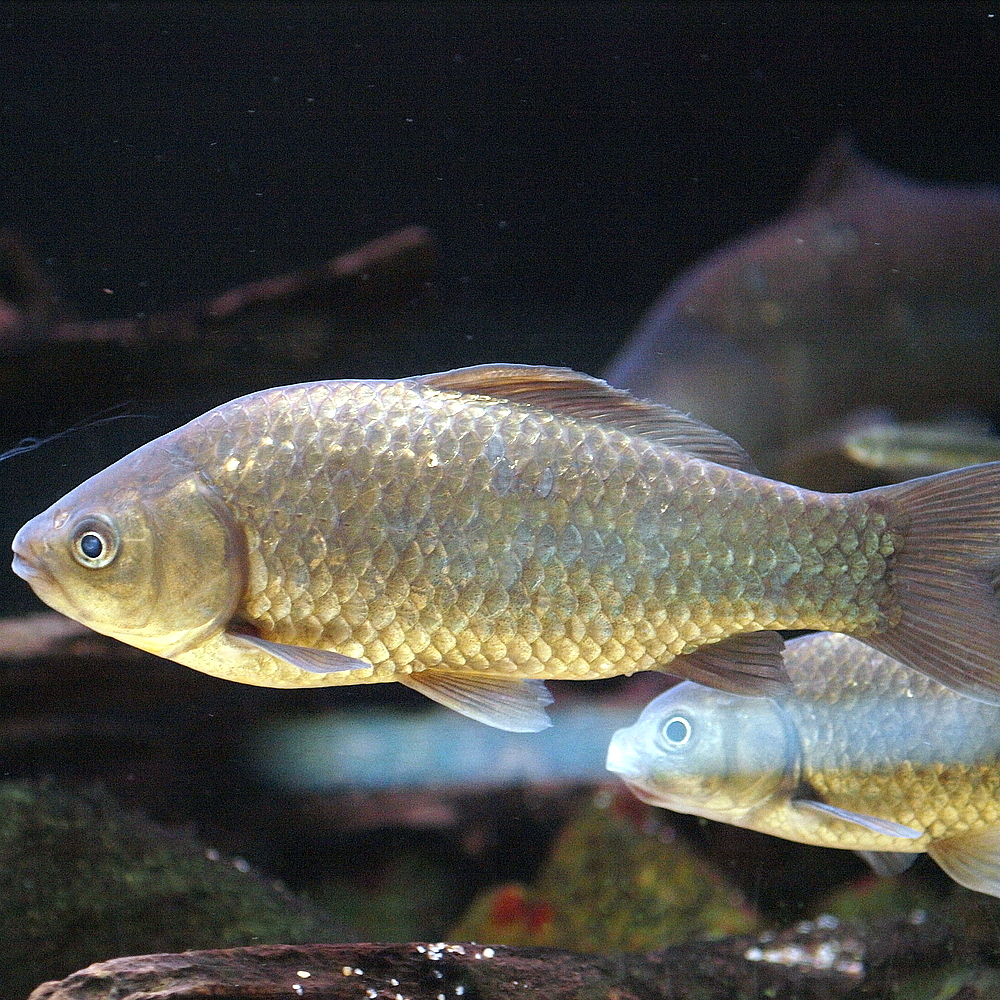
ニゴロブナ

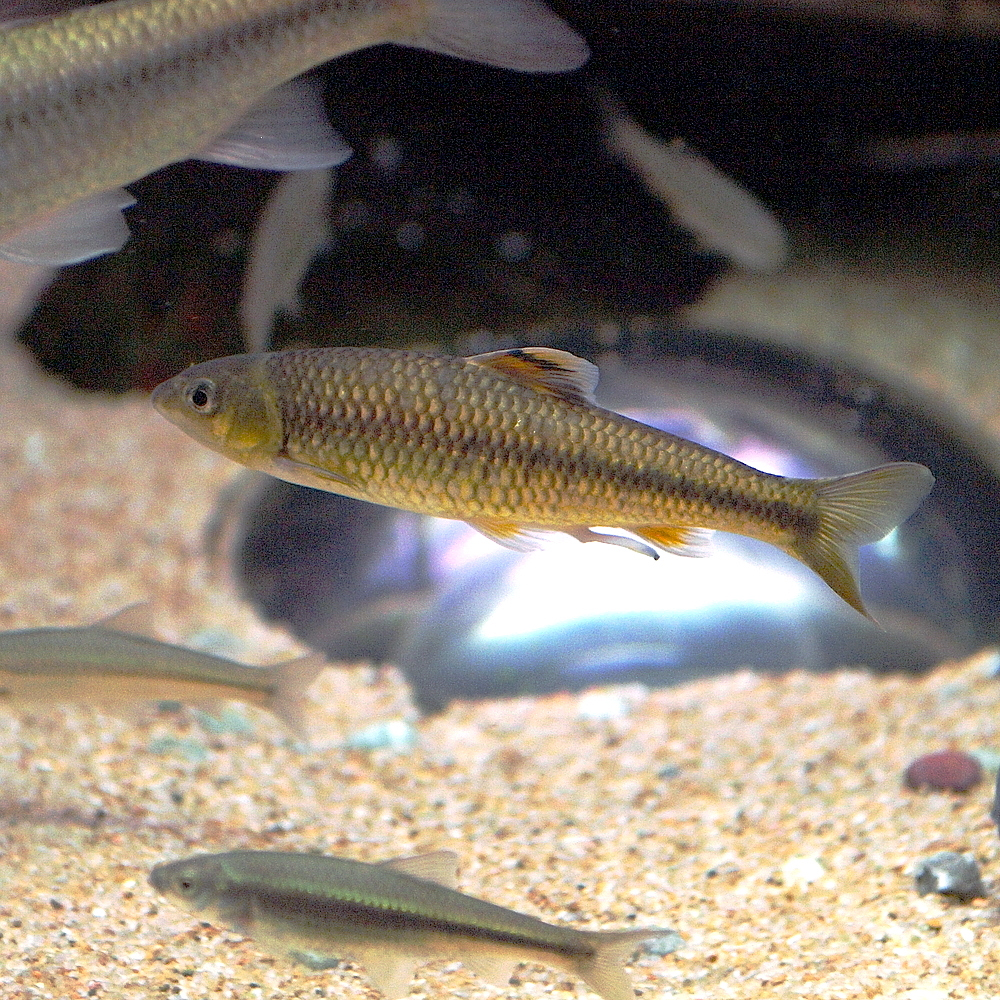
ビワヒガイ

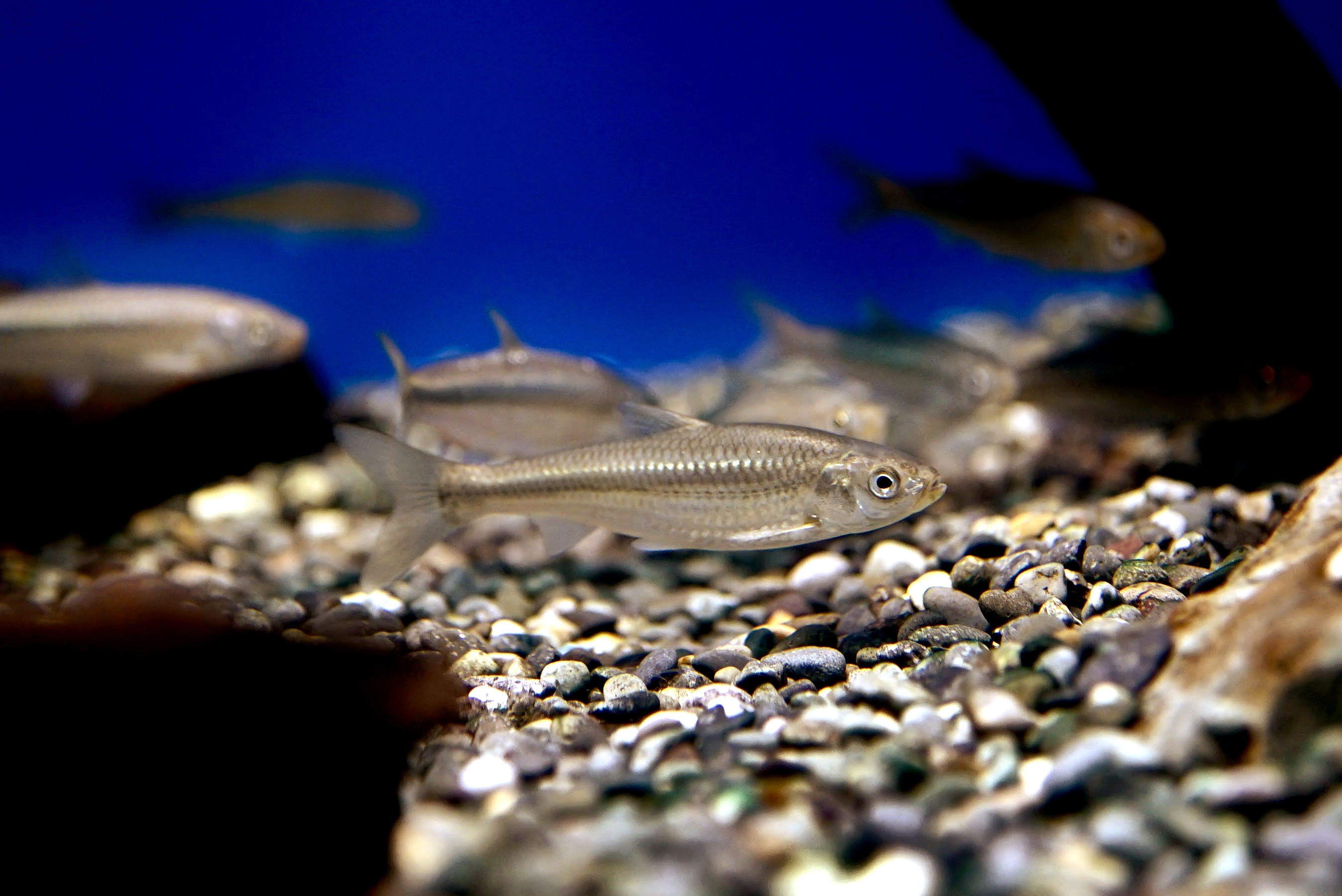
ホンモロコ

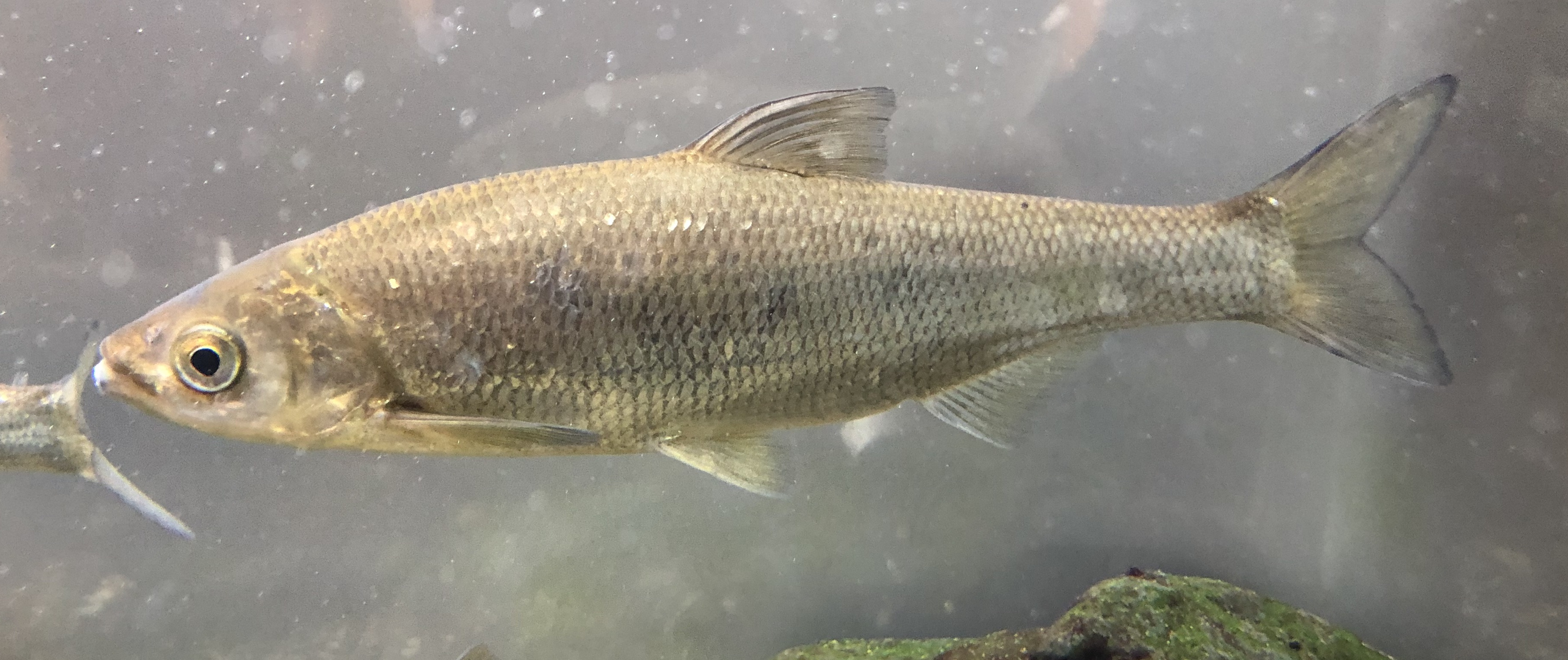
ワタカ

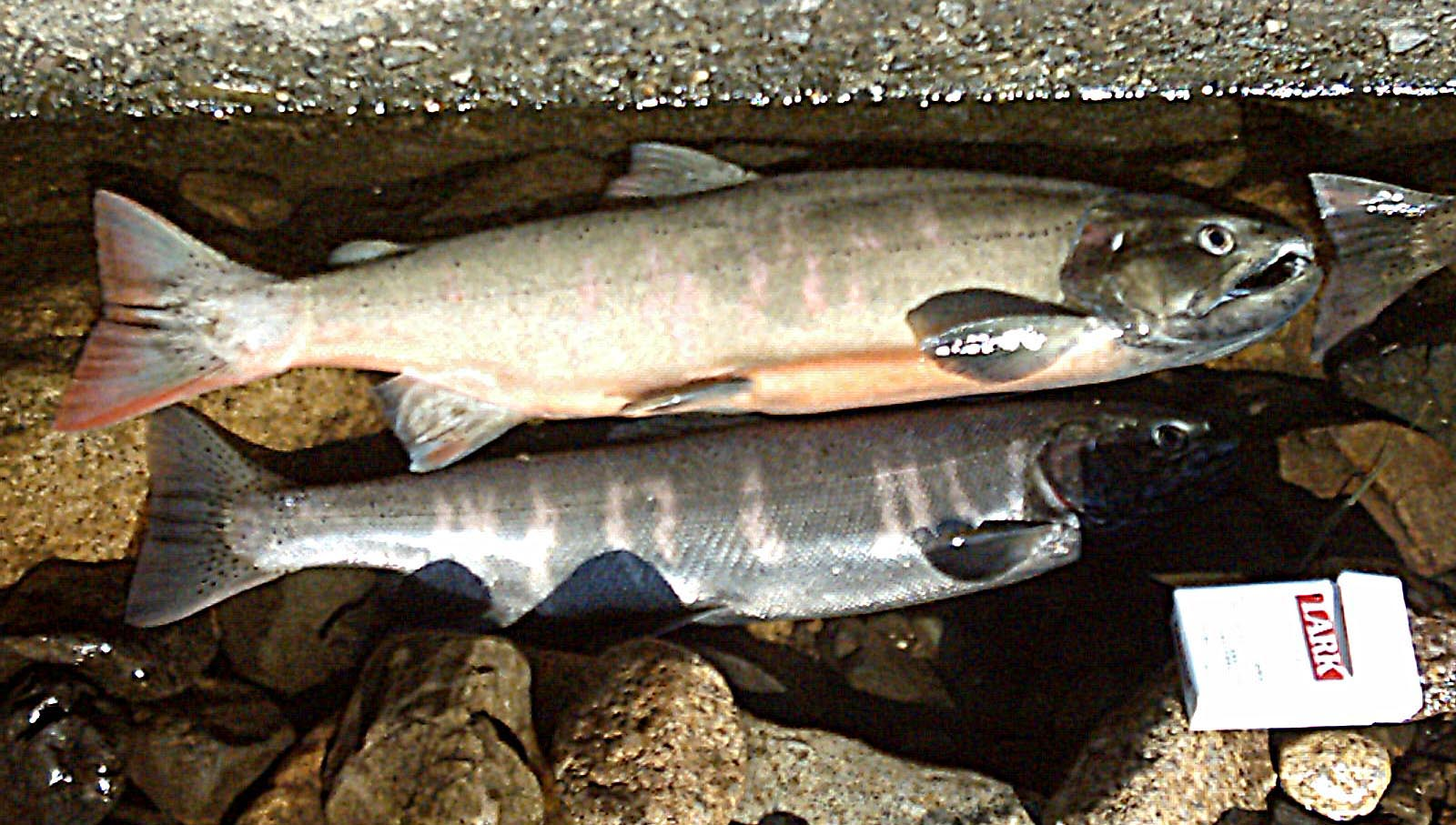
ビワマス

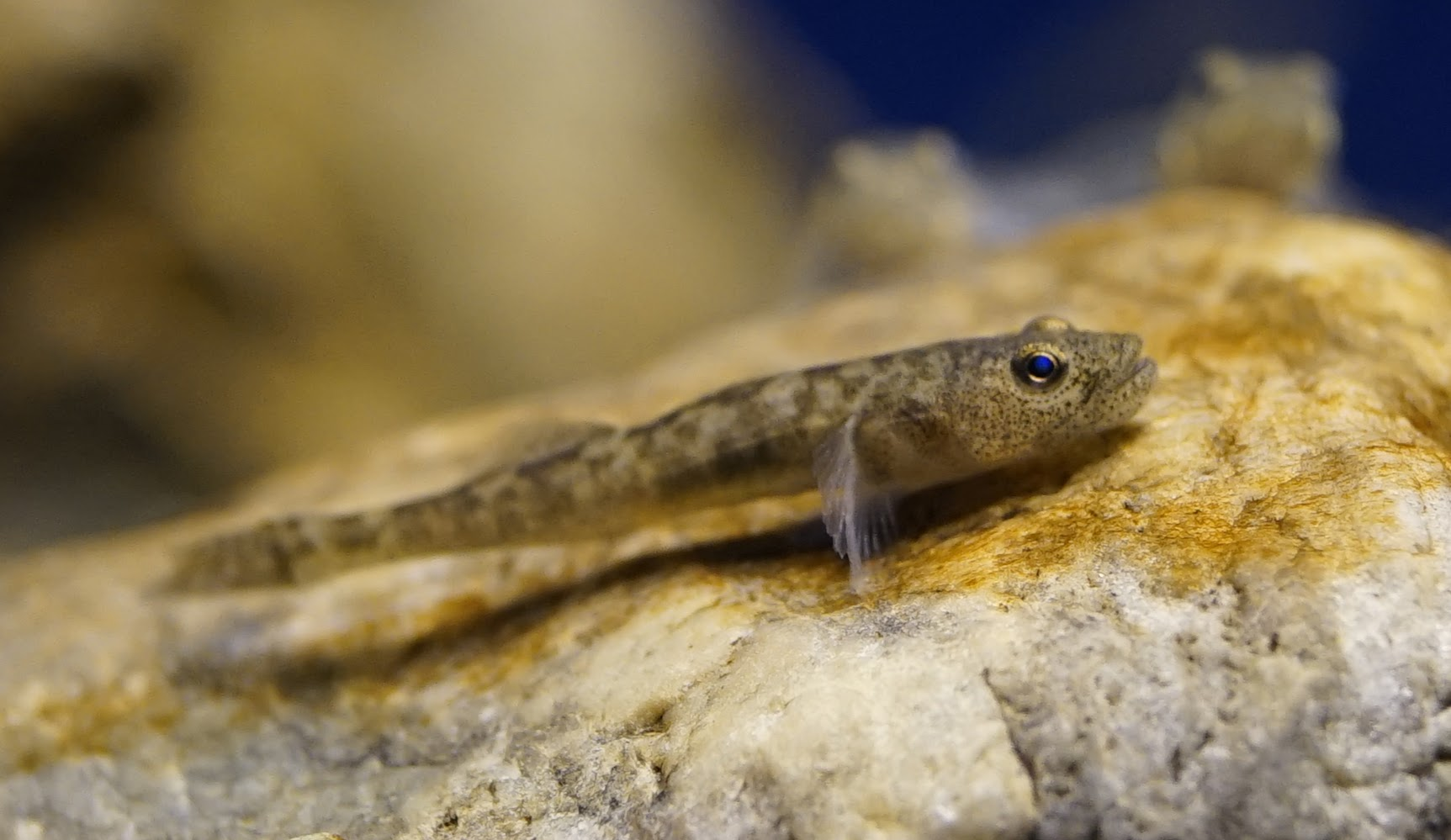
イサザ

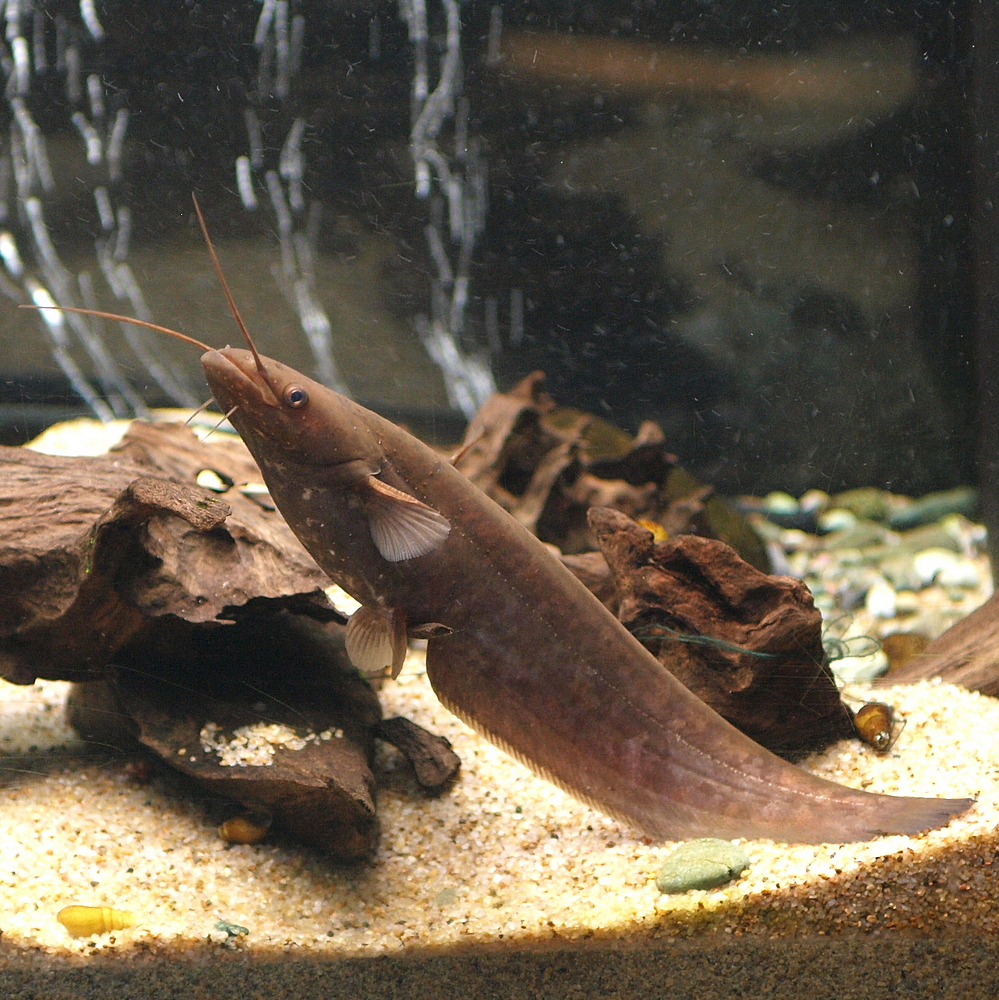
イワトコナマズ

- 魚類
  - 固有（亜）種[426]
    - カサゴ目カジカ科（英語版）
      - ウツセミカジカ（カジカ属（英語版））[注 82]

    - コイ目コイ科      - アブラヒガイ***⁂
      - ゲンゴロウブナ*⁑
      - スゴモロコ*
      - ニゴロブナ*⁑[注 83][注 84]
      - ビワヒガイ*[注 83]
      - ホンモロコ**⁂[注 84]
      - ヨドゼゼラ⁑（ゼゼラ属（英語版））
      - ワタカ***⁂

    - コイ目ドジョウ科      - オオガタスジシマドジョウ***⁑
      - ビワコガタスジシマドジョウ***⁑（以上シマドジョウ属）

    - サケ目サケ科
      - ビワマス[注 84]

    - スズキ目ハゼ科      - イサザ***[注 84]
      - ビワヨシノボリ（ヨシノボリ属）[注 84]

    - ナマズ目ナマズ科      - イワトコナマズ**
      - ビワコオオナマズ*

  - その他在来種[426]
    - サケ目アユ科[注 85]
      - アユ[注 84]

    - コイ目コイ科
      - ハス*[426][注 84]

  - 外来種
    - スズキ目サンフィッシュ科      - オオクチバス[426][注 86]
      - コクチバス[432][注 86]
      - ブルーギル[426][注 86]
- 貝類[141]
  - 固有（亜）種
    - 二枚貝綱イシガイ目イシガイ科（英語版）      - イケチョウガイ***⁂
      - オグラヌマガイ***⁑（オグラヌマガイ属[注 87]）
      - オトコタテボシガイ**（オトコタテボシガイ属）
      - ササノハガイ[注 82]
      - タテボシガイ（イシガイ族（英語版））[注 83]
      - マルドブガイ*（ドブガイ属）
      - メンカラスガイ*（カラスガイ属（英語版））

    - 二枚貝綱ハマグリ目（英語版）シジミ科
      - セタシジミ**（シジミ属（英語版））

    - 二枚貝綱ハマグリ目ドブシジミ科
      - カワムラマメシジミ（マメシジミ属（英語版））

    - 腹足綱吸腔目（英語版）カワニナ科（英語版）      - イボカワニナ*
      - オオウラカワニナ***
      - カゴメカワニナ
      - クロカワニナ**
      - シライシカワニナ*
      - タケシマカワニナ*
      - タテジワカワニナ***
      - タテヒダカワニナ
      - ナカセコカワニナ**⁑
      - ナンゴウカワニナ**
      - ハベカワニナ
      - フトマキカワニナ***
      - ホソマキカワニナ*
      - モリカワニナ*
      - ヤマトカワニナ（以上カワニナ属（英語版））

    - 腹足綱吸腔目タニシ科
      - ナガタニシ*（ナガタニシ属[注 87]）

    - 腹足綱吸腔目ミズシタダミ科（英語版）
      - ビワコミズシタダミ（ミズシタダミ属）

    - 腹足綱有肺目ヒラマキガイ科      - カドヒラマキガイ
      - ヒロクチヒラマキガイ（以上ヒラマキガイ属（英語版））

    - 腹足綱有肺目モノアラガイ科（英語版）
      - オウミガイ（モノアラガイ属（英語版））
- 節足動物
  - 固有種[141]
    - 外顎綱カゲロウ目シロイロカゲロウ科（英語版）[433]
      - ビワコシロカゲロウ（シロイロカゲロウ属（英語版））

    - 外顎綱トビケラ目コエグリトビケラ科（英語版）[434]
      - ビワコエグリトビケラ（コエグリトビケラ属（英語版））

    - 鰓脚綱双殻目（英語版）ミジンコ科
      - ビワミジンコ***（ミジンコ属（英語版））

    - 軟甲綱端脚目キタヨコエビ科（英語版）      - アナンデールヨコエビ**
      - ナリタヨコエビ**（以上オオエゾヨコエビ属）

    - 軟甲綱端脚目コロフィウム科（英語版）
      - ビワカマカ**（カマカ属）

  - その他在来種
    - 外顎綱ハエ目ユスリカ科[435]
      - オオユスリカ[注 88]

    - 鰓脚綱双殻目ミジンコ科[141]
      - カブトミジンコ（英語版）（ミジンコ属）[175]

    - 鰓脚綱双殻目ノロミジンコ科[141]
      - ノロ[175]

    - 軟甲綱十脚目テナガエビ科
      - スジエビ[141][注 84]

    - 六幼生綱カラヌス目ディアプトムス科（英語版）
      - ヤマトヒゲナガケンミジンコ（オランダ語版）（エオヒゲナガケンミジンコ属（英語版））[180][437]

  - 外来種[141]
    - 鰓脚綱双殻目ミジンコ科
      - プリカリアミジンコ（英語版）（ミジンコ属）[438]
- 鳥類[439]
  - カイツブリ目カイツブリ科    - カンムリカイツブリ[注 89]
    - ハジロカイツブリ[注 89]

  - カツオドリ目ウ科
    - カワウ[注 89]

  - カモ目カモ科    - オオヒシクイ[注 83][注 89]
    - オカヨシガモ[注 89]
    - キンクロハジロ[注 89]
    - ヒドリガモ[注 89]
    - ホシハジロ[注 89]
    - ミコアイサ[注 89]
    - ヨシガモ[注 89]

  - ツル目クイナ科
    - オオバン[注 89]
- その他動物
  - 固有種[141]
    - 扁形動物門三岐腸目オオウズムシ科（英語版）
      - ビワオオウズムシ**⁑

    - 扁形動物門多食目（英語版）フトクチヒメウズムシ科（英語版）
      - カワムラヒメウズムシ（マクロストマム属（英語版））

    - 海綿動物門普通海綿綱タンスイカイメン科（英語版）
      - オオツカイメン（ヌマカイメン属（英語版））

    - 環形動物門ヒル綱吻蛭目（英語版）グロシフォニ科（英語版）
      - イカリビル***（イカリビル属）

  - 在来種
    - 輪形動物門単生殖巣綱（英語版）プロイマ目（フランス語版）ネズミワムシ科
      - ネズミワムシ（ネズワムシ属（英語版））[180][441]

    - 輪形動物門単生殖巣綱プロイマ目ヒゲワムシ科（フランス語版）
      - ハネウデワムシ（ハネウデワムシ属（英語版））[180][441]

### 植物
- 被子植物
  - 固有種[442]
    - （単子葉類）オモダカ目トチカガミ科
      - ネジレモ

    - （単子葉類）オモダカ目ヒルムシロ科
      - サンネンモ（ヒルムシロ属）**

  - 在来種
    - （単子葉類）イネ目イネ科[141]
      - セイタカヨシ（ヨシ属）[167]
      - ツルヨシ[443]
      - ヨシ[443]

    - （単子葉類）オモダカ目トチカガミ科[442]
      - クロモ[161][164]

    - （単子葉類）オモダカ目ヒルムシロ科      - オオササエビモ[444][442]
      - ササバモ[164][442]
      - センニンモ（英語版）[164][442]
      - ヒロハノエビモ[444][442]
      - ガシャモク†[159][442]
      - リュウノヒゲモ†（以上ヒルムシロ属）[159][445]

    - （真正双子葉類）キク目ミツガシワ科[442]
      - アサザ[446]

    - （真正双子葉類）ユキノシタ目アリノトウグサ科[442]
      - ホザキノフサモ（英語版）（フサモ属）[164]

  - 外来種
    - （単子葉類）オモダカ目トチカガミ科[447][442]      - オオカナダモ[447]
      - コカナダモ[447]

    - スイレン目ハゴロモモ科[448]
      - ハゴロモモ[447]
- 接合藻
  - チリモ目（英語版）ミカヅキモ科（英語版）
    - ミカヅキモ属[181]
- 緑藻植物
  - 車軸藻綱シャジクモ目シャジクモ科[160]
    - ホシツリモ[158]

  - 緑藻綱ヨコワミドロ目アミミドロ科（英語版）
    - ビワクンショウモ（クンショウモ属）[181][141]

### その他
- アメーボゾア
  - ツブリネア綱ナベカムリ目ナガツボカムリ科
    - ビワコツボカムリ†[449]
- 珪藻[注 90]
  - 固有種
    - チュウカンケイソウ綱ニセコアミケイソウ目（英語版）ニセコアミケイソウ科（英語版）
      - スズキケイソウ（プラエステファノス属）[450][注 91]

  - その他
    - クサリケイソウ綱オビケイソウ目（英語版）オビケイソウ科
      - ホシガタケイソウ属（英語版）[181]
      - シネドラ属[181]

    - コアミケイソウ綱（英語版）タルケイソウ目タルケイソウ科
      - メロシラ属[181]

## 主な港

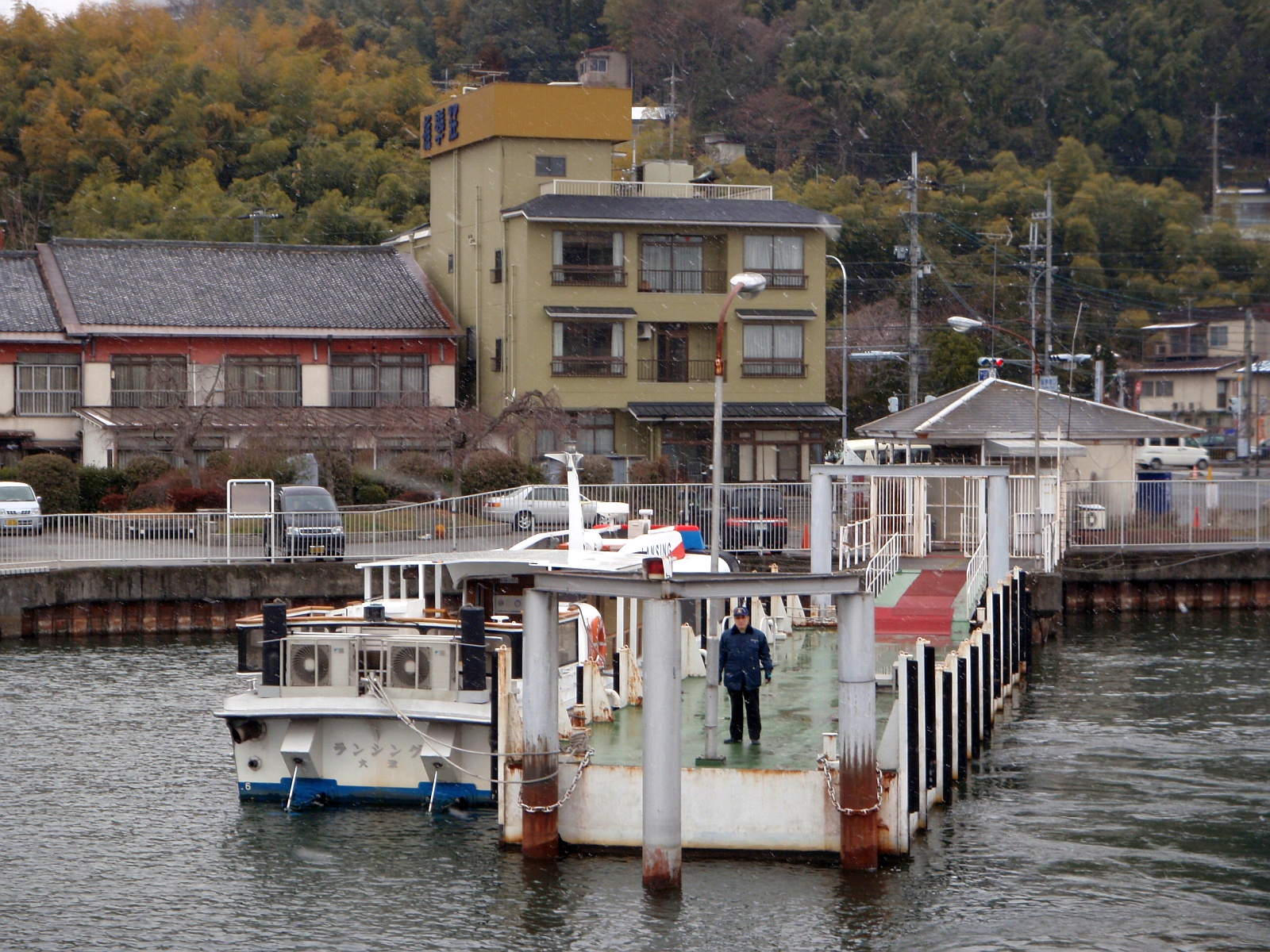
おごと温泉港

- 古代[注 92]
  - 長浜市    - 塩津（西浅井町）[注 93][452]
    - 菅浦（西浅井町）[注 93]
    - 津乎（つお）の崎（湖北町尾上）[注 93]

  - 米原市    - 磯[注 93]
    - 朝妻[注 93][452]

  - 大津市    - 唐崎[注 93]
    - 大津[452]
    - 志賀浦[注 93]
    - 三津浜[注 93]
    - 真野浦[注 93]
    - 比良湊（志賀町）[注 93]

  - 高島市    - 勝野（高島町）[注 93][452]
    - 香取浦（高島町）[注 93]
    - 真長の浦（高島町）[注 93]
    - 安曇（安曇川町）[注 93]

  - その他    - 水茎の岡（近江八幡市）[注 93]
    - 矢橋（草津市）[注 93]
- 中世[453]
  - 米原市    - 朝妻
    - 筑摩

  - 草津市    - 矢橋
    - 山田
    - 志那

  - 大津市    - 大津
    - 坂本
    - 堅田

  - 高島市    - 今津
    - 海津

  - その他    - 塩津
    - 島（近江八幡市）
    - 八坂
- 近世[注 92]

15 km
八幡・舟木
松原
米原
長浜
塩津
大浦
海津
今津
大溝

堅田

大津  近世の主な港。は九ヵ浦、は彦根三湊。

  - 長浜市    - 塩津[注 94]
    - 尾上（おのうえ、湖北町）[注 95]
    - 長浜[注 95][注 96]
    - 早崎（びわ町）[注 95]
    - 大浦（西浅井町）[注 94]

  - 米原市
    - 米原[注 95][注 96]

  - 彦根市    - 八坂[注 95]
    - 薩摩[注 95]
    - 柳川[注 95]
    - 松原[注 95][注 96]

  - 近江八幡市    - 八幡[注 94]
    - 舟木[注 95][注 94]
    - 江頭[注 95]
    - 常楽寺（安土町）[注 95]

  - 大津市    - 大津[注 94]
    - 松本[注 95]
    - 坂本[注 95]
    - 堅田[注 95][注 94]
    - 北小松（志賀町）[注 95]
    - 北比良（志賀町）[注 95]

  - 高島市    - 大溝（高島町）[注 95][注 94]
    - 木津（こづ、新旭町）[注 95]
    - 今津[注 95][注 94]
    - 海津（マキノ町）[注 95][注 94]
- 近代[455]
  - 長浜市    - 塩津
    - 片山
    - 南浜
    - 長浜
    - 竹生島

  - 彦根市    - 松原
    - 柳川

  - 近江八幡市    - 常楽寺
    - 長命寺
    - 八幡
    - 沖ノ島

  - 草津市    - 志那
    - 穴村
    - 山田
    - 矢橋

  - 大津市    - 大津
    - 坂本
    - 堅田
    - 和邇
    - 小松

  - 高島市    - 大溝
    - 船木
    - 深溝
    - 今津
    - 海津

  - その他    - 米原
    - 能登川（東近江市）
    - 赤野井（守山市）
- 現代

15 km
海津
知内
浜分
今津
北船木
大溝
北小松
和邇
堅田
北山田
志那
木浜
菖蒲
沖之島
柳川
宇曽川
磯
南浜
尾上
大浦
大津
彦根

竹生島

長浜  現代の主な港。は地方港湾、は第一種漁港。

  - 長浜市    - 大浦漁港[注 97]
    - 尾上漁港[注 97]
    - 南浜漁港[注 97]
    - 長浜港[注 98][458]
    - 竹生島港[注 98][459]

  - 彦根市    - 宇曽川漁港[注 97]
    - 柳川漁港[注 97]
    - 彦根港[注 98]

  - 草津市    - 草津烏丸半島港[458]
    - 志那漁港[注 97]
    - 北山田漁港[注 97]

  - 大津市    - 大津港[注 98][458]
    - におの浜観光港[458]
    - 柳が崎湖畔公園港[458]
    - おごと温泉港[458]
    - 堅田漁港[注 97]
    - 琵琶湖大橋港[458]
    - 和邇漁港[注 97]
    - 北小松漁港[注 97]

  - 高島市    - 大溝漁港[注 97]
    - 北船木漁港[注 97]
    - 今津港[458]
    - 今津漁港[注 97]
    - 浜分漁港[注 97]
    - 知内漁港[注 97]
    - 海津漁港[注 97]

  - その他    - 磯漁港（米原市）[注 97]
    - 沖之島漁港（近江八幡市）[注 97]
    - 菖蒲漁港（野洲市）[注 97]
    - 木浜漁港（守山市）[注 97]